# 10. November
Der 10. November ist der 314. Tag des gregorianischen Kalenders (der 315. in Schaltjahren), somit bleiben 51 Tage bis zum Jahresende.

## Ereignisse

### Politik und Weltgeschehen
- 0911: Rund sechs Wochen nach dem Tod von Ludwig dem Kind wird Konrad der Jüngere in Forchheim zum König des Ostfrankenreichs gewählt.
- 1202: Das Heer des Vierten Kreuzzugs trifft vor Zara ein und unterstützt zur Begleichung seiner Schulden beim Dogen Enrico Dandolo die Republik Venedig bei der Belagerung der christlichen Stadt.
- 1293: Raden Wijaya wird als Kertarajasa Jayawardhana zum ersten Herrscher von Majapahit auf der indonesischen Insel Java gekrönt.
- 1430: Friesische Freiheit: Die Ostfriesischen Häuptlinge schließen einen Bund der Freiheit gegen Focko Ukena und wählen Edzard aus dem Geschlecht der Cirksena zu dessen Anführer.

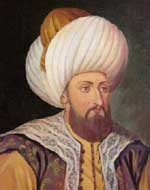
1444: Murat II.

- 1444: Der osmanische Sultan Murat II. schlägt in der Schlacht bei Warna ein polnisch-ungarisches Kreuzfahrerheer unter König Wladislaw III., der im Kampf fällt. Der ungarische Reichsverweser Johann Hunyadi entkommt knapp und setzt den Widerstand gegen die Osmanen fort.
- 1657: Schwedens vormalige Königin Christina lässt ihren früheren Favoriten und Stallmeister Giovanni Monaldeschi unter dem Vorwurf des Hochverrats im französischen Schloss Fontainebleau töten.
- 1775: Im Amerikanischen Unabhängigkeitskrieg wird durch Beschluss des 2. Kontinentalkongresses mit den Continental Marines der Vorgänger des United States Marine Corps gegründet.

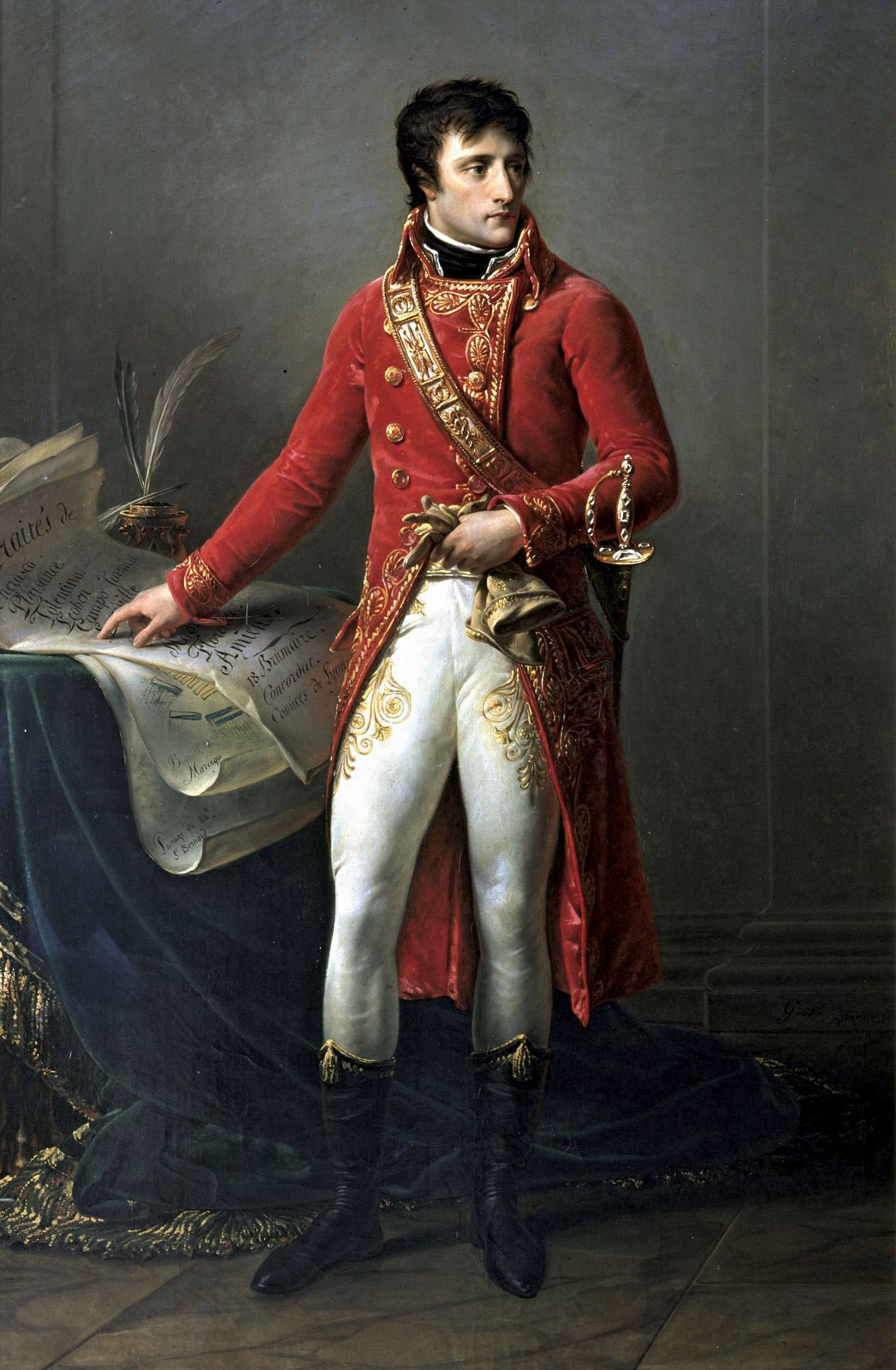
1799: Napoléon als Erster Konsul

- 1799: Die Französische Revolution endet: Am Tag nach dem Staatsstreich des 18. Brumaire VIII und der Absetzung des Direktoriums wird Napoleon Bonaparte zum ersten Konsul ernannt. Die beiden anderen Mitglieder des Konsulats sind Emmanuel Joseph Sieyès und Roger Ducos.
- 1813: Britische Truppen besiegen während des Britisch-Amerikanischen Krieges in der Schlacht bei Chrysler’s Farm eine zehnfach überlegene US-amerikanische Armee und wehren damit eine Invasion Kanadas ab.
- 1848: Mit dem Einmarsch preußischer Truppen unter Generalfeldmarschall Friedrich von Wrangel beginnt das Ende der Revolution in Berlin.
- 1859: Italienische Unabhängigkeitskriege: Der Frieden von Zürich beendet den Sardinischen Krieg zwischen dem Kaisertum Österreich und den Verbündeten Königreich Sardinien-Piemont und Frankreich. Österreich verzichtet auf die Lombardei, behält aber das oberitalienische Festungsviereck.
- 1865: Henry Wirz wird nach einem Gerichtsurteil als ehemaliger konföderierter Lagerkommandant des Camp Sumter hingerichtet. Er ist der einzige Südstaatler, der wegen Kriegsverbrechen im Amerikanischen Bürgerkrieg zur Rechenschaft gezogen wird.

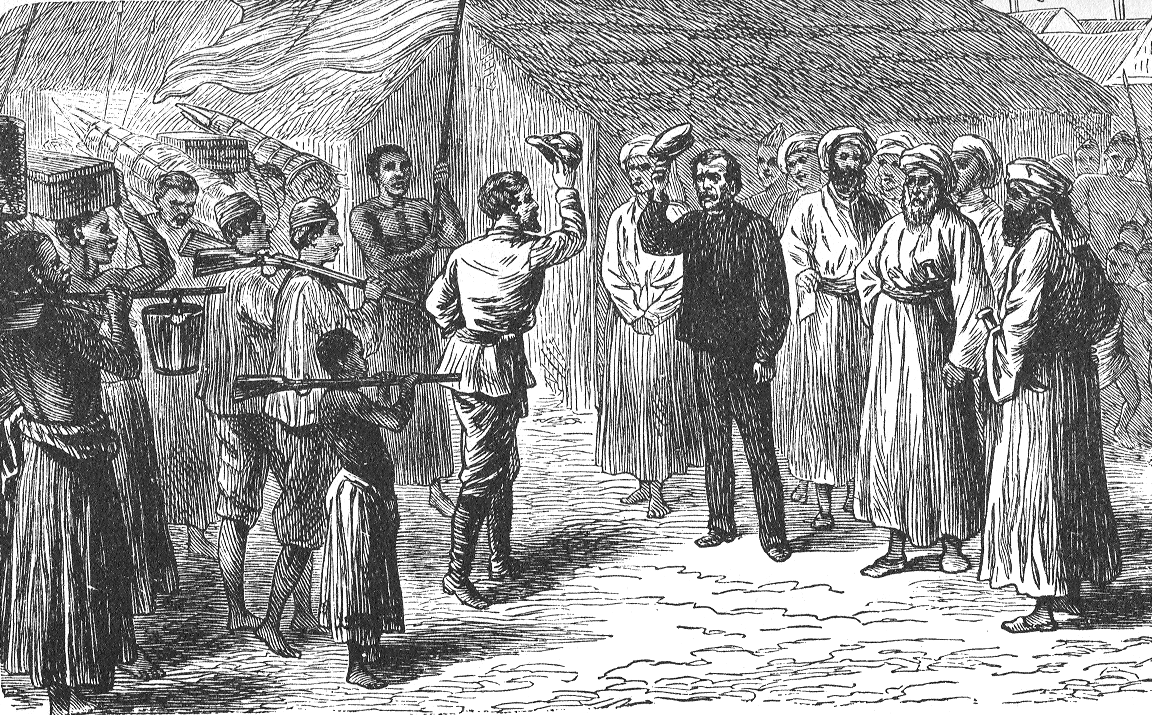
1871: Livingstone und Stanley

- 1871: In Udschidschi am Tanganjikasee trifft Henry Morton Stanley, von der New York Herald ausgesandt, auf den als verschollen geltenden Missionar und Afrikaforscher David Livingstone.
- 1884: Der Kaufmann und Kolonialist Carl Peters kommt auf Sansibar an und beginnt „Schutzverträge“ zu schließen, aus denen später Deutsch-Ostafrika entsteht.
- 1914: In der Ersten Flandernschlacht des Ersten Weltkriegs kommt es bei Langemark zu besonders verlustreichen Kämpfen durch den Einsatz von schlecht ausgebildeten freiwilligen Jugendlichen durch die deutsche Heeresleitung. Daraus entwickelt sich der Mythos von Langemarck.
- 1917: Die erste von drei Piaveschlachten im Ersten Weltkrieg beginnt. Österreich-Ungarn versucht, den Krieg gegen Italien zu seinen Gunsten zu entscheiden.

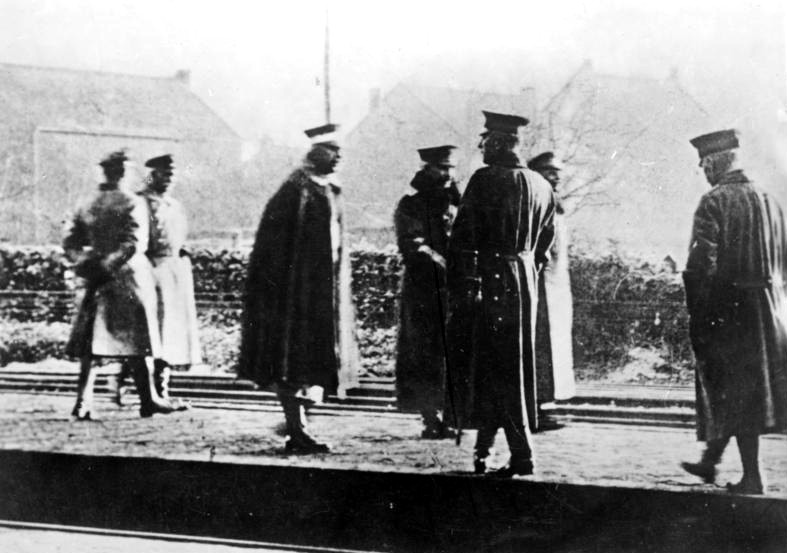
1918: Wilhelm II. am belgisch-niederländischen Grenzübergang Eijsden

- 1918: Novemberrevolution: Der ehemalige deutsche Kaiser Wilhelm II. geht ins niederländische Exil. Die Arbeiter- und Soldatenräte in Berlin bestätigen den von SPD und USPD gebildeten Rat der Volksbeauftragten als neue Regierung des Deutschen Reichs.
- 1918: General Wilhelm Groener als Vertreter der Obersten Heeresleitung und Friedrich Ebert als Mitglied des Rates der Volksbeauftragten schließen telefonisch den Ebert-Groener-Pakt. Das Offizierskorps sichert die Unterstützung der Regierung gegen linksradikale Revolutionäre zu und erhält dafür die Zusicherung der alleinigen militärischen Befehlsgewalt.
- 1928: Shōwa-Zeit: Hirohito wird zum Tennō gekrönt, nachdem er bereits am 25. Dezember 1926 den japanischen Kaiserthron bestiegen hat.
- 1944: Gestapo und SS hängen wegen Widerstandes 13 Mitglieder der Ehrenfelder Gruppe in Köln-Ehrenfeld ohne Gerichtsurteil, darunter auch Edelweißpiraten.
- 1953: Der Leichnam Mustafa Kemal Atatürks wird in das Mausoleum Anıtkabir in Ankara überführt.
- 1958: In einer Rede im Moskauer Sportpalast verlangt der sowjetische Staats- und Parteichef Nikita Chruschtschow eine Änderung des Potsdamer Abkommens. Er deutet das Übertragen sowjetischer Befugnisse aus alliierter Zeit auf die DDR an. Die Berlin-Krise zieht herauf.
- 1974: In Berlin wird Kammergerichtspräsident Günter von Drenkmann nach einem Handgemenge mit in sein Haus eingedrungenen Tätern durch Schüsse schwer verletzt und stirbt im Krankenhaus. Zur Tat bekannte sich die Terrororganisation Bewegung 2. Juni. Die Täter bleiben unidentifiziert.
- 1975: Mit ihrer Resolution 3379 beschließt die UN-Generalversammlung, dass Zionismus eine Form des Rassismus und der Rassendiskriminierung sei. Am 16. Dezember 1991 wird diese Resolution wieder zurückgenommen.
- 1975: Im Vertrag von Osimo einigen sich Italien und Jugoslawien endgültig über die Aufteilung des ehemaligen Freien Territoriums Triest.
- 1977: Die RAF-Terroristen Christof Wackernagel und Gert Richard Schneider werden nach einer Schießerei festgenommen.
- 1982: In Moskau stirbt der sowjetische Staats- und Parteichef Leonid Iljitsch Breschnew an plötzlichem Herzversagen.
- 1988: Bundestagspräsident Philipp Jenninger hält zum Jahresgedenken der Novemberpogrome 1938 eine Rede vor dem Parlament. Kritische Reaktionen auf die Gedenkrede führen zum Rücktritt Jenningers am darauffolgenden Tag.

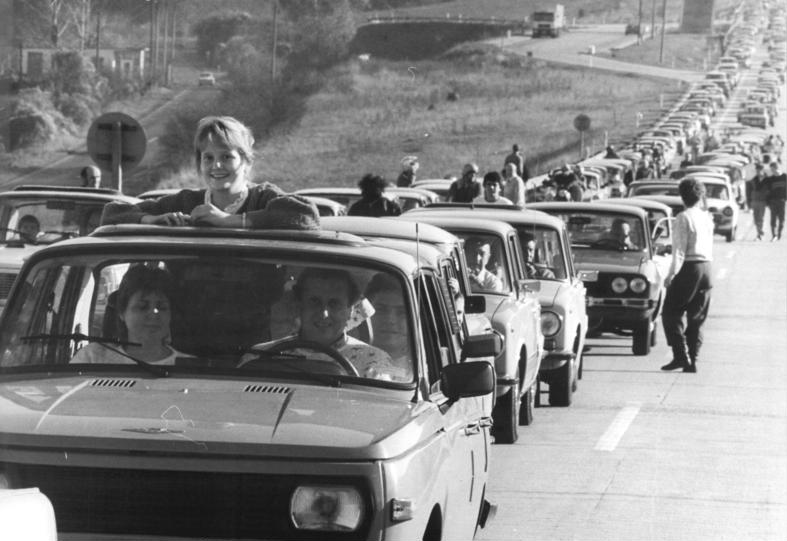
1989: Fahrzeugschlange am Grenzübergang Wartha

- 1989: Am Tag nach der überraschenden Ankündigung von Reisefreiheit und der daraus resultierenden Öffnung der Berliner Mauer besuchen Millionen von DDR-Bürgern West-Berlin und die grenznahen Städte der Bundesrepublik.
- 1989: Todor Schiwkow wird auf dem Novemberplenum des ZK der BKP als Staatschef Bulgariens und Erster Sekretär der Bulgarischen Kommunistischen Partei von Petar Mladenow abgelöst.
- 1995: Trotz internationaler Proteste richtet das nigerianische Regime unter dem Diktator Sani Abacha den Bürgerrechtler Ken Saro-Wiwa hin.
- 2005: Bei Anschlägen in der jordanischen Hauptstadt Amman durch Sprengsätze in drei internationalen Hotels kommen mindestens 53 Menschen ums Leben.
- 2020: Der Krieg um Bergkarabach wird beendet. Aserbaidschan erhält die Kontrolle über zwei Drittel seiner armenisch besetzten Gebiete zurück.

### Wirtschaft
- 1855: Der Florentiner Giovanni Caselli erhält ein Patent auf den Pantelegraphen, ein elektromechanisches Fax-Gerät, das in der Folge besonders in Frankreich genutzt wird.
- 1867: Der Leipziger Verleger Anton Philipp Reclam bringt nach der Neuregelung des Urheberrechts durch den Deutschen Bund den ersten Band der Reclam Universal-Bibliothek auf den Markt: Johann Wolfgang von Goethes Faust, 1. Teil.
- 2004: Der Wert des Euro übersteigt erstmals 1,30 US-Dollar und notiert mit 1,3005 US-Dollar auf dem höchsten Stand seit seiner Einführung 1999.
- 2020: Die Microsoft-Spielkonsolen Xbox Series werden weltweit veröffentlicht.

### Wissenschaft und Technik
- 1766: Die Rutgers University in New Brunswick (New Jersey) wird als Queen’s College gegründet.

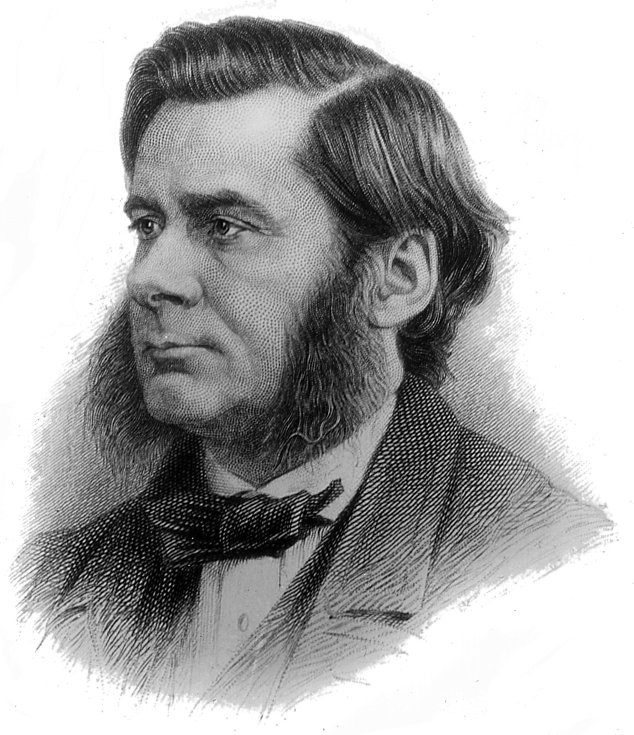
1862: Thomas Henry Huxley

- 1862: Der britische Biologe und Bildungsorganisator Thomas Henry Huxley hält am Geologischen Museum in der Londoner Jermyn Street den ersten Vortrag seiner zehnteiligen Vortragsreihe Über unsere Kenntnis von den Ursachen der Erscheinungen in der organischen Natur, um die Ideen von Charles Darwins Ende 1859 erschienenem Werk The Origin of Species zu popularisieren. Unter den Zuhörern befinden sich auch Karl Marx und Wilhelm Liebknecht.

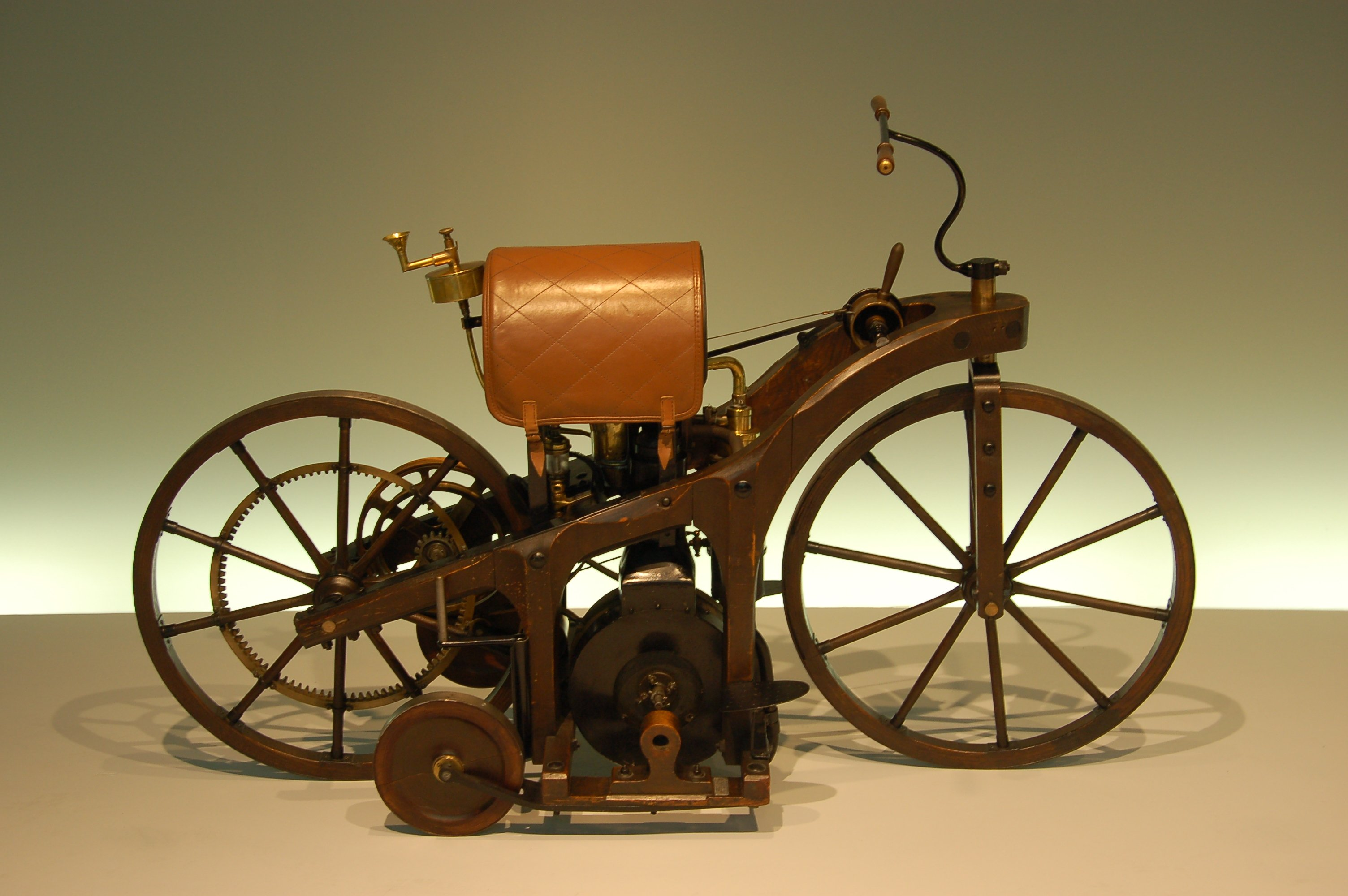
1885: Daimlers Reitwagen

- 1885: Zwischen Cannstatt und Untertürkheim findet eine erste Probefahrt mit dem von Gottlieb Daimler und Wilhelm Maybach konstruierten Reitwagen, einem Vorläufer des Motorrads, statt.
- 1903: Mary Anderson erhält das Patent auf die erste funktionierende Scheibenwischanlage der Welt.
- 1933: Anlässlich des 450. Jahrestags von Luthers Geburtstag erhält die Universität Halle-Wittenberg den Namenszusatz „Martin Luther“.
- 1934: Anlässlich des 175. Geburtstages von Friedrich Schiller erhält die Universität Jena den Namenszusatz „Friedrich Schiller“.
- 1983: Der Student Fred Cohen präsentiert an der University of Southern California den weltweit ersten Computervirus auf einem Unix-System.
- 2005: Das Southern African Large Telescope (SALT), das größte optische Teleskop der Südhalbkugel und nach dem Hobby-Eberly-Teleskop (HET) das zweite seiner Art, wird feierlich von Südafrikas Präsident Thabo Mbeki in Betrieb gesetzt.

### Kultur
- 1754: In Mannheim erfolgt die Uraufführung des musikalischen Dramas L’Issipile von Ignaz Holzbauer.
- 1797: An der Opéra-Comique in Paris findet die Uraufführung der Oper Le Dénouement inattendu von Henri Montan Berton statt.
- 1804: Am Theater an der Wien findet die Uraufführung der zweiaktigen Oper Die Neger von Antonio Salieri statt.

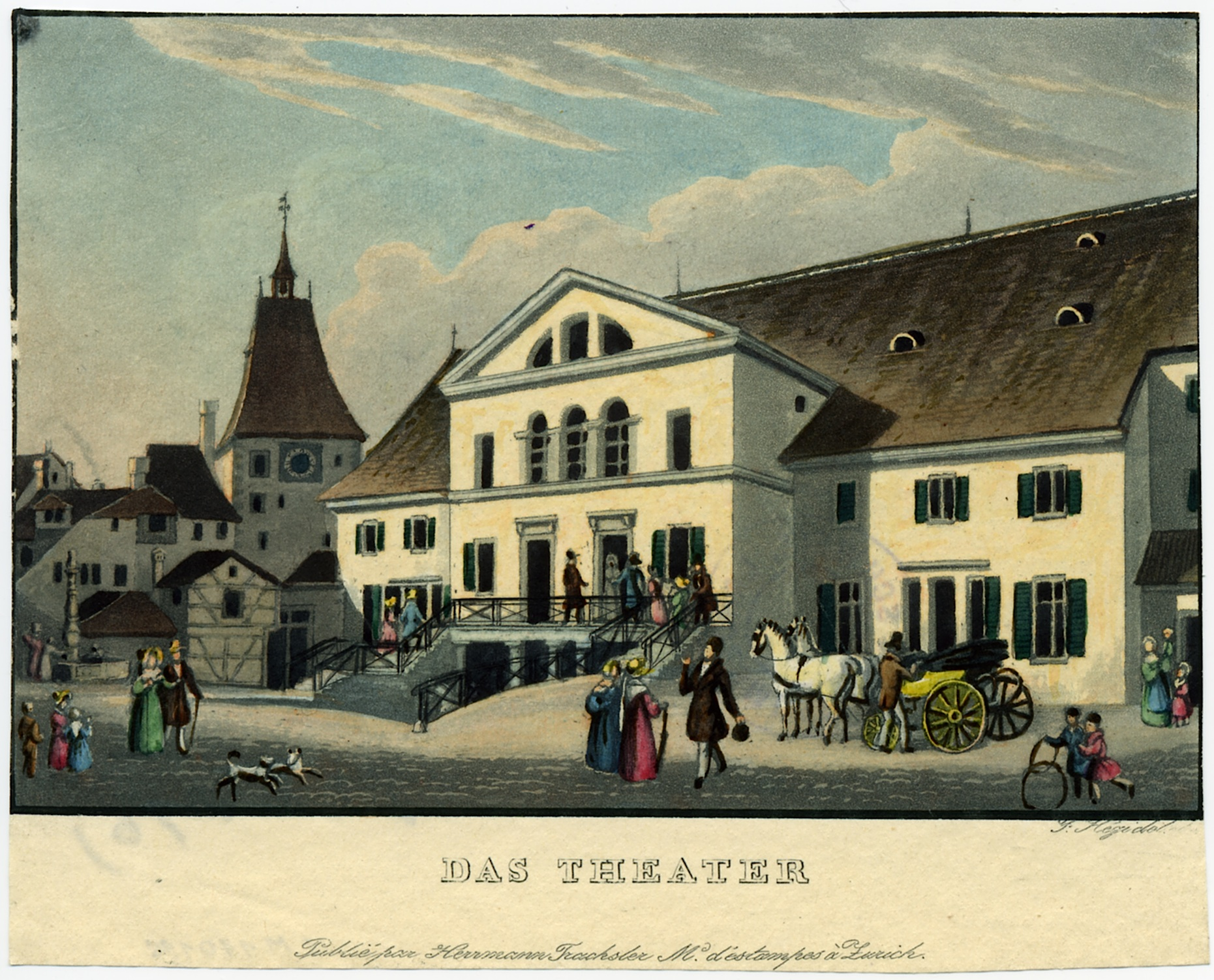
1834: Aktientheater

- 1834: In der ehemaligen Kirche des Barfüsserklosters wird mit dem Aktientheater das erste Theater der Stadt Zürich eröffnet.

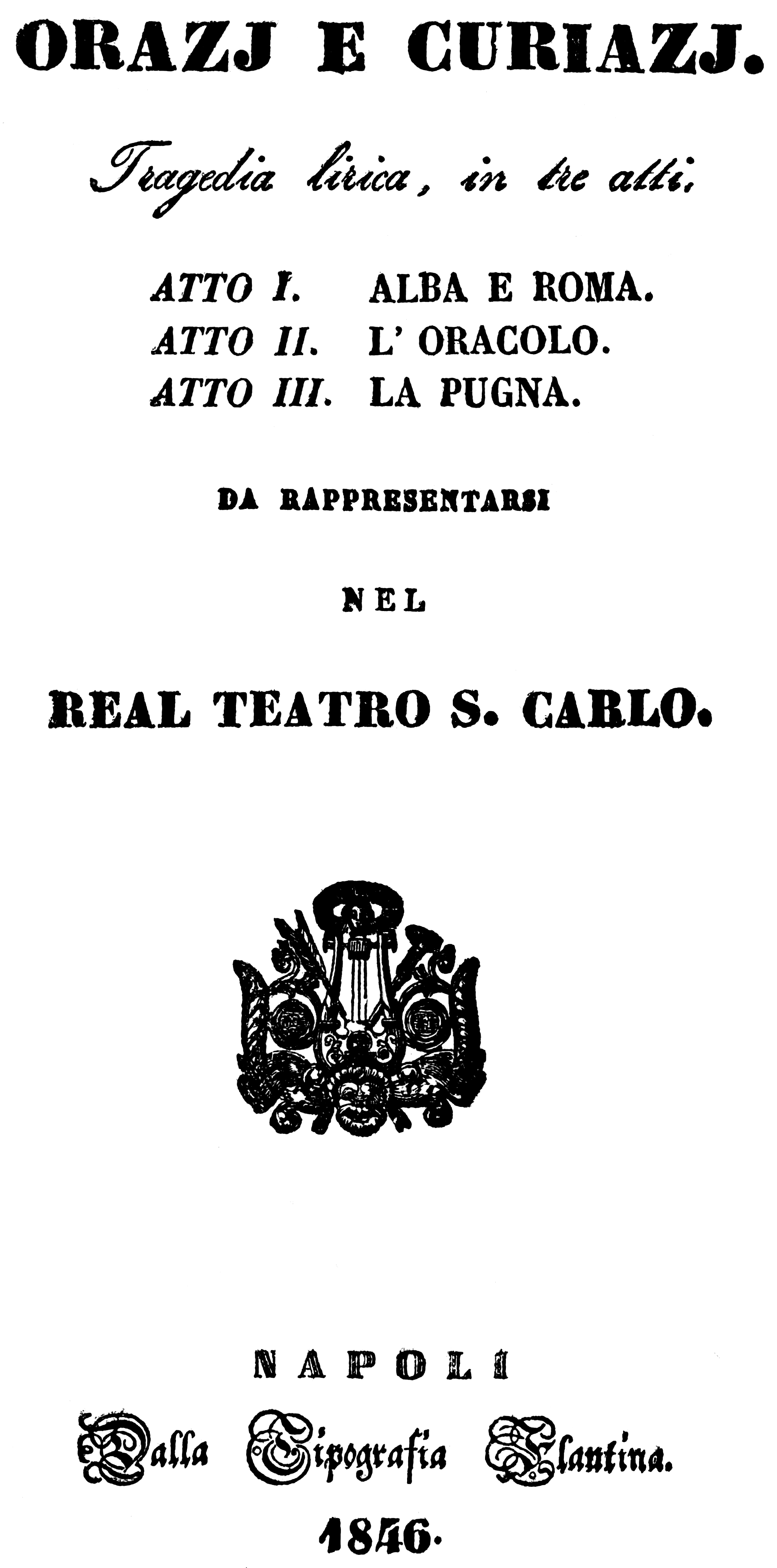
1846: Titelblatt des Librettos

- 1846: Am Teatro San Carlo in Neapel erfolgt die erfolgreiche Uraufführung der Oper Orazi e Curiazi von Saverio Mercadante. Das Libretto stammt von Salvadore Cammarano und basiert auf der Tragödie Horace von Pierre Corneille.
- 1859: Im deutschsprachigen Raum und darüber hinaus wird der letzte Tag des dreitägigen Schillerfestes begangen.
- 1862: In Sankt Petersburg wird die Oper La forza del destino von Giuseppe Verdi mit dem Libretto von Francesco Maria Piave nach der Vorlage Don Álvaro o la fuerza del sino des spanischen Herzogs Ángel de Saavedra uraufgeführt und vom Publikum mit überschäumender Begeisterung aufgenommen.
- 1928: Die Vossische Zeitung in Berlin beginnt mit dem Vorabdruck des Romans Im Westen nichts Neues von Erich Maria Remarque. Ihre Auflage steigt rapid, die Zeitung kommt aus den roten Zahlen.
- 1956: Im Théatre Gramont in Paris wird das Musical Irma la Douce von Marguerite Monnot uraufgeführt.
- 1958: Das Theaterstück Der aufhaltsame Aufstieg des Arturo Ui von Bertolt Brecht wird 17 Jahre nach seiner Entstehung im finnischen Exil in Stuttgart uraufgeführt.
- 1959: Die Uraufführung der Rundfunkoper Przygoda Króla Artura (Die Abenteuer König Arturs) von Grażyna Bacewicz erfolgt durch den Sender Radio Warschau.
- 1967: Sidney Lumets Spielfilm Der Pfandleiher, über das Leben eines jüdischen Deutschen und KZ-Überlebenden in New York, kommt in die deutschen Kinos.
- 1969: In den USA wird zum ersten Mal die Sesamstraße ausgestrahlt.

### Gesellschaft
- 1692: Die vom schwedischen König Karl XI. genehmigte Stiftung St. Petri Waisenhaus von 1692 in Bremen wird ins Leben gerufen.
- 1924: Im Chicago der Prohibitionszeit wird Dean O’Banion, der Anführer der North Side Gang, nach Interessenkonflikten mit der Genna-Familie und Johnny Torrio, dem Chef der Chicago-Outfit-Gruppe, in seinem Blumenladen von einem Killertrio ermordet. Der einsetzende Bandenkrieg erstreckt sich über mehrere Jahre.

### Religion
- 1943: In Hamburg werden die Lübecker Märtyrer, das sind die katholischen Priester Johannes Prassek, Eduard Müller und Hermann Lange sowie der evangelische Pastor Karl Friedrich Stellbrink, hingerichtet.

### Katastrophen
- 1890: Das britische Royal-Navy-Schiff HMS Serpent strandet in der Nähe des spanischen Cabo Vilán und geht in stürmischer See unter. 172 Seeleute sterben bei dieser Katastrophe, drei können sich an Land retten.
- 1940: Ein Erdbeben der Stärke 7,3 in Rumänien fordert etwa 1.000 Tote.

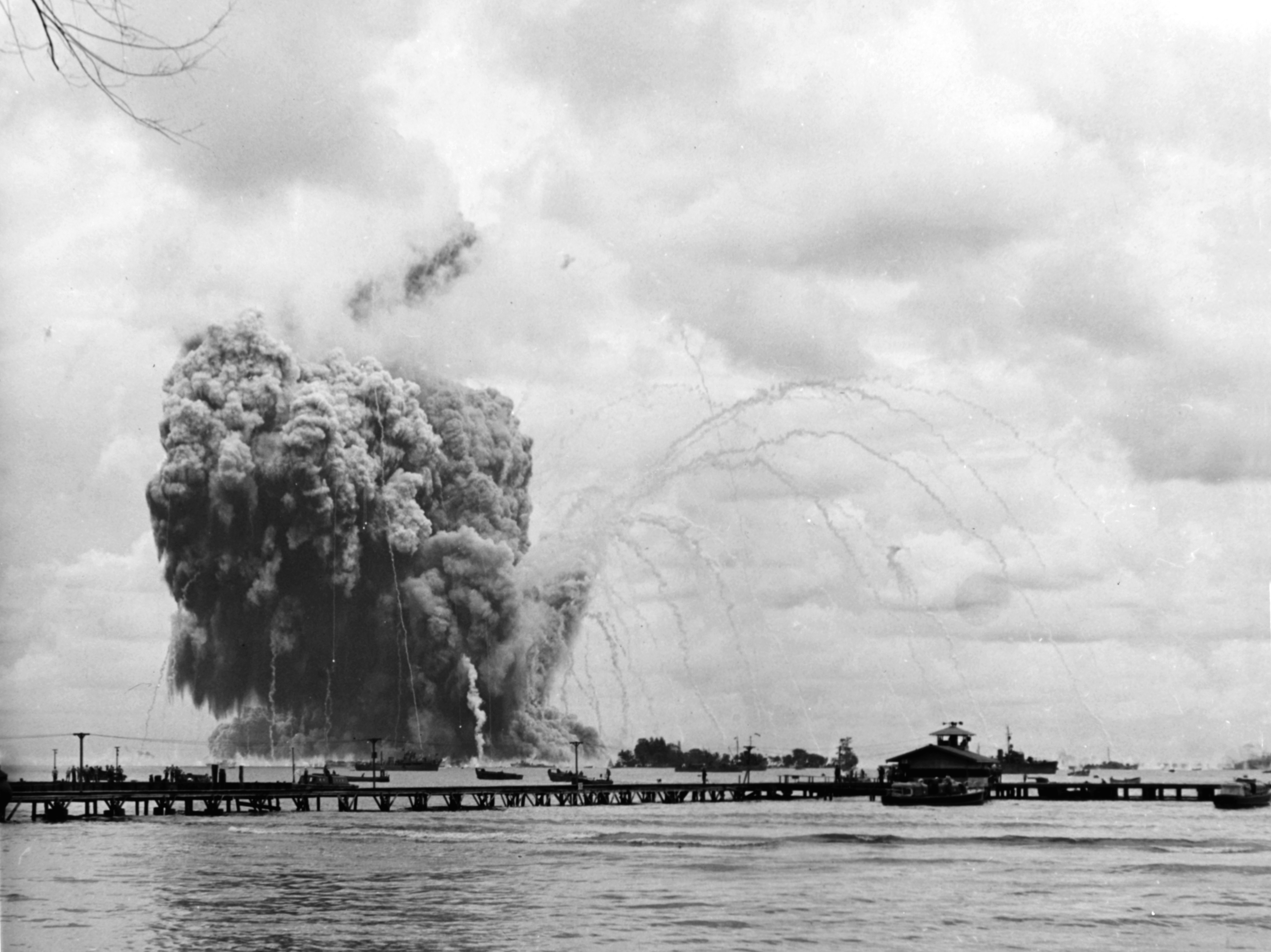
1944: Explosion der USS Mount Hood

- 1944: Die Explosion des Munitionstransporters Mount Hood der United States Navy im Marinestützpunkt Manus auf dem Bismarck-Archipel führt zu etwa 1.000 Toten und Verletzten sowie über 30 beschädigten Schiffen.
- 1946: Nach einem Erdbeben der Stärke 7,3 in Ancash, Peru, sind etwa 1.400 Tote zu beklagen.

Kleinere Unglücksfälle sind in den Unterartikeln von Katastrophe und in der Liste von Katastrophen aufgeführt.

### Sport
- 1909: Die weltweit erste Freiluftkunsteisbahn wird in Österreich als Eislaufplatz Engelmann im Wiener Stadtteil Hernals eröffnet. Das Eishockey in Wien erhält damit einen starken Aufschwung. Die Anlage hat der sportlich aktive Ingenieur Eduard Engelmann junior konstruiert. Sie wird später Spielstätte des EK Engelmann Wien.
- 1912: Das Deutsche Sportabzeichen wird von der Hauptversammlung des Deutschen Reichsausschusses für Olympische Spiele unter dem Namen Auszeichnung für vielfältige Leistung auf dem Gebiet der Leibesübungen geschaffen.
- 1978: Larry Holmes gewinnt seinen Boxkampf und damit den Weltmeistertitel im Schwergewicht gegen Alfredo Evangelista im Caesars Palace, Las Vegas, Nevada, durch k. o.
- 1979: Das erste Endspiel in der American-Football-Geschichte in Deutschland findet statt. Die Frankfurter Löwen besiegen in der German Football League die Ansbach Grizzlies mit 14:8.

Einträge von Leichtathletik-Weltrekorden befinden sich unter der jeweiligen Disziplin unter Leichtathletik.

## Geboren

### Vor dem 17. Jahrhundert

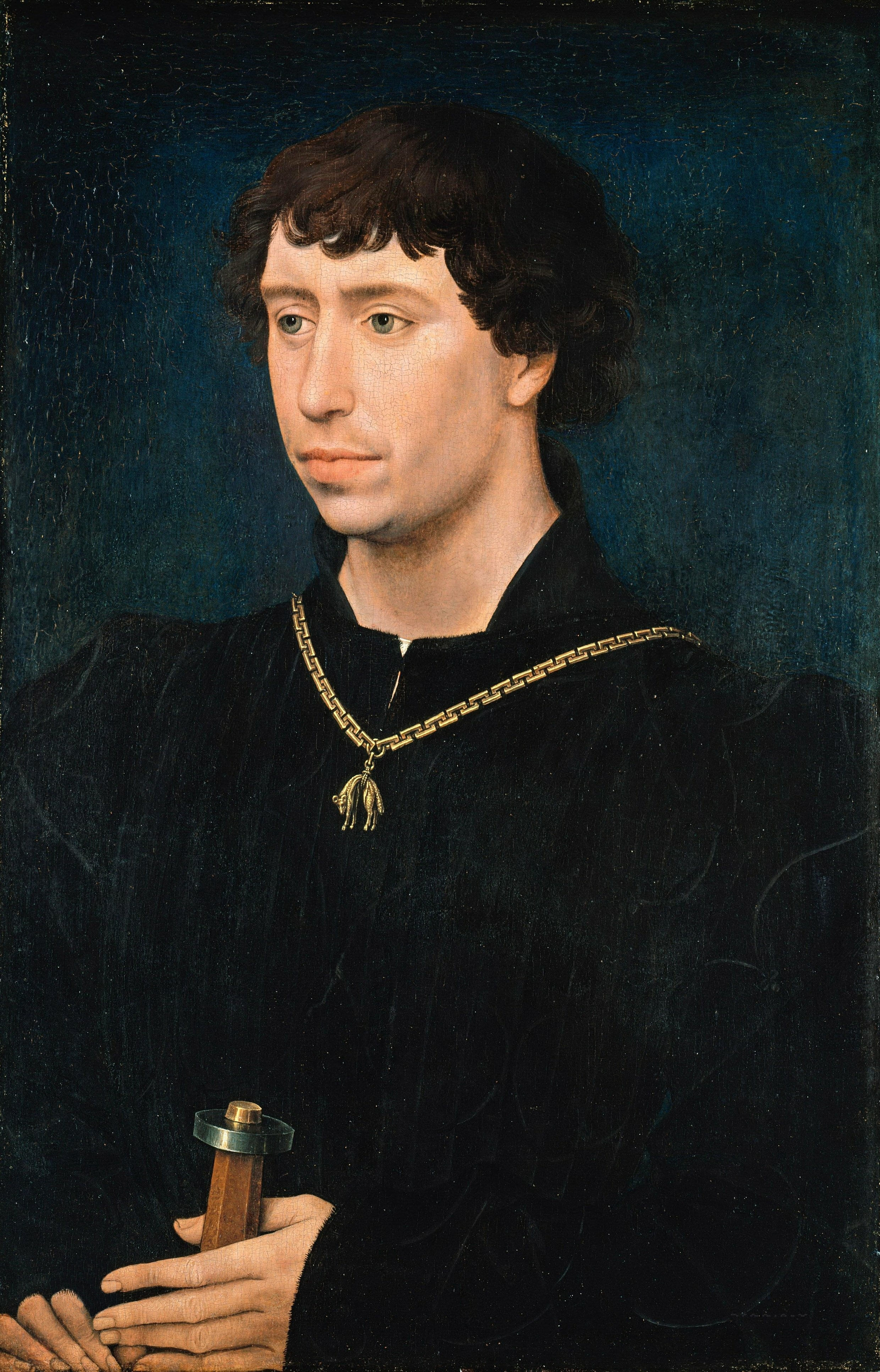
Karl der Kühne (* 1433)
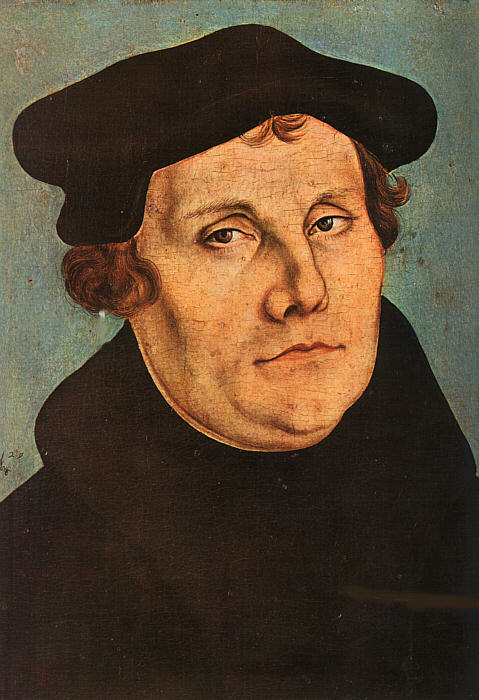
Martin Luther (* 1483)
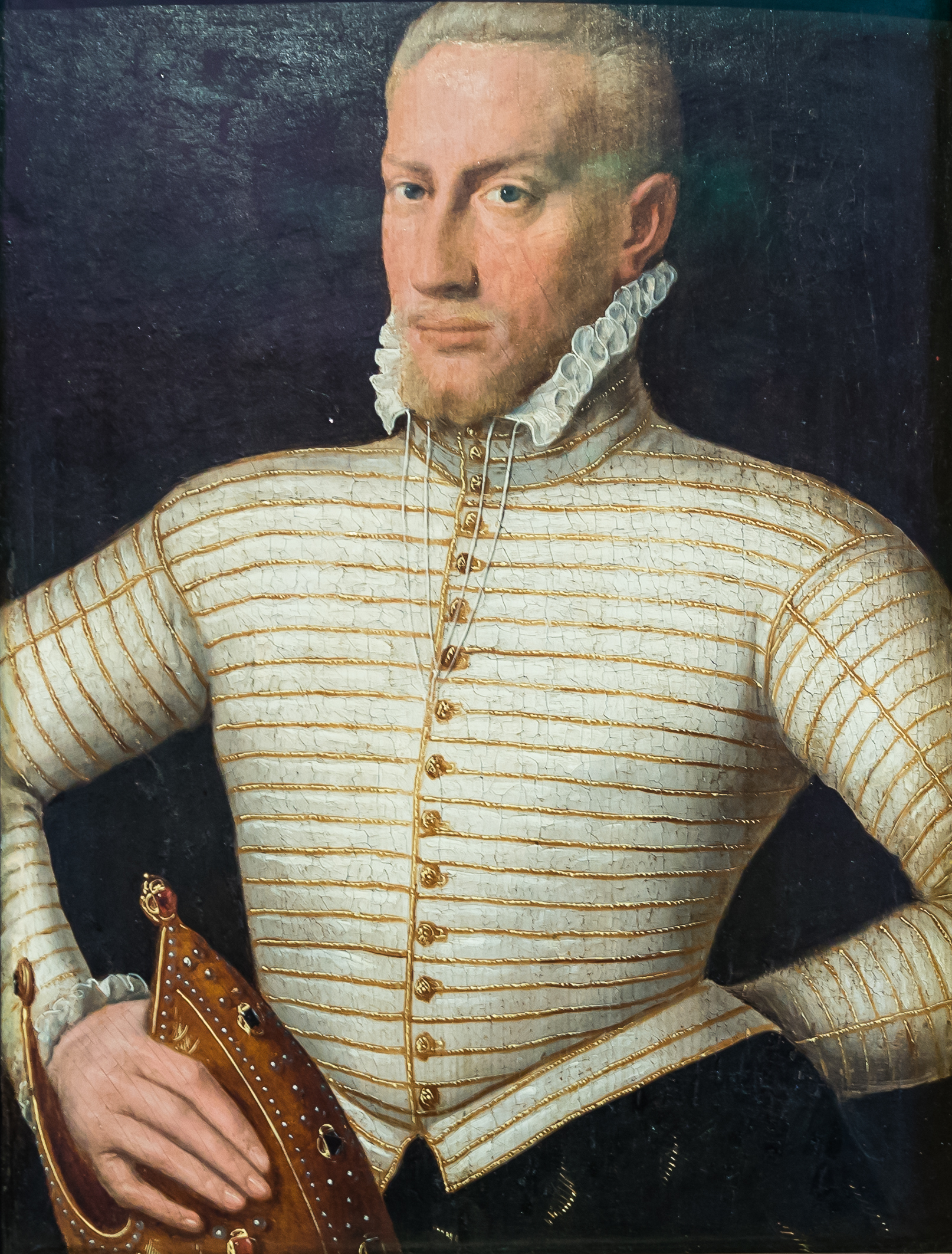
Gebhard von Waldburg (* 1547)
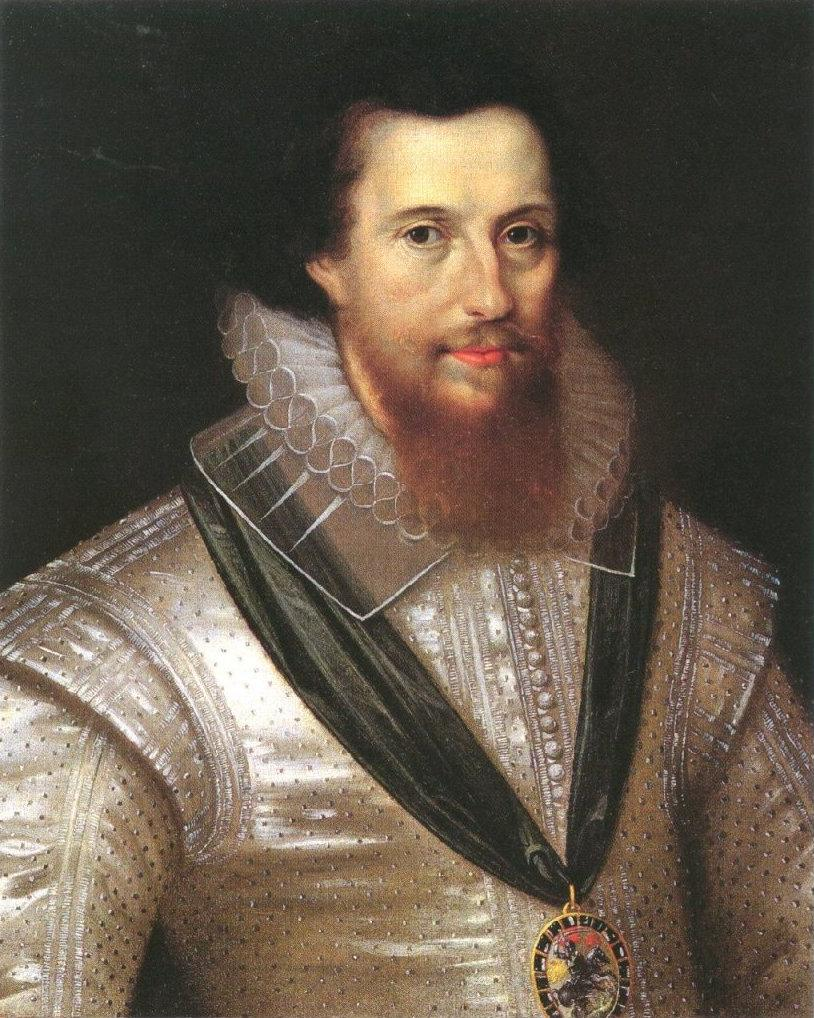
Robert Devereux, 2. Earl of Essex (* 1565)

- 1278: Philipp I., Fürst von Tarent, Albanien und Achaia, Despot von Romania sowie Titularkaiser des Lateinischen Kaiserreichs
- 1323: Philippe von Burgund, Graf von Auvergne und der Boulogne
- 1341: Henry Percy, 1. Earl of Northumberland, englischer Adeliger
- 1433: Karl der Kühne, französischer Adliger, Herzog von Burgund und der Burgundischen Niederlande
- 1443: Adolf III., Graf von Nassau-Wiesbaden-Idstein
- 1480: Bridget of York, englische Prinzessin
- 1483: Martin Luther, deutscher theologischer Urheber und Lehrer der Reformation
- 1489: Heinrich II., deutscher Adliger, Herzog zu Braunschweig-Lüneburg und Fürst von Braunschweig-Wolfenbüttel
- 1490: Johann III., deutscher Adliger, Regent der Vereinigten Herzogtümer Jülich-Kleve-Berg
- 1520: Dorothea von Dänemark und Norwegen, Pfalzgräfin der Kurpfalz
- 1547: Gebhard I. von Waldburg, deutscher Adliger, Kurfürst und Erzbischof
- 1547: Martin Moller, deutscher Mystiker, Erbauungsschriftsteller und Kirchenlieddichter
- 1565: Robert Devereux, 2. Earl of Essex, englischer Adeliger, Favorit von Elisabeth I.
- 1572: Kaspar Friederich, Bürgermeister von St. Gallen
- 1574: Maria Christina von Österreich, Fürstin von Siebenbürgen
- 1577: Jacob Cats, niederländischer Dichter und Politiker
- 1583: Anton Günther, Reichsgraf von Oldenburg und Delmenhorst

### 17. Jahrhundert

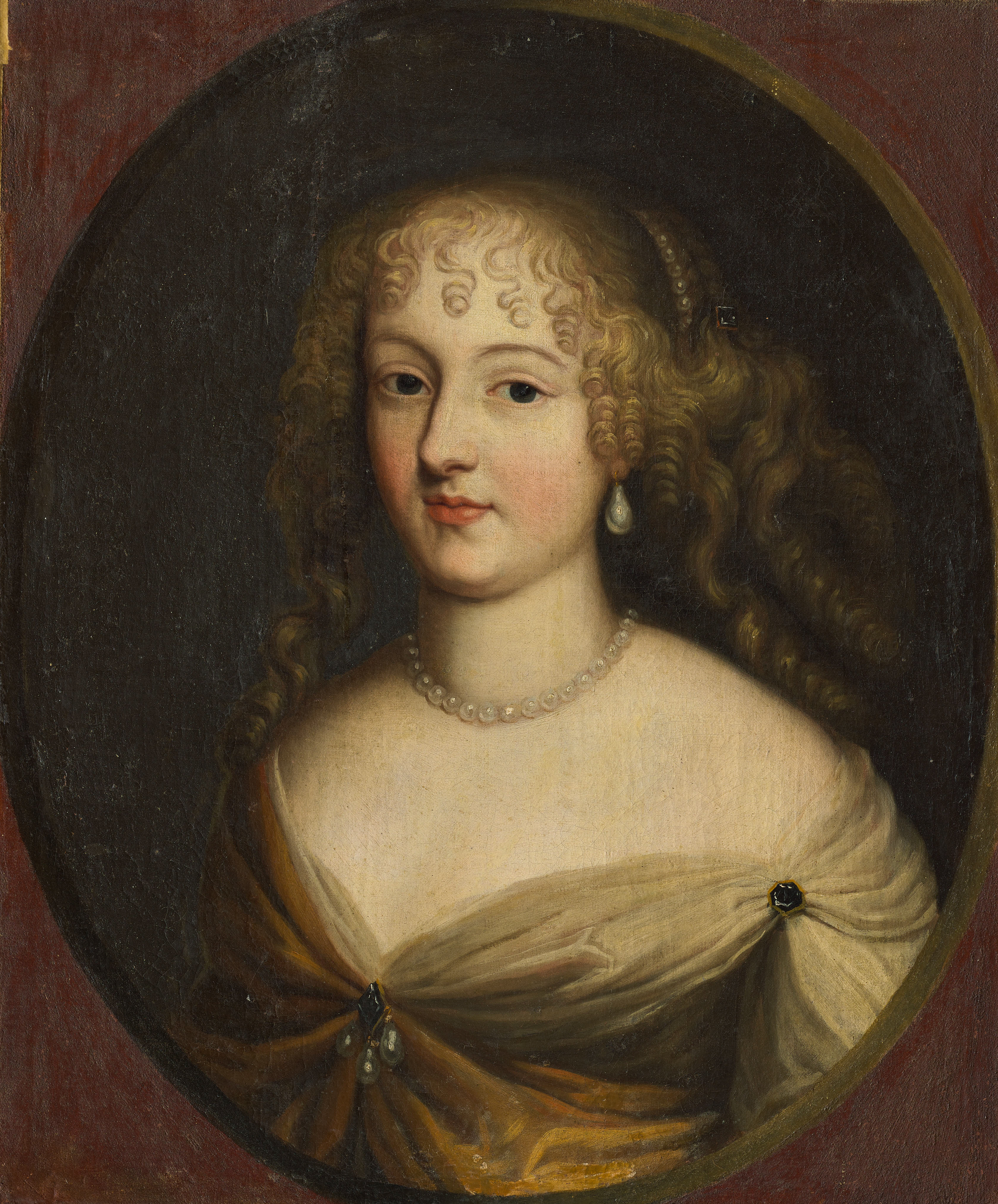
Ninon de Lenclos (* 1620)
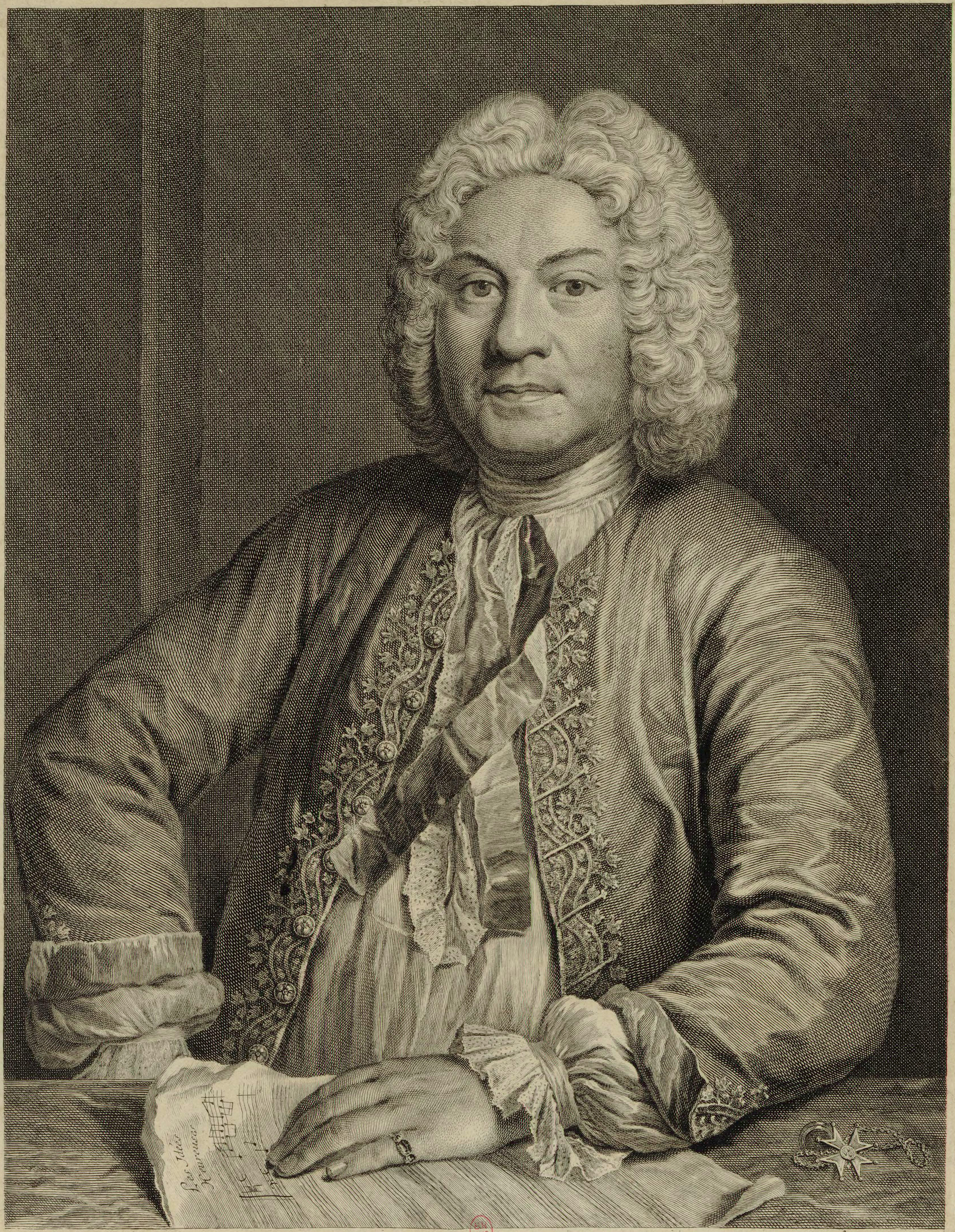
François Couperin (* 1668)
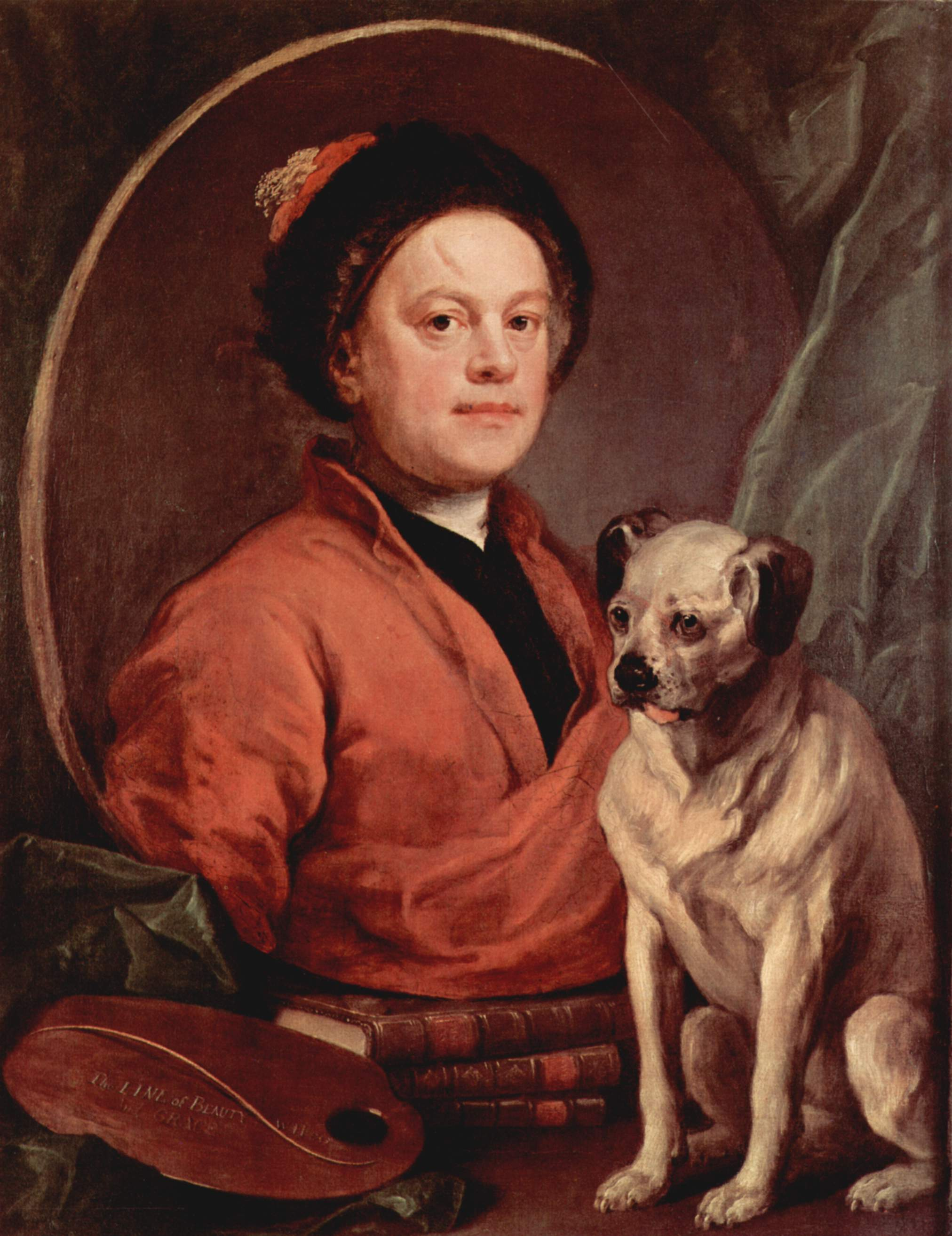
William Hogarth (* 1697)
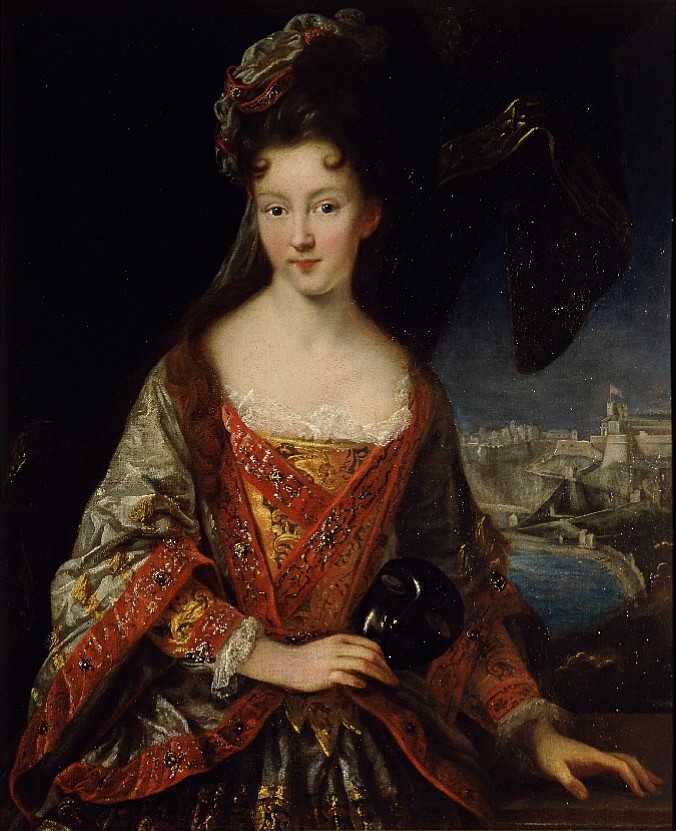
Louise-Hippolyte von Monaco (* 1697)

- 1603: Fasilides, Kaiser von Äthiopien
- 1603: Hermann Mylius von Gnadenfeld, Rat und Gesandter des Grafen von Oldenburg
- 1605: Ambrosius Rhodius, deutscher Astrologe und Mediziner
- 1618: Karl Johann Franz von Bayern, Prinz von Bayern
- 1620: Ninon de Lenclos, französische Kurtisane und Salonière
- 1668: François Couperin, französischer Organist und Komponist
- 1671: Gregor Langemak, deutscher Theologe
- 1672: Johann Adolf von Metsch, Reichsvizekanzler des Heiligen Römischen Reiches
- 1676: Friedrich Gottlieb Struve, deutscher Jurist und Hochschullehrer
- 1679: Christian Carl Gabel, dänischer Vizeadmiral
- 1679: Johann Christian Schieferdecker, deutscher Kirchenmusiker, Organist und Komponist
- 1690: Christine Charlotte zu Solms-Braunfels, Prinzessin von Hessen-Homburg
- 1693: Roland-Michel Barrin de La Galissonière, französischer Seeoffizier, Gouverneur von Neufrankreich und Förderer der naturwissenschaftlichen Forschung
- 1694: Giovanni Battista Passeri, italienischer Archäologe
- 1695: Louis Armand II. de Bourbon, Fürst von Conti und Feldmarschall
- 1697: William Hogarth, britischer Maler und Grafiker
- 1697: Louise-Hippolyte, Fürstin von Monaco

### 18. Jahrhundert

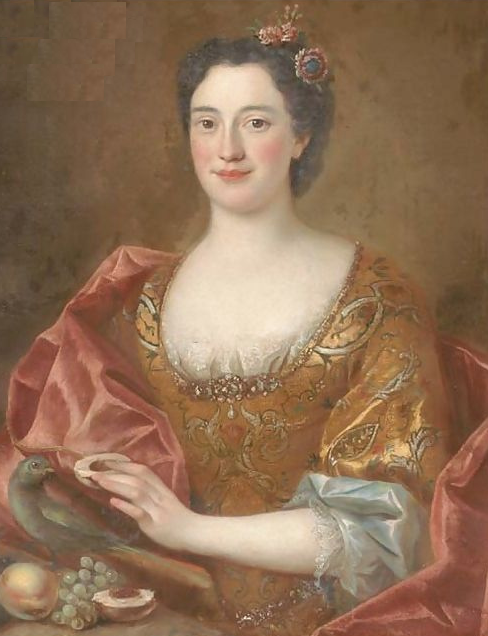
Auguste von Baden-Baden (* 1704)
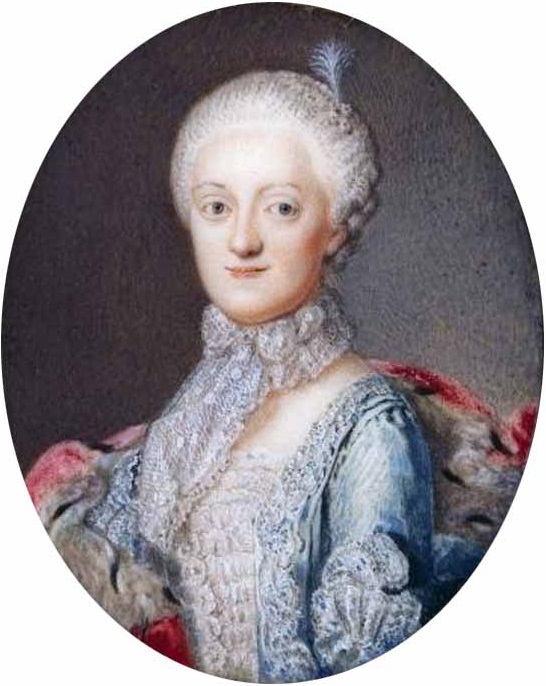
Maria Kunigunde von Sachsen (* 1740)
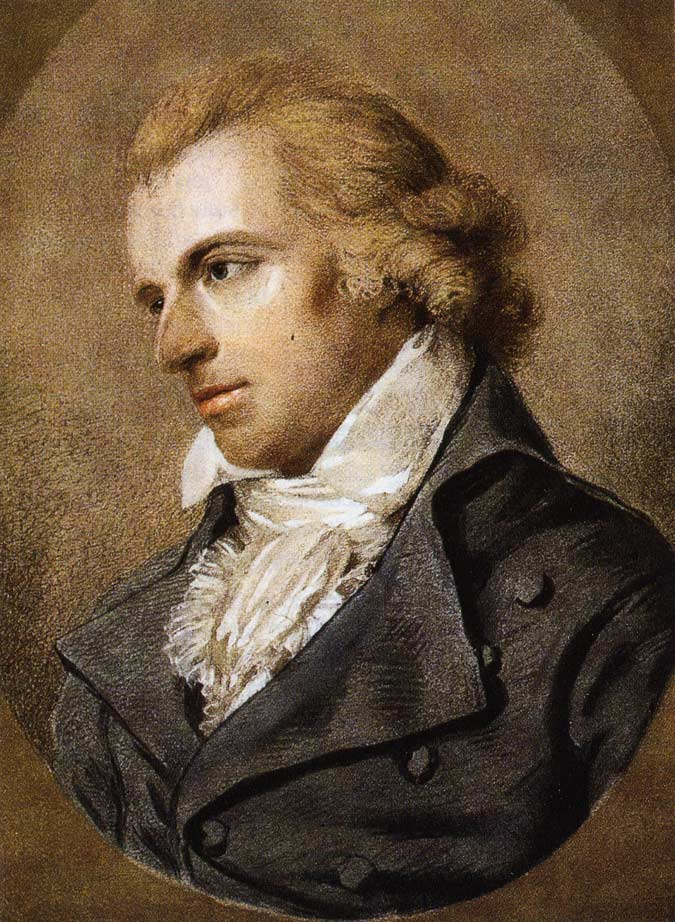
Friedrich Schiller (* 1759)
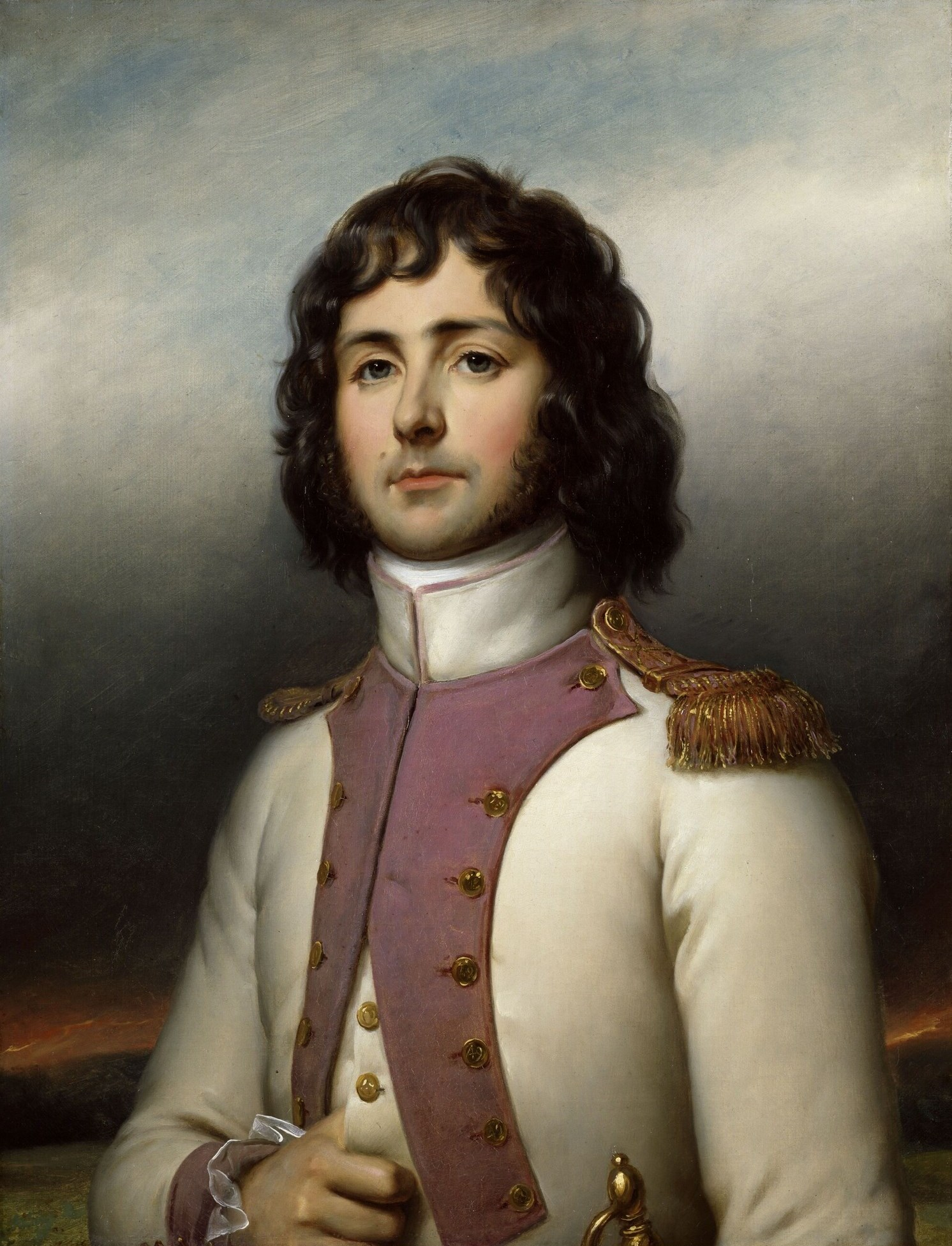
Horace-François Sébastiani (* 1772)

- 1701: Johann Joseph Couven, deutscher Architekt und Baumeister
- 1704: Auguste von Baden-Baden, Herzogin von Orléans
- 1718: Anton Laube, böhmischer Komponist und Kirchenmusiker
- 1720: Honoré III., Fürst von Monaco
- 1728: Heinrich Otto von Borries, deutscher Jurist
- 1728: Oliver Goldsmith, britischer Schriftsteller
- 1732: Julie de Lespinasse, französische Salonnière
- 1735: Granville Sharp, Gründer der britischen abolitionistischen Bewegung
- 1737: Metta von Oberg, deutsche Baronesse, Stiftsdame und Wegbegleiterin von Augusta Louise zu Stolberg-Stolberg
- 1740: Maria Kunigunde von Sachsen, deutsche Prinzessin, Stiftsdame und Fürstäbtissin
- 1746: Karl Ludwig von Erlach, Schweizer General
- 1748: Alexius Vincenz Parizek, tschechischer Geistlicher, Pädagoge, Schriftsteller, Komponist und Zeichner
- 1748: David Schwab, Schweizer Kaufmann, Bankier und Politiker
- 1755: Franz Anton Ries, deutscher Violinist
- 1757: Martin Span, österreichischer Pädagogen und Autor
- 1759: Friedrich Schiller, deutscher Dichter und Dramatiker
- 1763: František Martin Pecháček, tschechischer Komponist
- 1765: Karl Heinrich von Gros, deutscher Jurist und Hochschullehrer
- 1766: Samuel Friedrich Sauter, deutscher Dorfschullehrer und Volksdichter
- 1772: Johann Nepomuk Kaňka junior, böhmischer Jurist und Komponist
- 1772: Horace-François Sébastiani, französischer General, Diplomat und Staatsmann, Marschall von Frankreich
- 1786: Franz Carl Adelbert Eberwein, deutscher Musikdirektor und Dirigent
- 1786: Andreas Töpper, österreichischer Industrieller
- 1788: José María Cornejo Merino y Guevara, Staatschef der Provinz El Salvador in der Zentralamerikanischen Konföderation
- 1792: Carl von Rohr, preußischer Landrat
- 1794: Alexander Outlaw Anderson, US-amerikanischer Politiker

### 19. Jahrhundert

#### 1801–1850

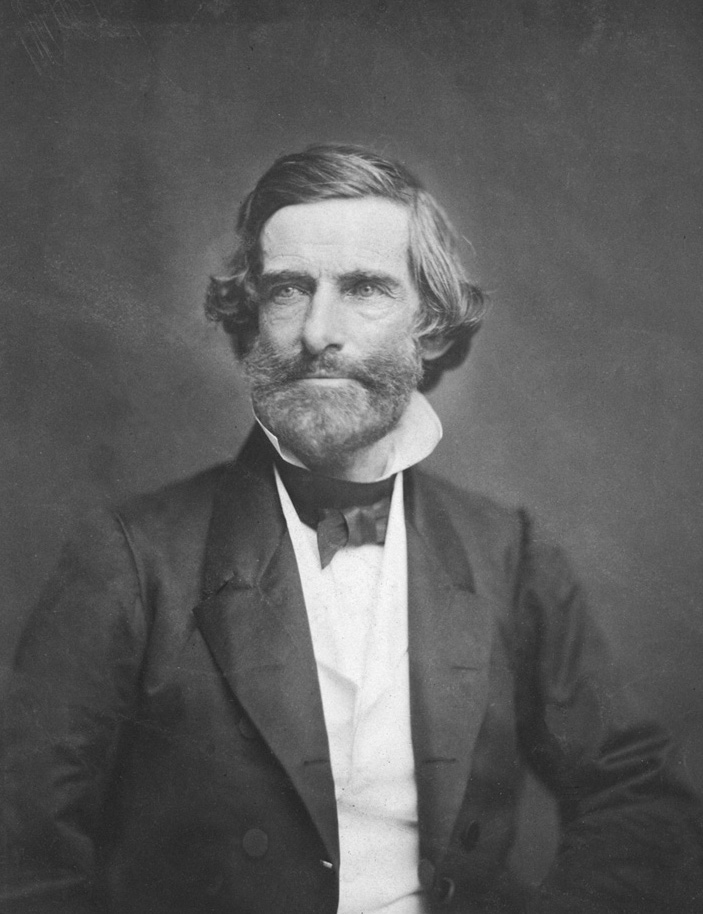
Samuel Gridley Howe (* 1801)
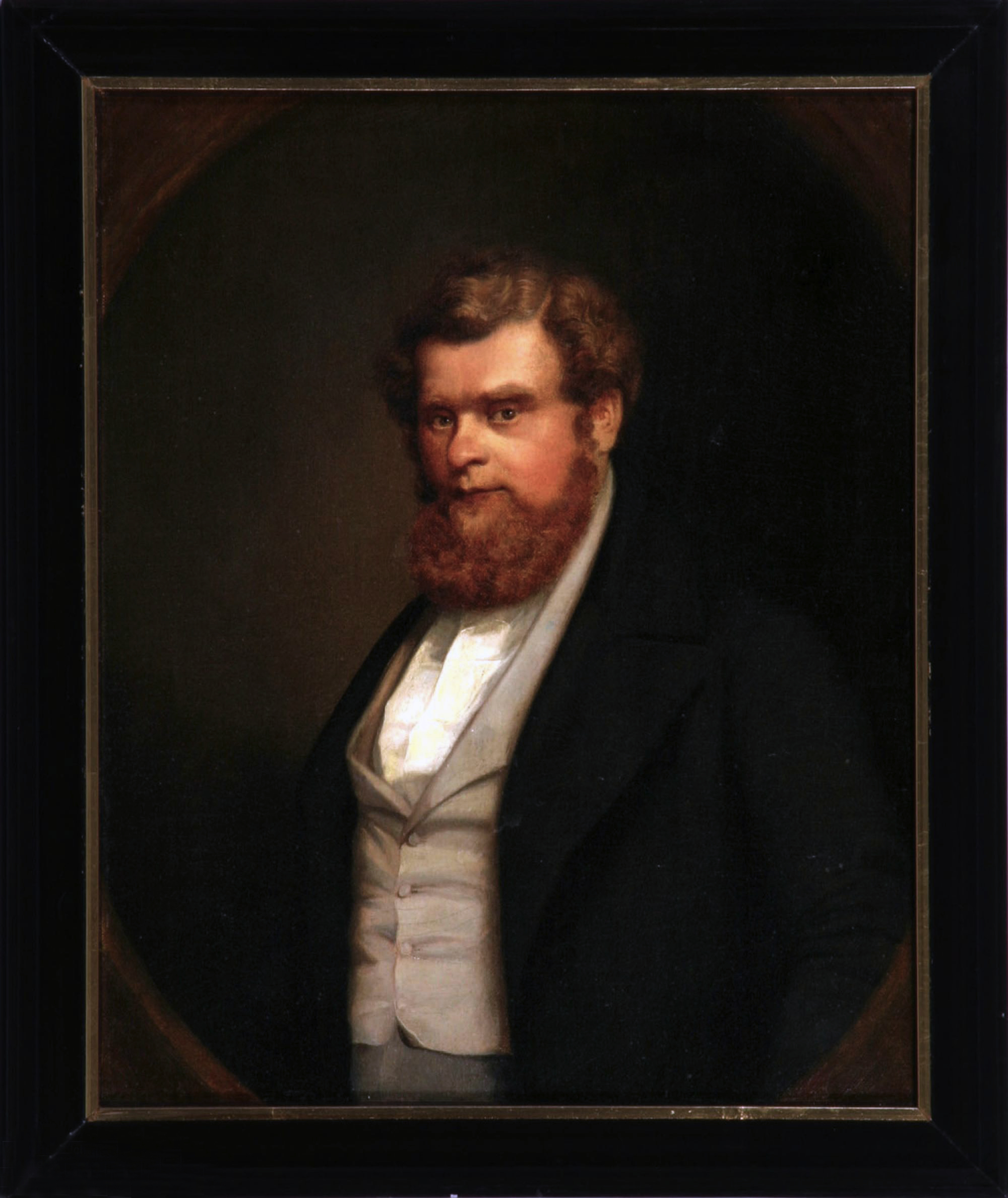
Robert Blum (* 1807)
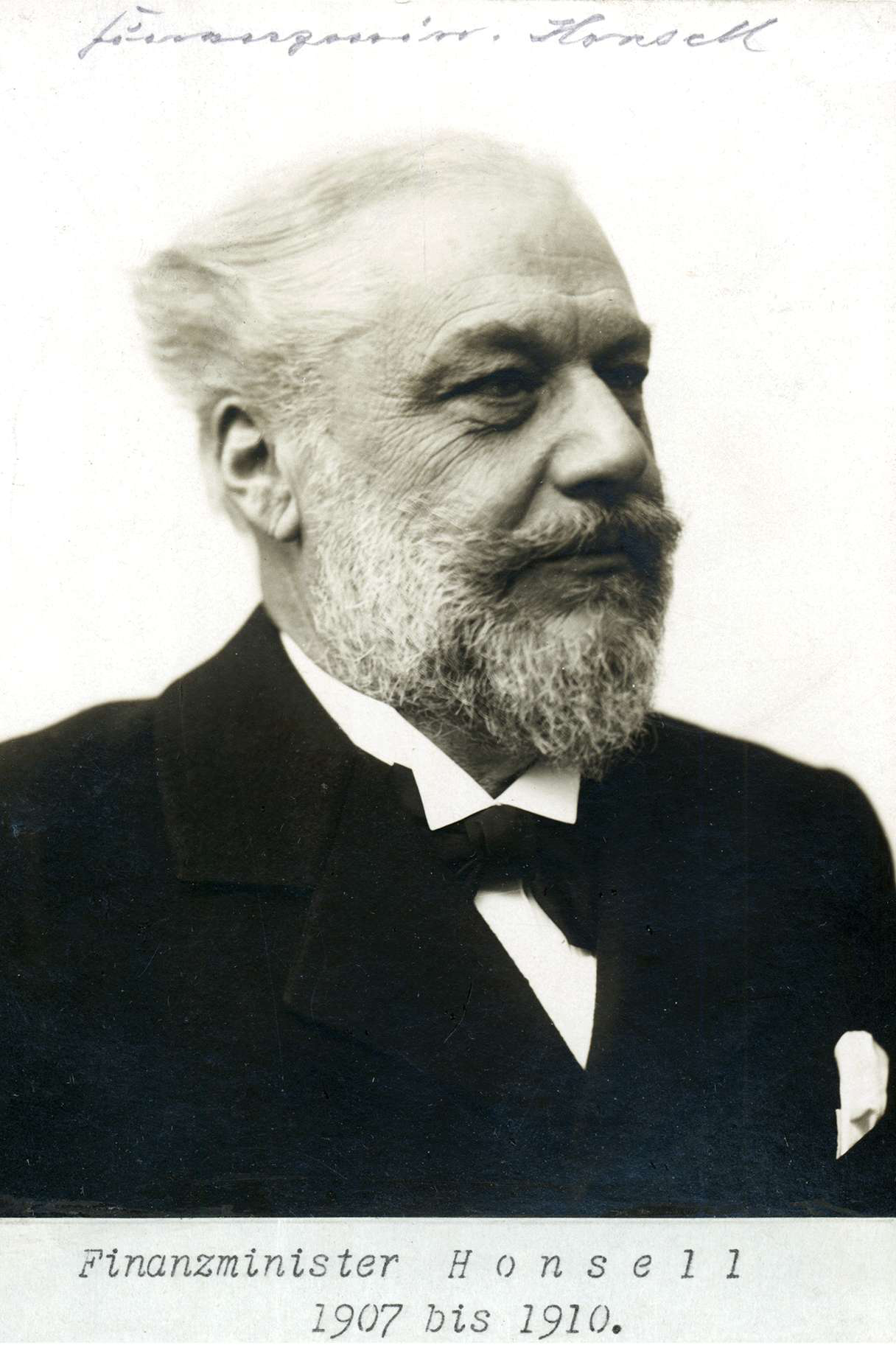
Max Honsell (* 1843)
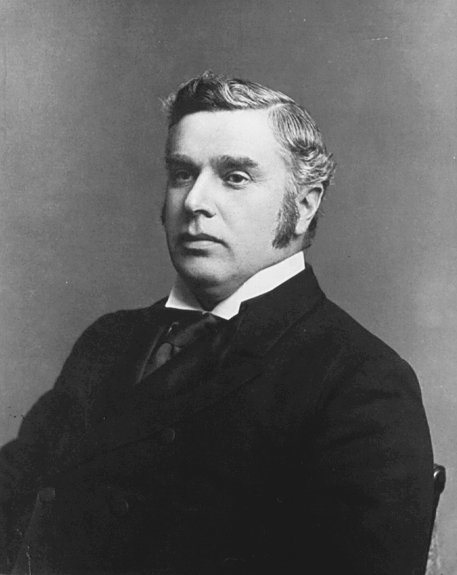
John Thompson (* 1845)

- 1801: Samuel Gridley Howe, US-amerikanischer Arzt und Bürgerrechtler, Gründer der ersten Blindenschule der USA
- 1805: Augustin Keller, Schweizer Politiker
- 1807: Robert Blum, deutscher Politiker und Revolutionär
- 1809: Moriz Adolph Briegleb, deutscher Politiker, MdR
- 1810: Eduard Aber, preußischer Verleger und Buchhändler
- 1810: Lazarus Levi Adler, deutscher Schriftsteller und Landesrabbiner von Hessen-Nassau
- 1810: Martin Eduard Sigismund Simson, deutscher Jurist und Politiker, MdR
- 1811: Albert Doberenz, deutscher Klassischer Philologe und Schulleiter
- 1817: Johann Jakob Mezger, Schweizer evangelischer Geistlicher und Heimatforscher
- 1818: Karl Gustav Amelung, deutscher Bergbeamter
- 1819: Johann Ehrlich, deutscher Orgelbauer
- 1820ː Elisabeth von Grotthuß, deutschbaltische Erzählerin und Dramatikerin
- 1823: Kristian Arentzen, dänischer Dichter und Literaturhistoriker
- 1825: Johann Jakob Scherer, Schweizer Politiker
- 1828: Peter Becker, deutscher Maler
- 1828: Hector Crémieux, französischer Librettist und Dramatiker
- 1829: Elwin Bruno Christoffel, deutscher Mathematiker
- 1829: Newton Knight, Deserteur der Konföderierten Armee im Sezessionskrieg
- 1830ː Emília Kánya, ungarische Publizistin, Schriftstellerin, Übersetzerin, Herausgeberin, Feministin
- 1833: Johann Matthias Stahl, deutscher Altphilologe
- 1834: José Hernández, argentinischer Journalist und Dichter
- 1834: Martin Nováček, böhmischer Komponist, Dirigent, Musikpädagoge und Musiker
- 1834: Franz Reber, deutscher Kunsthistoriker
- 1834: Marie Walden, Schweizer Schriftstellerin
- 1836: Andrés Avelino Cáceres, peruanischer General und Präsident von Peru
- 1843: Max Honsell, deutscher Wasserbauingenieur
- 1845: Martti Rautanen, finnischer evangelischer Missionar
- 1845: John Thompson, kanadischer Politiker
- 1846: Martin Wegelius, finnischer Komponist und Musikpädagoge
- 1847: Edward Cecil Guinness, irischer Geschäftsmann und Philanthrop
- 1849: József Hampel, ungarischer Archäologe und Museumskurator

#### 1851–1875

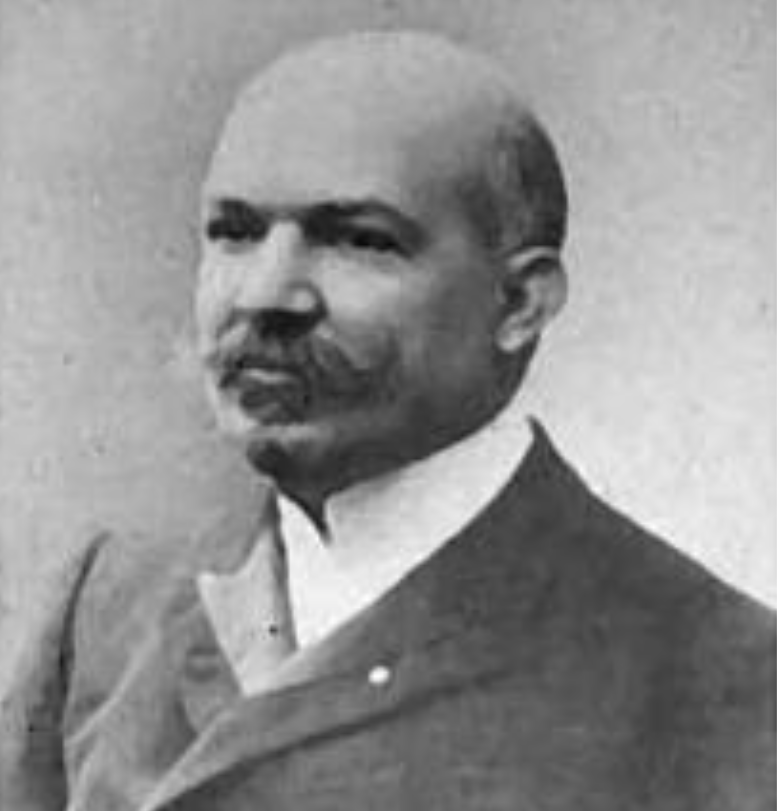
Oscar Amoëdo (* 1863)
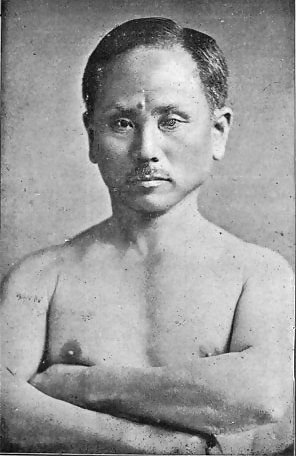
Funakoshi Gichin (* 1868)
Josephine Siebe (* 1870)
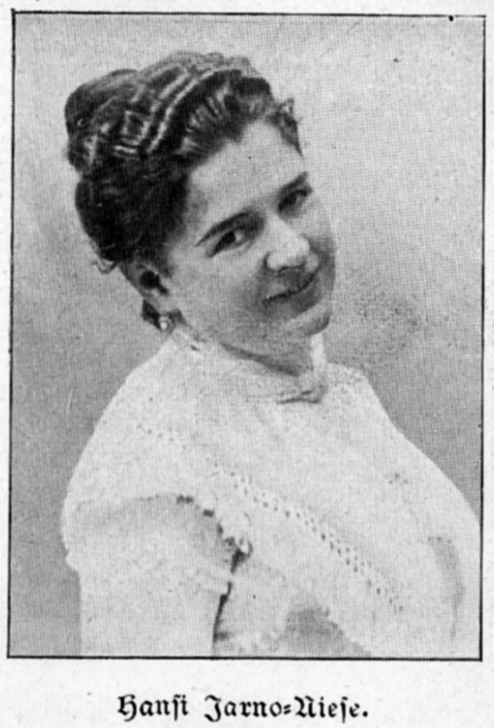
Hansi Niese (* 1875)

- 1851: Richard Armstedt, deutscher Philologe, Historiker und Lehrer
- 1855: Alexandre Darracq, französischer Unternehmer und Wegbereiter des Automobilbaus
- 1858: Adelgunde von Portugal, Herzogin von Guimarães und Infantin von Portugal
- 1858: Heinrich XXVII., Fürst Reuß jüngerer Linie, deutscher Reichsfürst
- 1859: Théophile-Alexandre Steinlen, schweizerisch-französischer Maler und Grafiker
- 1860: Edward Hill Amet, US-amerikanischer Erfinder
- 1860: Marie Elisabeth Moritz, deutsche Malerin
- 1862: Chester Aldrich, US-amerikanischer Politiker
- 1862: Adolf Wallenberg, deutscher Internist und Neurologe
- 1863: Oscar Amoëdo y Valdes kubanischer Arzt und Zahnarzt, Begründer der modernen forensischen Zahnmedizin
- 1867: Gabriel Zelger, Schweizer Bischof
- 1868: Gichin Funakoshi, japanischer Karateka, Begründer des modernen Karate
- 1869: Josefine von Artner, österreichisch-deutsche Opernsängerin und Gesangspädagogin
- 1870: Max Albermann, deutscher Kommunalpolitiker
- 1870: Harlan Carey Brewster, kanadischer Politiker
- 1870: Josephine Siebe, deutsche Schriftstellerin
- 1871: Winston Churchill, US-amerikanischer Schriftsteller
- 1871: Ákos László, ungarischer Violinist, Komponist und Musikschriftsteller
- 1872: Jakob Bürki, Schweizer Lehrer und Verfasser von Berner Mundarterzählungen
- 1872: Michail Bukinik, ukrainischer Cellist, Komponist, Musikpädagoge und Musikkritiker
- 1873: Henri Rabaud, französischer Komponist
- 1875: Jeanne Maubourg, kanadische Sängerin und Musikpädagogin
- 1875: Hansi Niese, österreichische Schauspielerin

#### 1876–1900

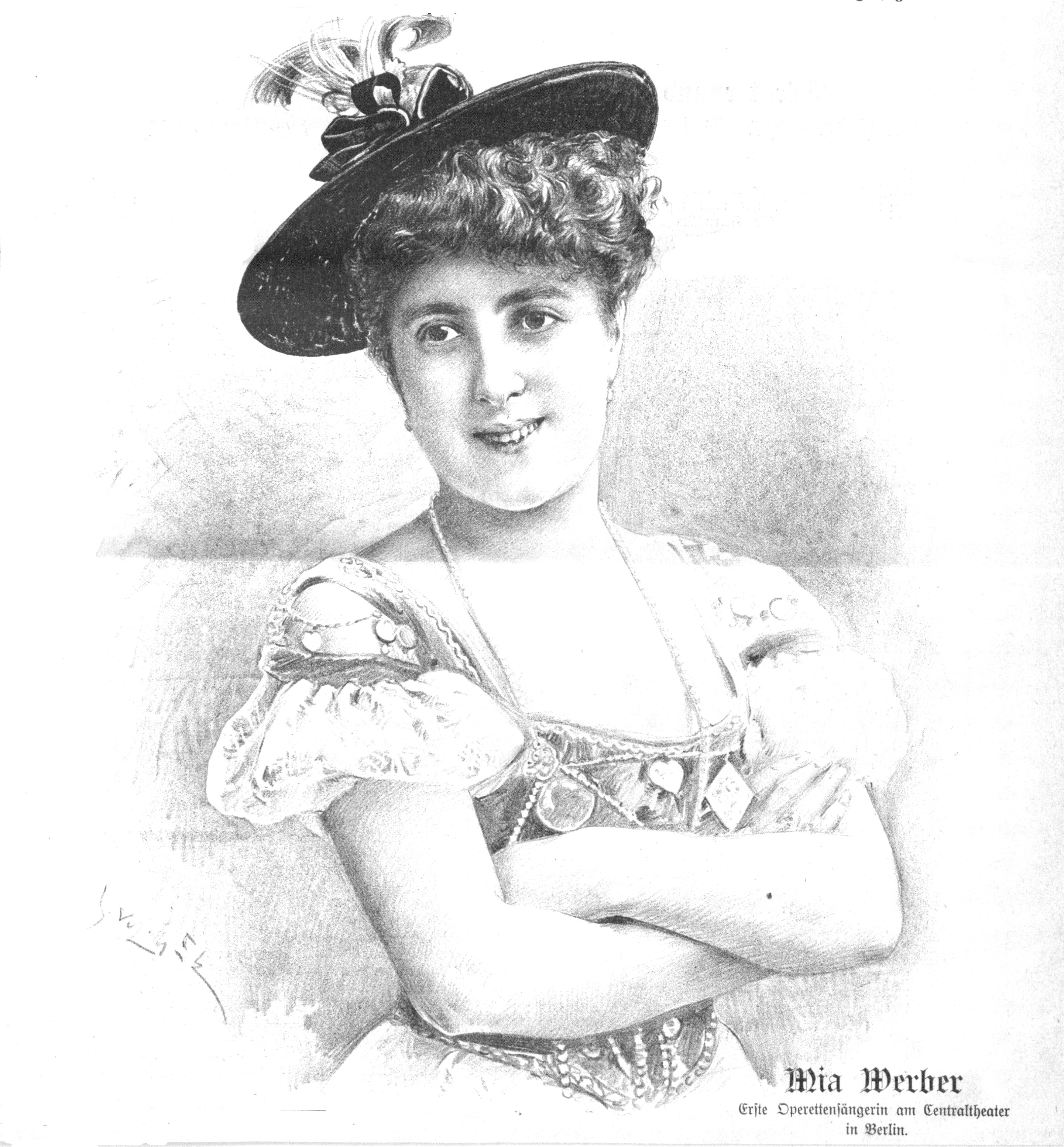
Mia Werber (* 1876)
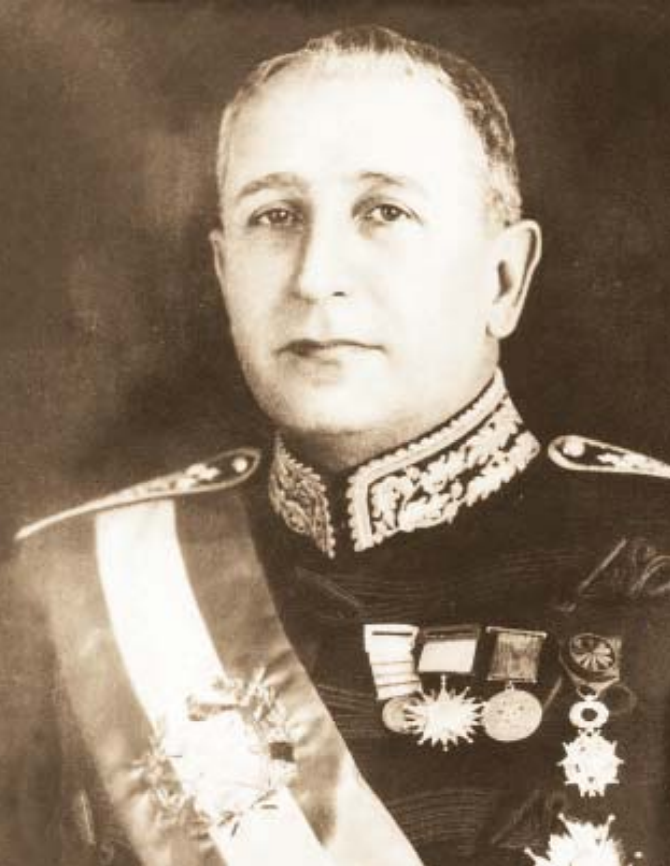
Jorge Ubico Castañeda (* 1878)
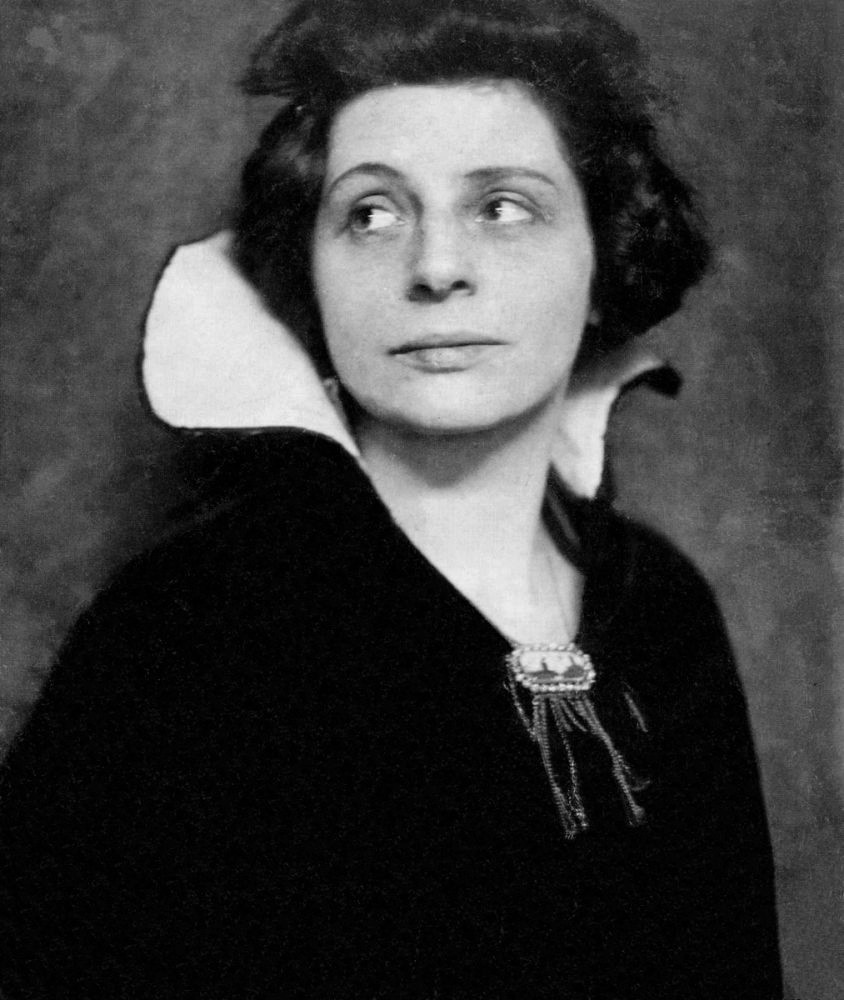
Lou Albert-Lasard (* 1885)

- 1876ː Mia Werber, österreichische Sängerin, Opfer des Holocaust
- 1878: Jorge Ubico Castañeda, Staatspräsident von Guatemala
- 1878: Arthur Liebert, deutscher Philosoph
- 1878: Paul Obrecht, französischer Turner
- 1878: Heinrich von Srbik, österreichischer Historiker
- 1879: Patrick Pearse, irischer Lehrer und Schriftsteller
- 1880: Jacob Epstein, US-amerikanisch-britischer Bildhauer und Zeichner
- 1882: August Frickenhaus, deutscher Archäologe
- 1882: Max Mell, österreichischer Lyriker und Dramatiker
- 1882: Else Bostelmann, deutsch-amerikanische Autorin und Malerin
- 1883: Olaf Bull, norwegischer Dichter
- 1883: Bedřich Antonín Wiedermann, tschechischer Organist und Komponist
- 1884: Zofia Nałkowska, polnische Schriftstellerin
- 1885: Lou Albert-Lasard, deutsch-französische Malerin
- 1885: Wolfgang Goetz, deutscher Schriftsteller
- 1886ː Hetta Gräfin Treuberg, deutsche Pazifistin und Salonnière
- 1886: Henriette von Kaufmann-Asser deutsche Pazifistin
- 1887: Adam Ankenbrand, deutscher SS-Unterscharführer
- 1887: Hans Ehard, deutscher Jurist und Politiker, Landesminister, Ministerpräsident von Bayern, Bundesratspräsident

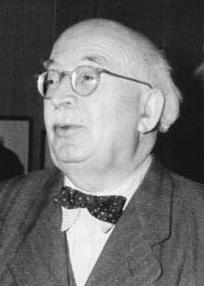
Arnold Zweig (* 1887)
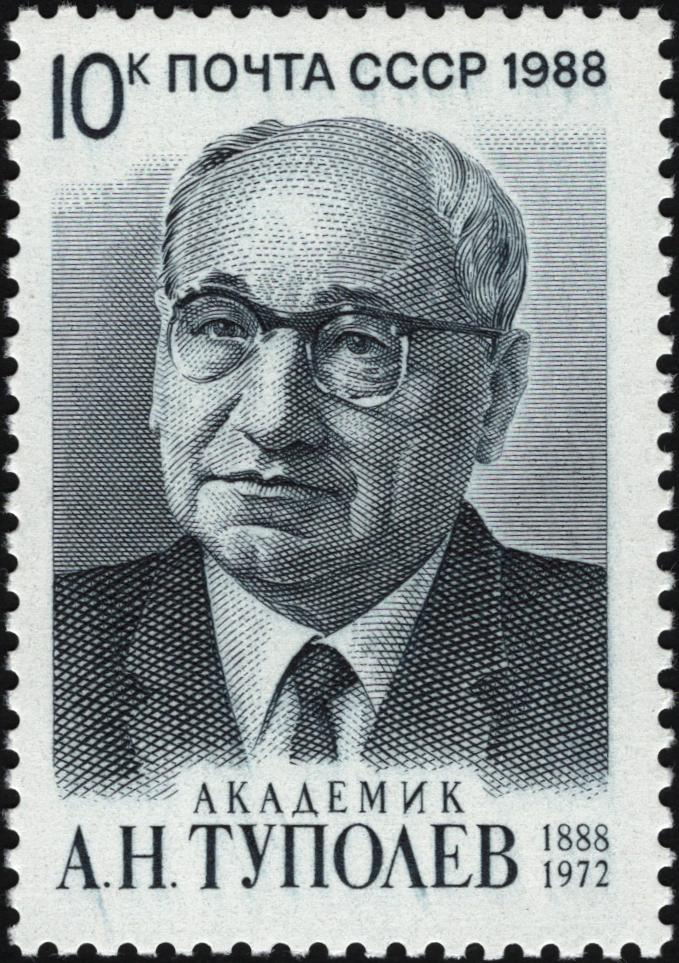
Andrei Nikolajewitsch Tupolew (* 1888)
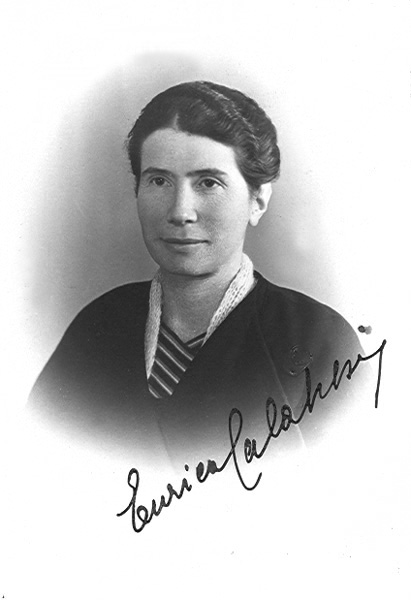
Enrica Calabresi (* 1891)

- 1887: Arnold Zweig, deutscher Schriftsteller
- 1888: Juan Antonio Ríos Morales, Staatspräsident von Chile
- 1888: Andrei Nikolajewitsch Tupolew, russischer Flugzeugkonstrukteur
- 1889: Carl-Christian Arfsten, deutscher Politiker
- 1889: Boris Nikolajewitsch Jurjew, russischer Hubschrauberkonstrukteur
- 1889: Claude Rains, britischer Schauspieler
- 1889: Julius Franz Schütz, österreichischer Dichter und Kulturhistoriker
- 1890: Carl F. W. Borgward, deutscher Ingenieur und Automobilkonstrukteur
- 1890: Achmad Mochtar, indonesischer Molekularbiologe
- 1891ː Enrica Calabresi, jüdisch-italienische Zoologin, Opfer der Shoa
- 1891: Hans Kriesi, Schweizer Lehrer und Bühnenautor
- 1893: John Phillips Marquand, US-amerikanischer Schriftsteller
- 1893: Karl Nag, norwegischer Ruderer
- 1894: Lisa Tetzner, deutsch-schweizerische Kinderbuchautorin
- 1894: Hans Jürgen von der Wense, deutscher Schriftsteller, Übersetzer, Fotograf, Künstler und Komponist
- 1895: John Knudsen Northrop, US-amerikanischer Industrieller und Flugzeugkonstrukteur
- 1896: Hans Fleischer, deutscher Komponist
- 1898: Martin Jahn, deutscher Maler, Zeichner und Kunstpädagoge
- 1899: Greta Knutson, schwedische Künstlerin

### 20. Jahrhundert

#### 1901–1925

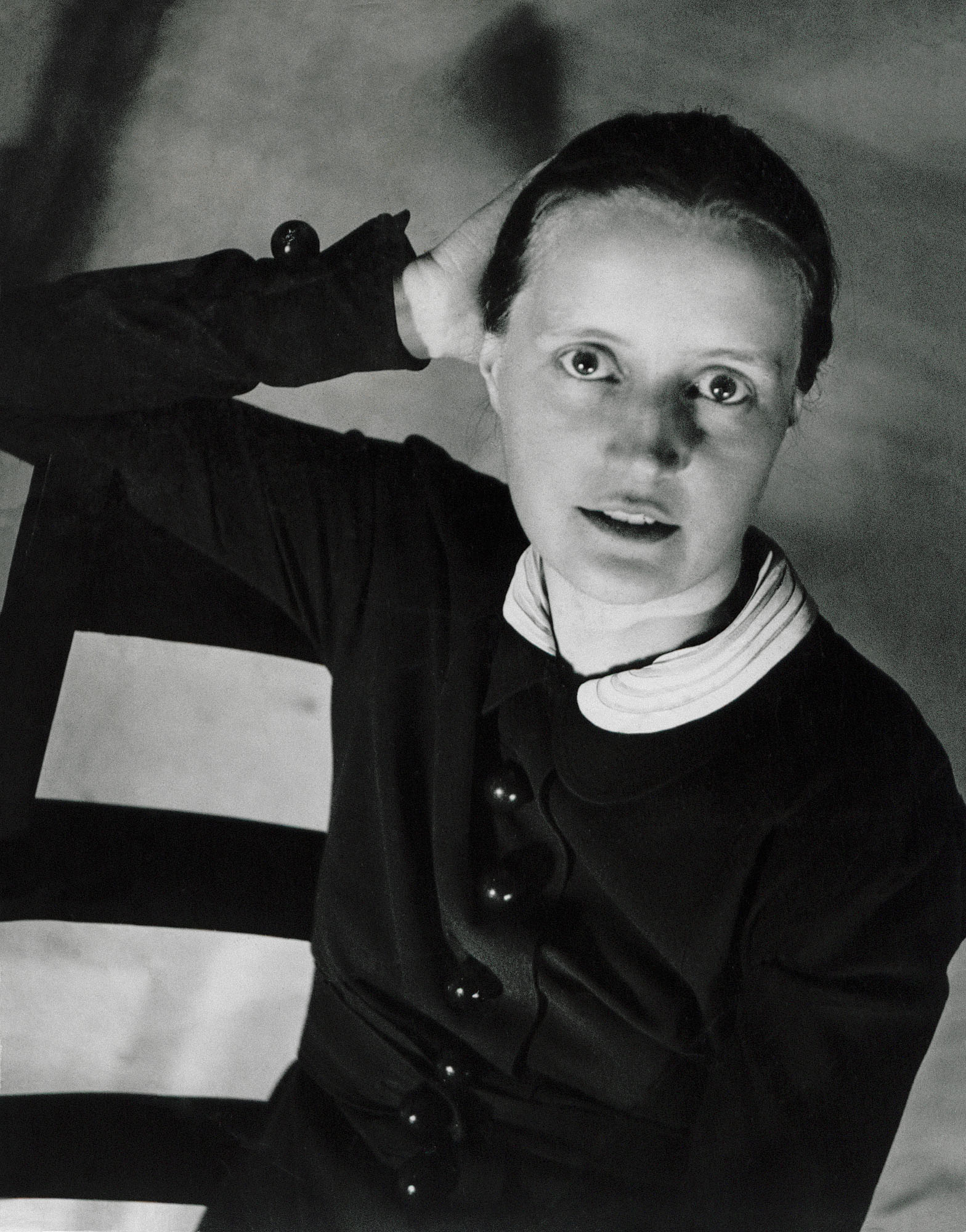
Hedwig Bollhagen (* 1907)
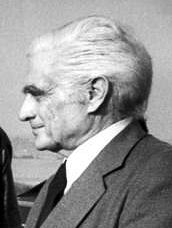
Álvaro Cunhal (* 1913)
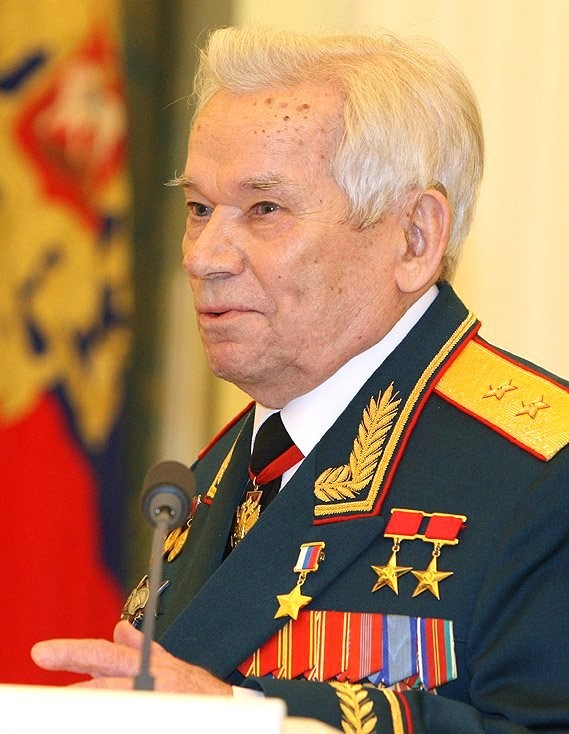
Michail Kalaschnikow (* 1919)
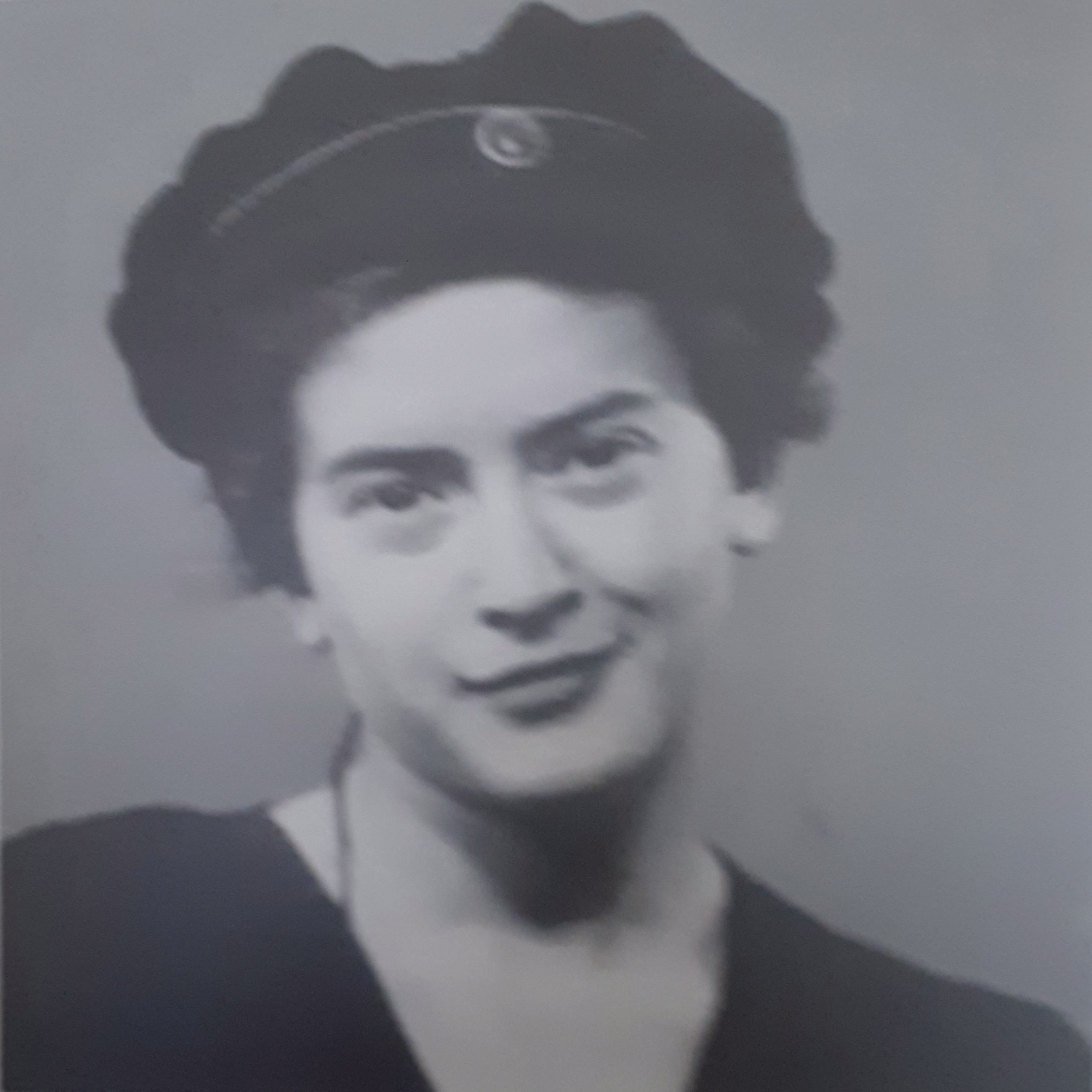
Ruth Maier (* 1920)
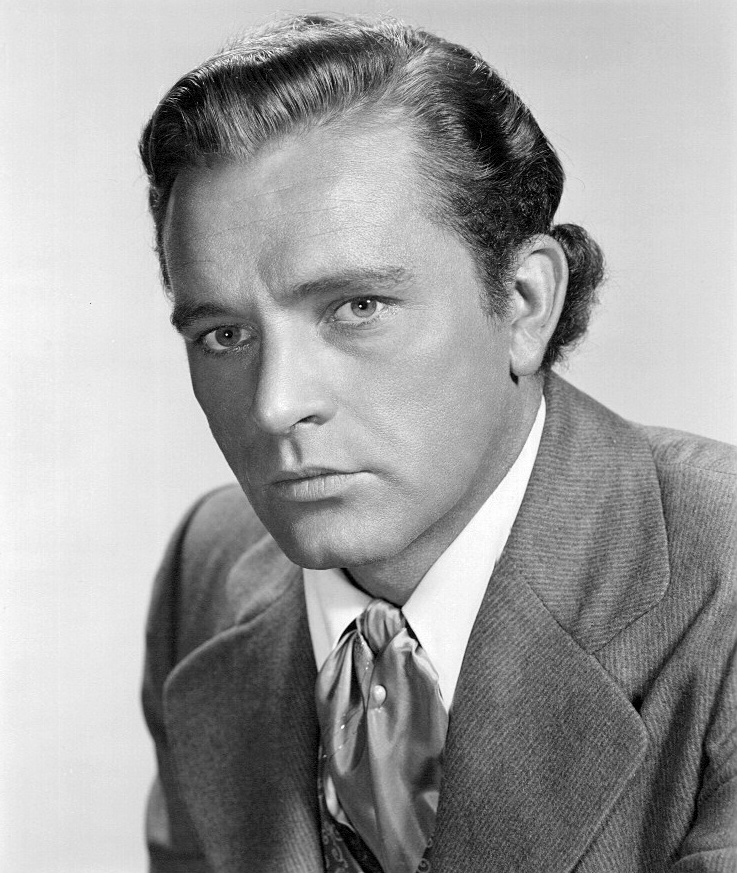
Richard Burton (* 1925)

- 1901: Paul Smets, deutscher Musikwissenschaftler, Glocken- und Orgelsachverständiger
- 1902: Záviš Kalandra, tschechoslowakischer Historiker, Journalist, Publizist und Schriftsteller
- 1902: Antonio María Valencia, kolumbianischer Komponist
- 1904: Hans Ahlgrimm, österreichischer Komponist und Violinist
- 1904: Thawi Bunyaket, thailändischer Premierminister
- 1904: Paul Löwinger, österreichischer Schauspieler und Theaterleiter
- 1904: Heinrich Mohn, deutscher Ingenieur, Erfinder und Philanthrop
- 1905: Kurt Eggers, deutscher Schriftsteller und nationalsozialistischer Kulturpolitiker
- 1905: Louis Harold Gray, britischer Physiker und Radiologe, Begründer der Radiobiologie
- 1906: Robert Huber, deutscher Ruderer
- 1907: Hedwig Bollhagen, deutsche Keramikerin und Unternehmerin
- 1907: Tom Hanson, US-amerikanischer American-Football-Spieler
- 1908: Louis Terrenoire, französischer Journalist und Politiker
- 1909: Robert Arthur, US-amerikanischer Autor
- 1909: László Halmos, ungarischer Komponist
- 1909: Endre Nemes, ungarisch-schwedischer Maler
- 1910: Salvador Contreras, mexikanischer Komponist
- 1910: Andrzej Rudziński, polnischer Grafiker und Kunstpädagoge
- 1910: Michail Schtscherbakow, sowjetischer Schauspieler
- 1911: Harry Fleetwood Andrews, britischer Film- und Theaterschauspieler
- 1911: Anton Perwein, österreichischer Feldhandballspieler
- 1911: Helmuth Sommer, deutscher Komponist und Musikpädagoge
- 1912: Jean-Hilaire Aubame, gabunischer Politiker
- 1912: Bernhard Häring, deutscher Moraltheologe und Geistlicher
- 1912: Anton Staudacher, deutscher Politiker
- 1912: Hermann Zander, deutscher Ruderer
- 1913: Álvaro Cunhal, portugiesischer Politiker
- 1914: Alan Graham Apley, englischer Orthopäde und Herausgeber
- 1914: Edmund Conen, deutscher Fußballspieler
- 1916: Paul Leyhausen, deutscher Zoologe und Psychologe
- 1918: Ernst Otto Fischer, deutscher Chemiker, Nobelpreisträger
- 1919: Rudi Adams, deutscher Politiker, MdB, MdEP
- 1919: Abderrahman Ibrir, algerisch-französischer Fußballspieler
- 1919: Michail Kalaschnikow, russischer Waffenkonstrukteur
- 1919: Avelina Landín, mexikanische Sängerin
- 1919: Kurt Schmücker, deutscher Politiker
- 1919: Willi-Peter Sick, deutscher Politiker, MdB
- 1920: Néophytos Edelby, syrischer Erzbischof
- 1920: Walther Hofer, Schweizer Historiker und Politiker
- 1920ː Ruth Maier, österreichische jüdische Schriftstellerin, Holocaustopfer
- 1920: Rafael del Pino, spanischer Bauunternehmer
- 1921: Pio Nock, Schweizer Clown und Hochseilartist
- 1921: Abd ar-Rahman Scharkawi, ägyptischer Schriftsteller
- 1921: Onie Wheeler, US-amerikanischer Musiker und Komponist
- 1922: Kurt Jaggberg, österreichischer Schauspieler, Drehbuchautor und Regisseur
- 1923: Swetlana Ismailowna Chodschasch, russische Ägyptologin
- 1923: Óscar González, uruguayischer Automobilrennfahrer
- 1923: Anne Shelton, britische Popsängerin
- 1924: Russell Johnson, amerikanischer Schauspieler
- 1924: Tsai Wan-lin, taiwanischer Unternehmer
- 1925: Richard Burton, britischer Schauspieler

#### 1926–1950

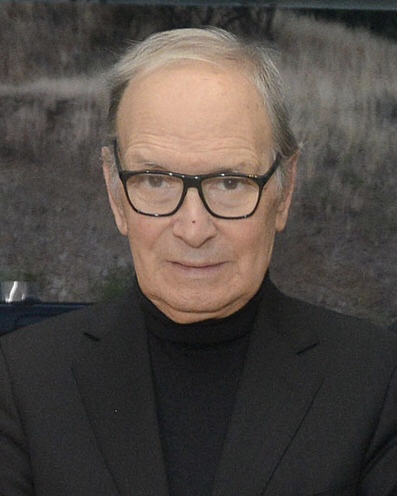
Ennio Morricone (* 1928)
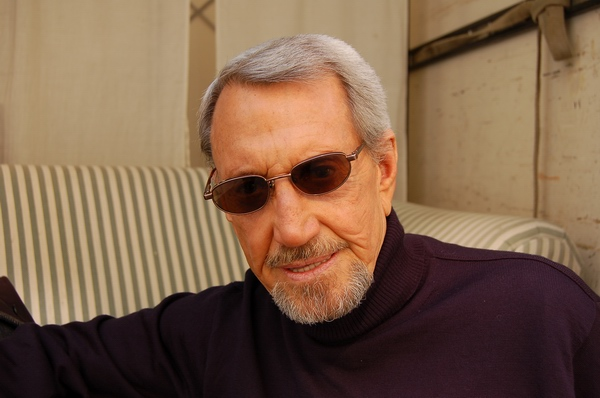
Roy Scheider (* 1932)
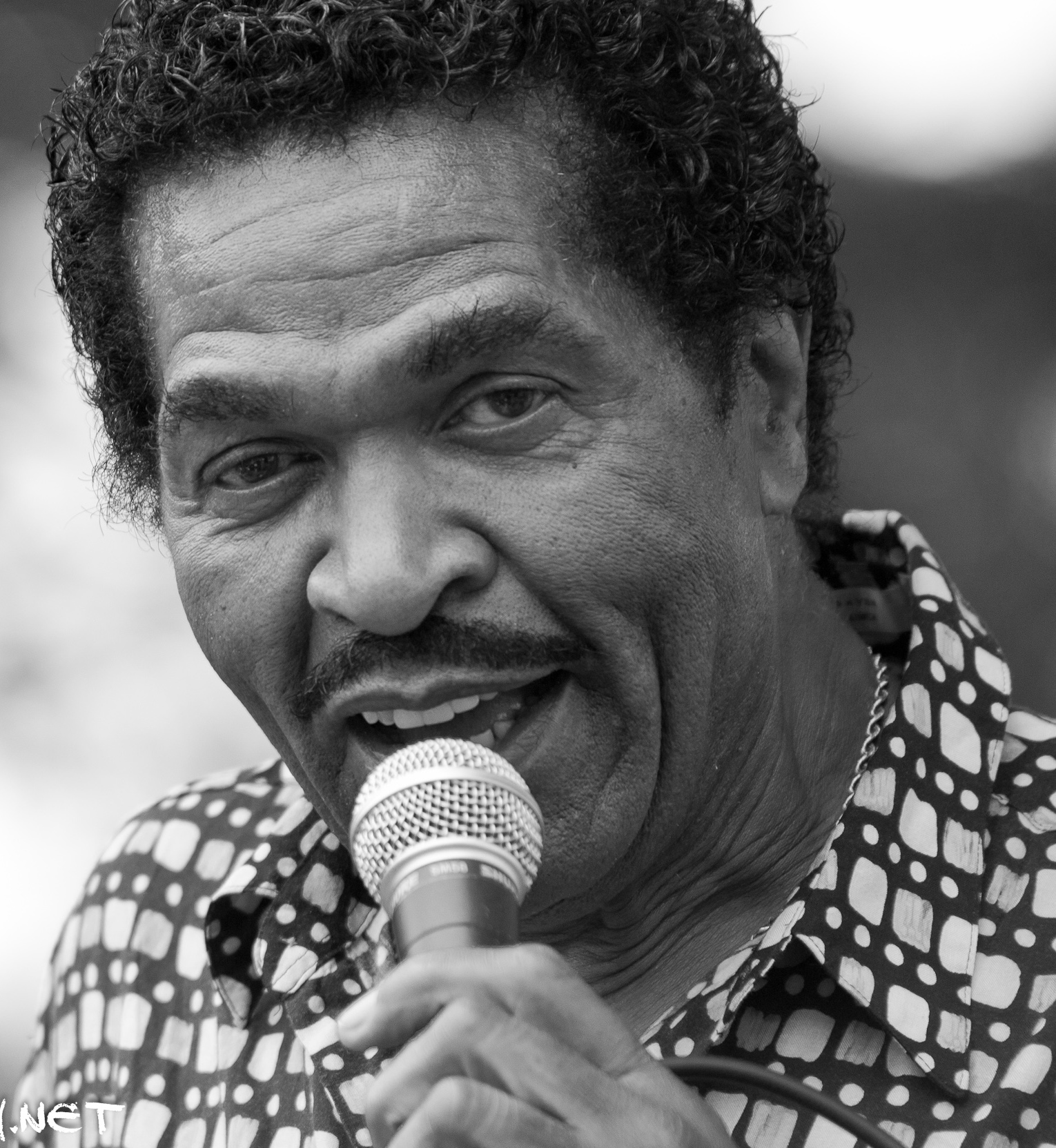
Bobby Rush (* 1933)
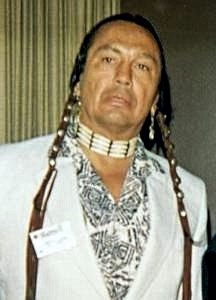
Russell Means (* 1939)
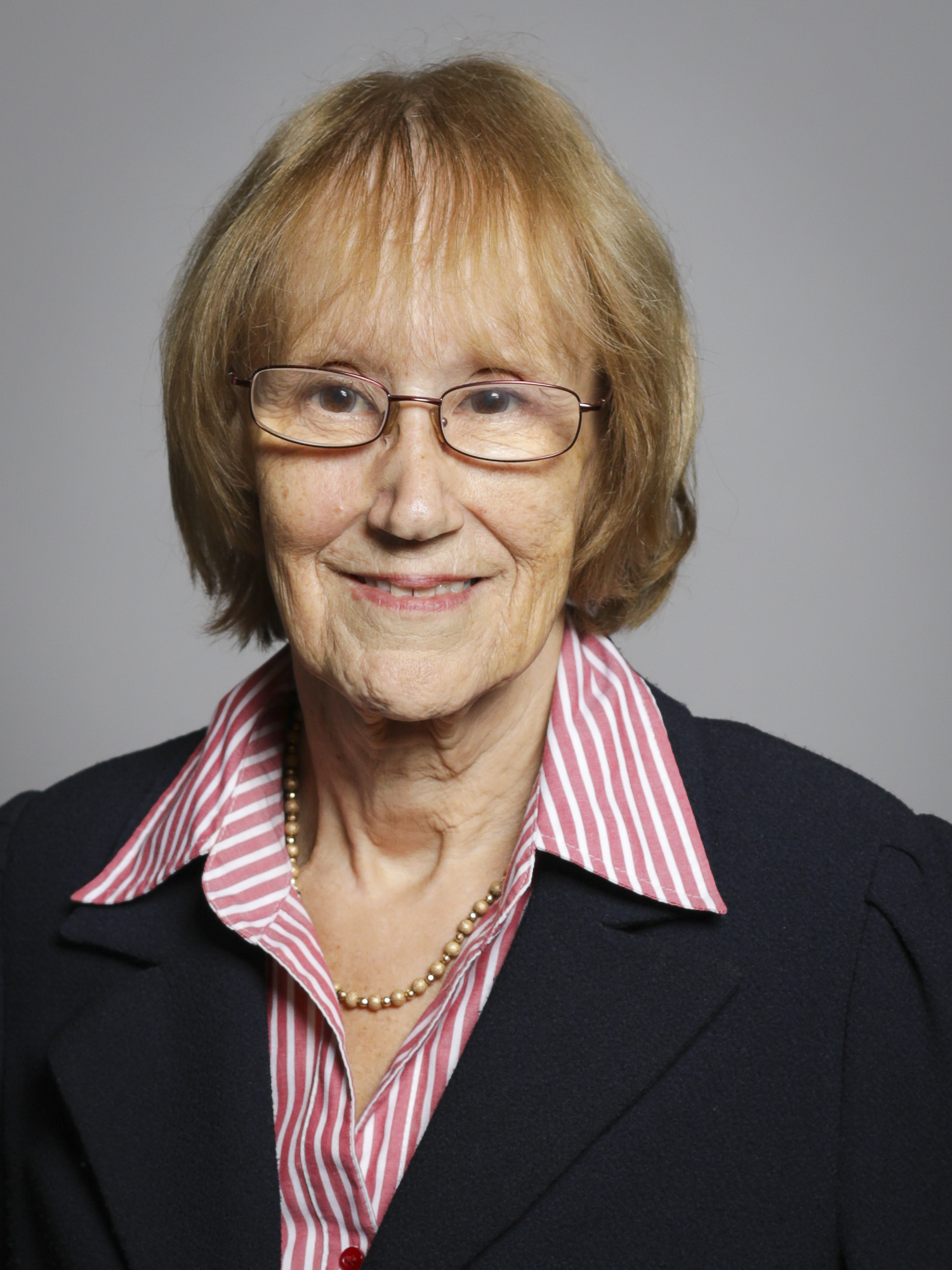
Ruth Henig, Baroness Henig (* 1943)

- 1926: Art Bisch, US-amerikanischer Automobilrennfahrer
- 1926: Gunther Duda, deutscher Facharzt und Buchautor
- 1926: Jeroným Zajíček, US-amerikanischer Komponist und Musikpädagoge tschechischer Herkunft
- 1928: Marilyn Bergman, US-amerikanische Komponistin und Liedtexterin
- 1928: Andreas Gerwig, Schweizer Politiker
- 1928: Bernard Henrichs, deutscher Priester, Dompropst der Hohen Domkirche zu Köln
- 1928: Ennio Morricone, italienischer Filmmusikkomponist
- 1929: Hans-Jochen Tschiche, deutscher Politiker, Bürgerrechtler in der DDR
- 1930: Heinz Küpper, deutscher Schriftsteller
- 1930: Kazuo Kuroki, japanischer Regisseur und Drehbuchautor
- 1930: Lutz Moik, deutscher Schauspieler und Synchronsprecher
- 1931: Louise Martini, österreichische Schauspielerin
- 1931: Albrecht Milnik, deutscher Forstwissenschaftler
- 1931: Toma Prošev, nordmazedonischer bzw. jugoslawischer Komponist, Musikwissenschaftler und Dirigent
- 1932: Roland Bulirsch, deutscher Mathematiker
- 1932ː Gisela Necker, deutsche Aktivistin der Lesbenbewegung
- 1932: Richard Oesterreicher, österreichischer Dirigent und Jazzmusiker
- 1932: Josef Vinklář, tschechischer Schauspieler
- 1932: Roy Scheider, US-amerikanischer Schauspieler
- 1933: Ronald Ellwin Evans, US-amerikanischer Astronaut
- 1933: Gerti Gordon, österreichische Schauspielerin
- 1933: Elias Phisoana Ramaema, lesothischer Militär und Politiker
- 1933: Bobby Rush, US-amerikanischer Blues-Musiker
- 1934: Lucien Bianchi, belgischer Automobilrennfahrer
- 1936: Claudio Barrientos, chilenischer Boxer
- 1937: Sigrid Ehrlich, deutsche Ordensschwester
- 1937: Karin Eickelbaum, deutsche Film- und Theaterschauspielerin
- 1937: Werner Giggenbach, deutscher Geochemiker, Geologe und Vulkanologe
- 1937: Zdzisław Piernik, polnischer Tubist
- 1938: Jiří Gruša, tschechischer Schriftsteller, Lyriker, Dissident und Diplomat
- 1938: Eberhard Rinne, deutscher Jurist, Richter am Bundesgerichtshof
- 1939ː Ursula Ehler, deutsche Drehbuchautorin und Regieassistentin
- 1939: Hubert Laws, US-amerikanischer Musiker
- 1939: Russell Means, US-amerikanischer Bürgerrechtler, Mitglied des American Indian Movement
- 1939: Allan Moffat, kanadischer Automobilrennfahrer
- 1940: Dieter Oesterhelt, deutscher Biochemiker
- 1940: Screaming Lord Sutch, britischer Musiker und Politiker
- 1940: Ralf Weikert, österreichischer Dirigent
- 1941: Winfried Kron, deutscher Generalarzt
- 1942: Robert F. Engle, US-amerikanischer Wirtschaftswissenschaftler, Nobelpreisträger
- 1942: Börje Jansson, schwedischer Motorradrennfahrer
- 1942: Takeo Kawamura, japanischer Politiker
- 1942: Hans-Rudolf Merz, Schweizer Bundesrat
- 1943: Mary Green, britische Sprinterin
- 1943ː Ruth Henig, Baroness Henig, britische Historikerin und Politikerin
- 1944: Askar Akajew, kirgisischer Staatspräsident
- 1944: Wayne Maki, kanadischer Eishockeyspieler
- 1944: Tim Rice, britischer Musical- und Filmtexter
- 1945: Donna Fargo, US-amerikanische Country-Sängerin
- 1945: Willi Lippens, deutsch-niederländischer Fußballspieler
- 1945: Lew Rywin, polnischer Filmproduzent
- 1946: Sissy de Mas, deutsche Fernsehmoderatorin
- 1946: Hannes Swoboda, österreichischer Politiker, MdEP
- 1947: Greg Lake, britischer Musiker, Sänger und Songschreiber
- 1947: Jim Miller, US-amerikanischer Nordischer Kombinierer
- 1948: Hugh Moffatt, US-amerikanischer Country-Sänger und Songwriter
- 1949: John Bradley Ashford, US-amerikanischer Politiker
- 1949: Ned Rifkin, amerikanischer Kunsthistoriker

#### 1951–1975
- 1951: Aleksander Lasoń, polnischer Komponist, Pianist und Dirigent
- 1952: Vesna Acevska, mazedonische Dichterin, Autorin und Übersetzerin
- 1952: Fernando Allende, mexikanischer Schauspieler und Sänger
- 1952: Marco Arnolfo, italienischer Geistlicher, Erzbischof von Vercelli
- 1953: Maarit Hurmerinta, finnische Sängerin
- 1954: Hartwig Gauder, deutscher Leichtathlet, Olympiasieger
- 1954: Jutta Kirst, deutsche Leichtathletin, Olympiamedaillengewinnerin
- 1954: Matiaz Tomlje, slowenischer Automobilrennfahrer
- 1955: Tadeusz Arkit, polnischer Politiker
- 1955: Roland Emmerich, deutscher Filmproduzent, Regisseur und Drehbuchautor
- 1955: Debbie Jacobs, US-amerikanische Sängerin
- 1955: Roland Junck, Luxemburger Ingenieur und Manager
- 1957: Markus Ederer, deutscher Jurist und Diplomat
- 1957: Ingo Metzmacher, deutscher Dirigent und Operndirektor

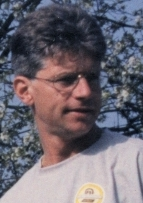
Hartwig Gauder (* 1954)
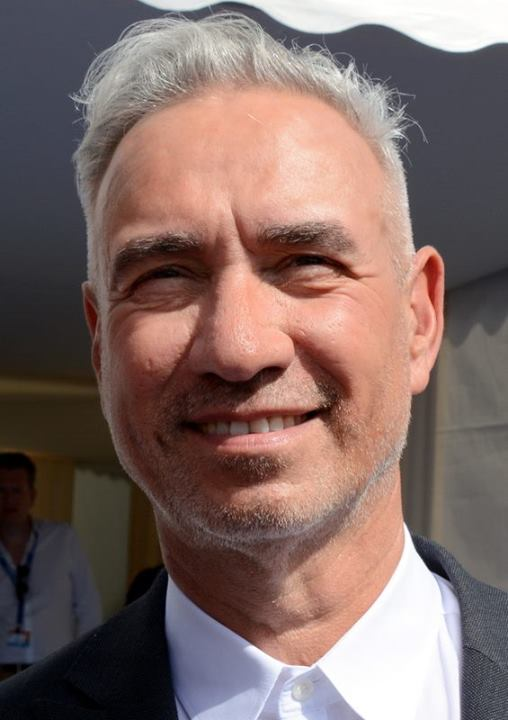
Roland Emmerich (* 1955)
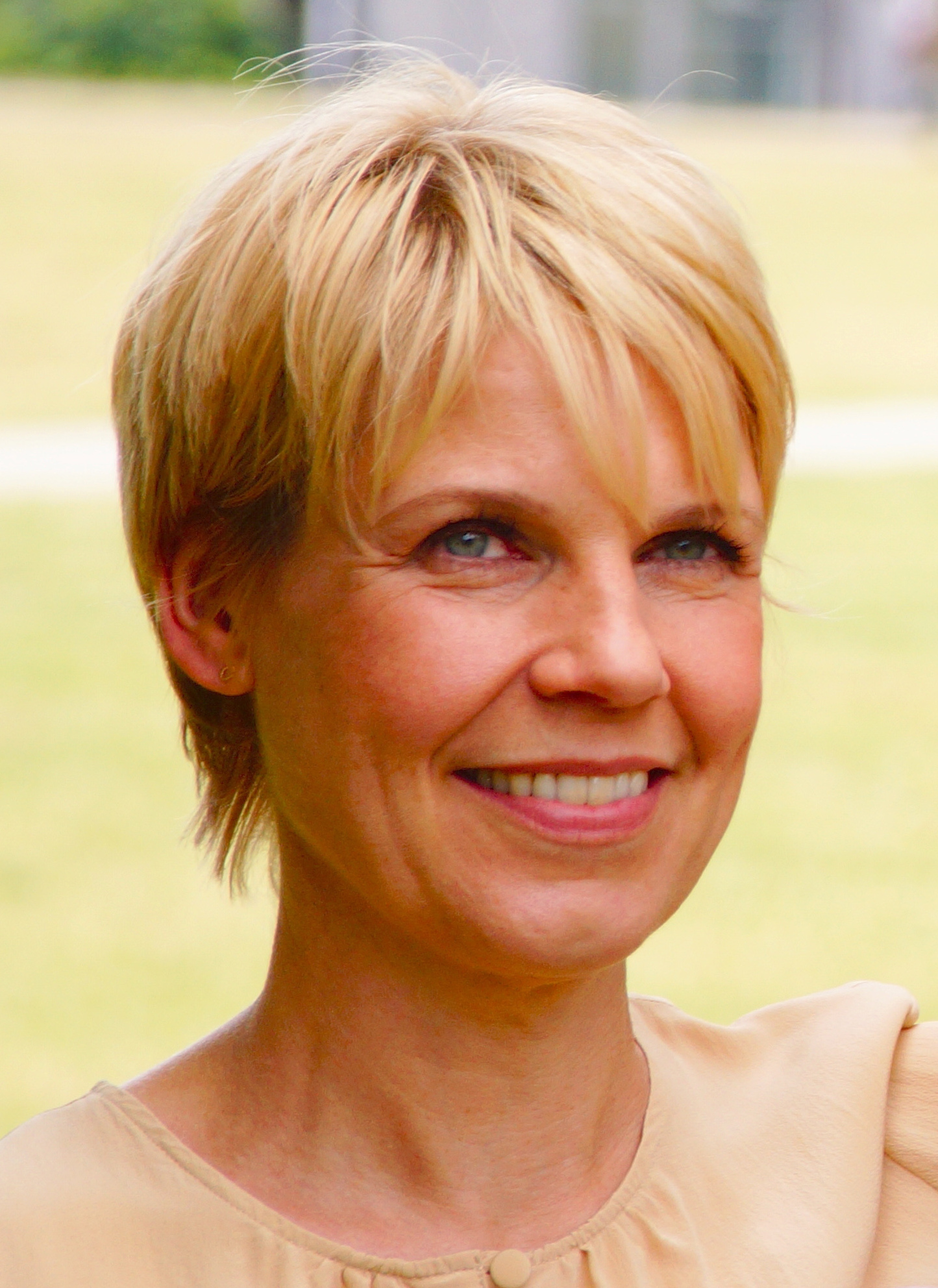
Cordula Stratmann (* 1963)
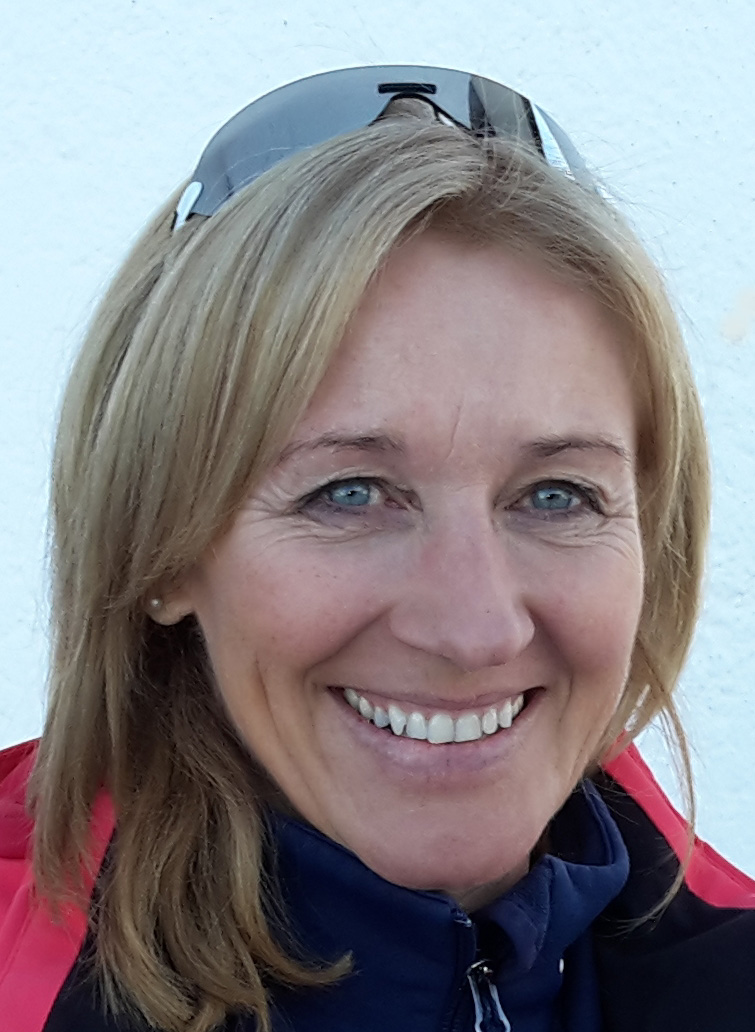
Michaela Gerg (* 1965)

- 1958: Michael Dusek, deutscher Fußballspieler und -trainer
- 1958: Antoine Kambanda, ruandischer Geistlicher, Bischof von Kibungo, Erzbischof von Kigali, Kardinal
- 1958: Hans-Uwe Pilz, deutscher Fußballspieler
- 1959: Fernando Geraldes, dominikanischer Dirigent, Chorleiter, Musikpädagoge und Sänger
- 1959: Randy Mamola, US-amerikanischer Motorradrennfahrer
- 1960: Ernst-Ingolf Angermann, deutscher Politiker, MdL
- 1960: Neil Gaiman, britischer Schriftsteller
- 1962: Andrés Anchondo, mexikanischer Bogenschütze
- 1963: Hugh Bonneville, britischer Schauspieler
- 1963: Sylvain Chomet, französischer Filmregisseur und Drehbuchautor
- 1963: Cordula Stratmann, deutsche Schauspielerin, Komikerin, Moderatorin und Autorin
- 1964: Waleri Babanow, russischer Bergsteiger
- 1964: Franz Langthaler, österreichischer Gewichtheber
- 1965: Alexander Adolph, deutscher Drehbuchautor und Regisseur
- 1965: Jonas Åkerlund, schwedischer Musikvideo- und Filmregisseur
- 1965: Heiko Antoniewicz, deutscher Koch
- 1965: Sonja Faber-Schrecklein, deutsche Journalistin und Fernsehmoderatorin
- 1965: Thomas Fehlen, deutscher Schauspieler
- 1965: Michaela Gerg, deutsche Skirennläuferin
- 1965: Eddie Irvine, nordirischer Automobilrennfahrer
- 1965: Mark Turner, US-amerikanischer Jazzsaxophonist
- 1966: Aka Mortschiladse, georgischer Schriftsteller
- 1967: Andreas Scholl, deutscher Countertenor
- 1967: Michael Jai White, US-amerikanischer Stuntkoordinator und Schauspieler
- 1968: Andrea Bölk, deutsche Handballspielerin und -trainerin
- 1968: Andreas Rastner, deutscher Handballspieler und -trainer
- 1969: Faustino Asprilla, kolumbianischer Fußballspieler
- 1969: Bruce Goodin, neuseeländischer Springreiter
- 1969: Jens Lehmann, deutscher Fußballspieler
- 1969: Ellen Pompeo, US-amerikanische Schauspielerin
- 1970: Danutė Jočienė, litauische Richterin und Gerichtspräsidentin

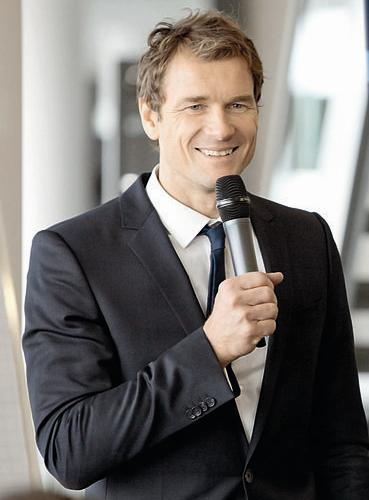
Jens Lehmann (* 1969)
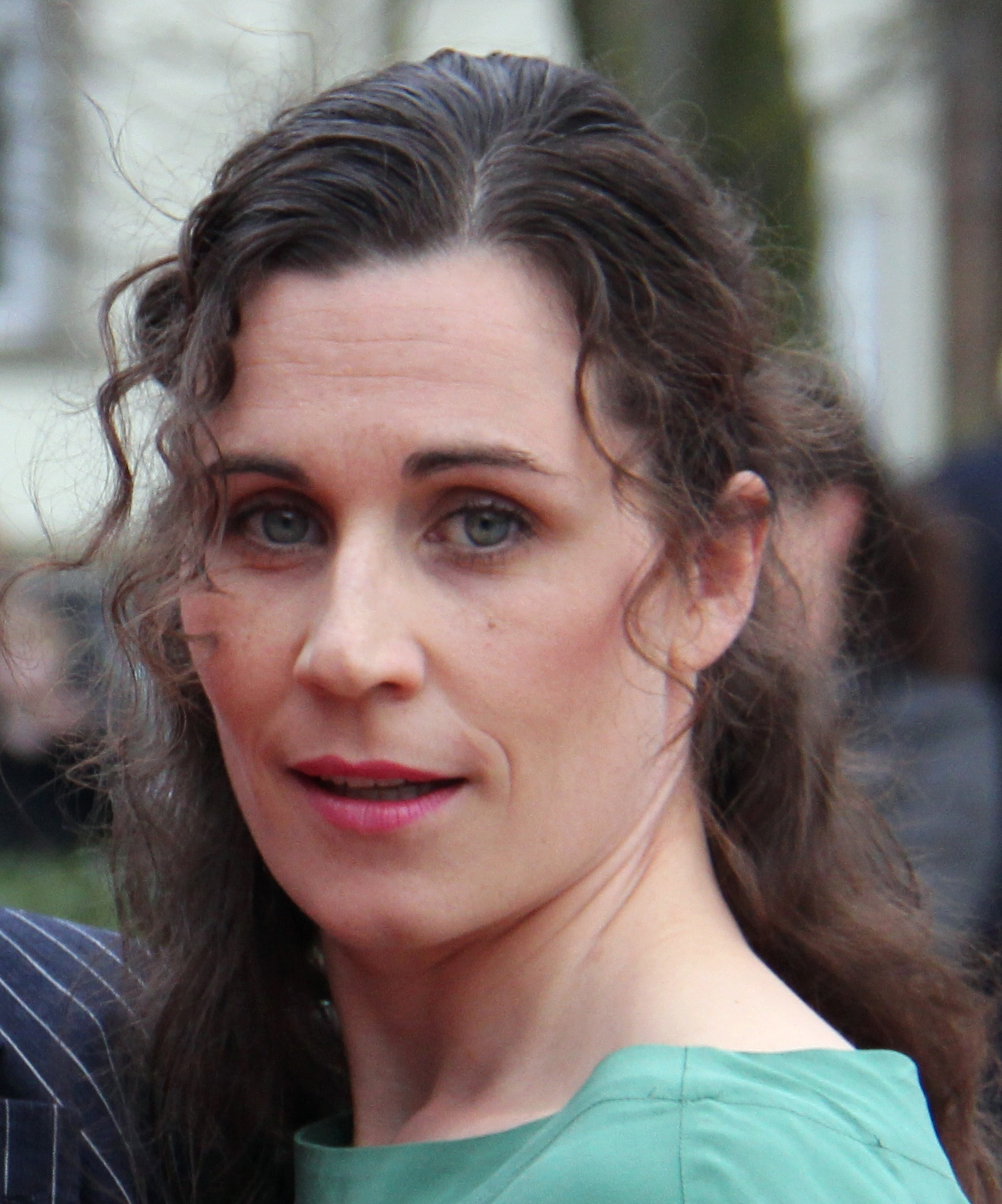
Nina Kunzendorf (* 1971)
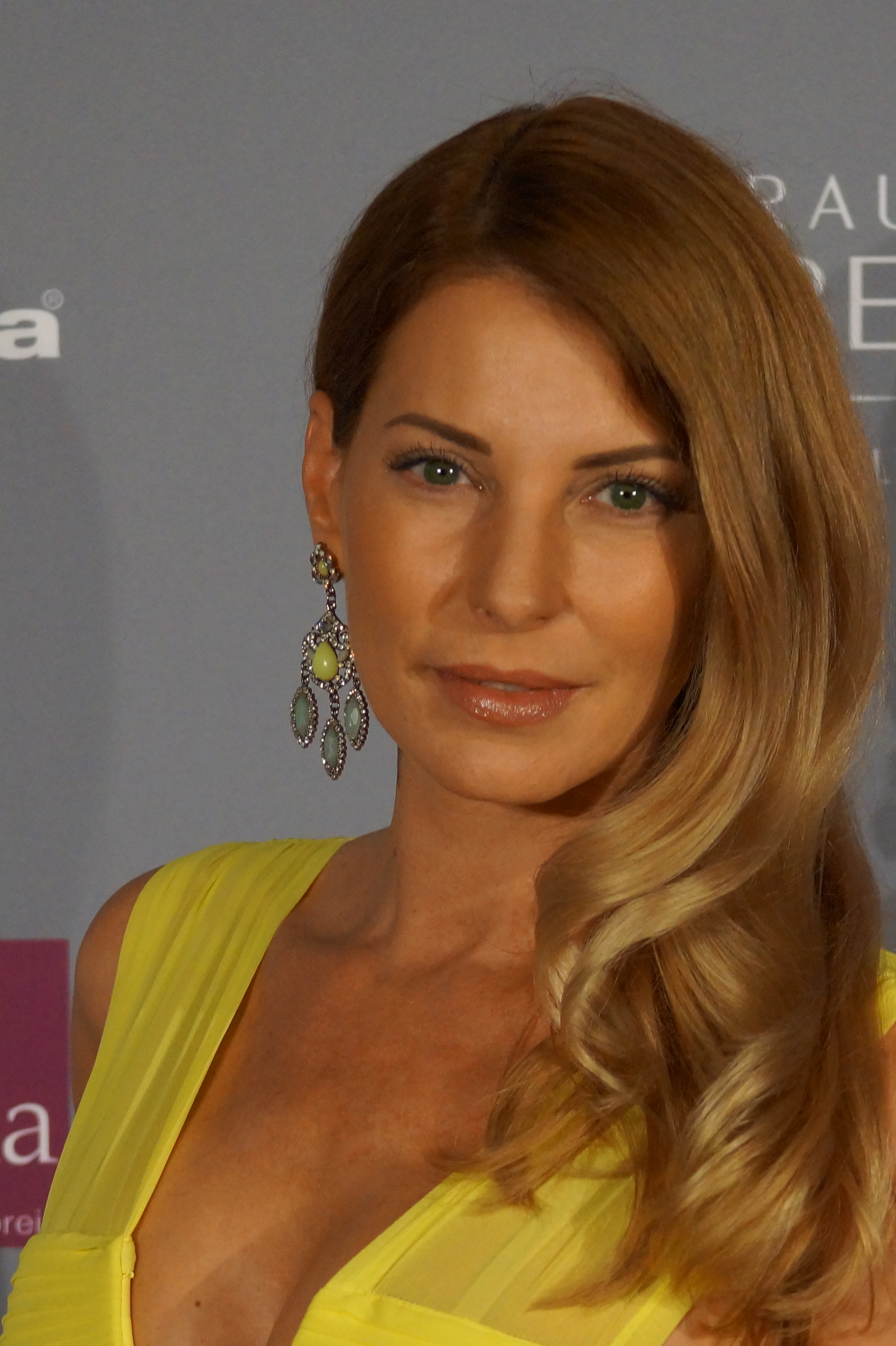
Giulia Siegel (* 1974)

- 1970: Freddy Loix, belgischer Rallyefahrer
- 1970: Warren G, US-amerikanischer Rapper
- 1971: Necla Akdoğan, türkische Fußballspielerin
- 1971: Musemestre Bamba, kongolesischer Fußballspieler
- 1971: Walton Goggins, US-amerikanischer Schauspieler
- 1971: Nina Kunzendorf, deutsche Schauspielerin
- 1972: DJ Ashba, US-amerikanischer Produzent und Gitarrist (Guns N’ Roses)
- 1973: Patrik Berger, tschechischer Fußballspieler
- 1973: Robert Gulya, ungarischer Komponist
- 1974: Giulia Siegel, deutsches Model, Fernsehmoderatorin, DJ und Schauspielerin
- 1975: Christian Morgenstern, deutscher Techno-Musiker

#### 1976–2000
- 1976: Martin John Allan Åslund, schwedischer Fußballspieler
- 1976: Lambros Athanassoulas, griechischer Rallyefahrer
- 1976: Shefki Kuqi, finnischer Fußballspieler
- 1976: Christian Spannagel, deutscher Informatiker und Professor
- 1977: Abdullah ad-Dusari, saudi-arabischer Fußballspieler
- 1977: Micheil Aschwetia, georgischer Fußballspieler
- 1977: Brittany Murphy, US-amerikanische Schauspielerin
- 1977: Stéphanie Berger, Schweizer Schauspielerin, Miss Schweiz 1995
- 1978: Nadine Angerer, deutsche Fußballspielerin
- 1978: Ken Bardowicks, deutscher Zauberkünstler
- 1978: Kyla Cole, slowakisches Modell, Modedesignerin und Aktmodell
- 1978: Eve, US-amerikanische Rapperin
- 1978: Andreas Feichtinger, österreichischer Fußballspieler
- 1978: Kristian Huselius, schwedischer Eishockeyspieler
- 1978: Peter Larsson, schwedischer Skilangläufer
- 1978: David Paetkau, kanadischer Schauspieler
- 1978: Timo Scheider, deutscher Automobilrennfahrer
- 1978: Bartosz Soćko, polnischer Schachmeister
- 1979: Anthony Réveillère, französischer Fußballspieler
- 1979: Ragnvald Soma, norwegischer Fußballspieler
- 1980: Ajssel Achmedowa, bulgarische Fußballspielerin
- 1980: Rannvá Biskopstø Andreasen, färöische Fußballspielerin
- 1980: Eddy Lembo, französisch-algerischer Radrennfahrer
- 1980: Ina Menzer, deutsche Boxerin

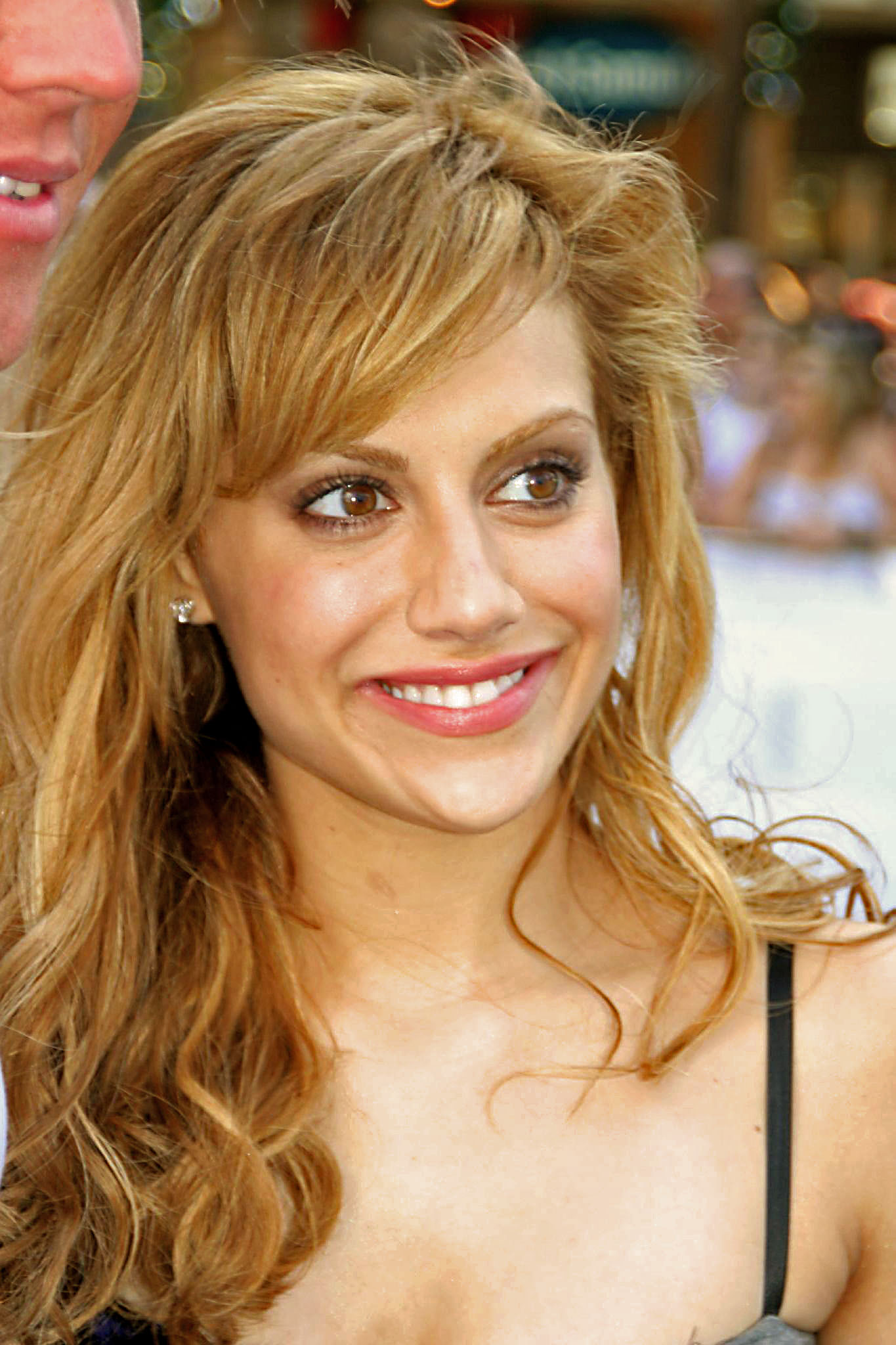
Brittany Murphy (* 1977)
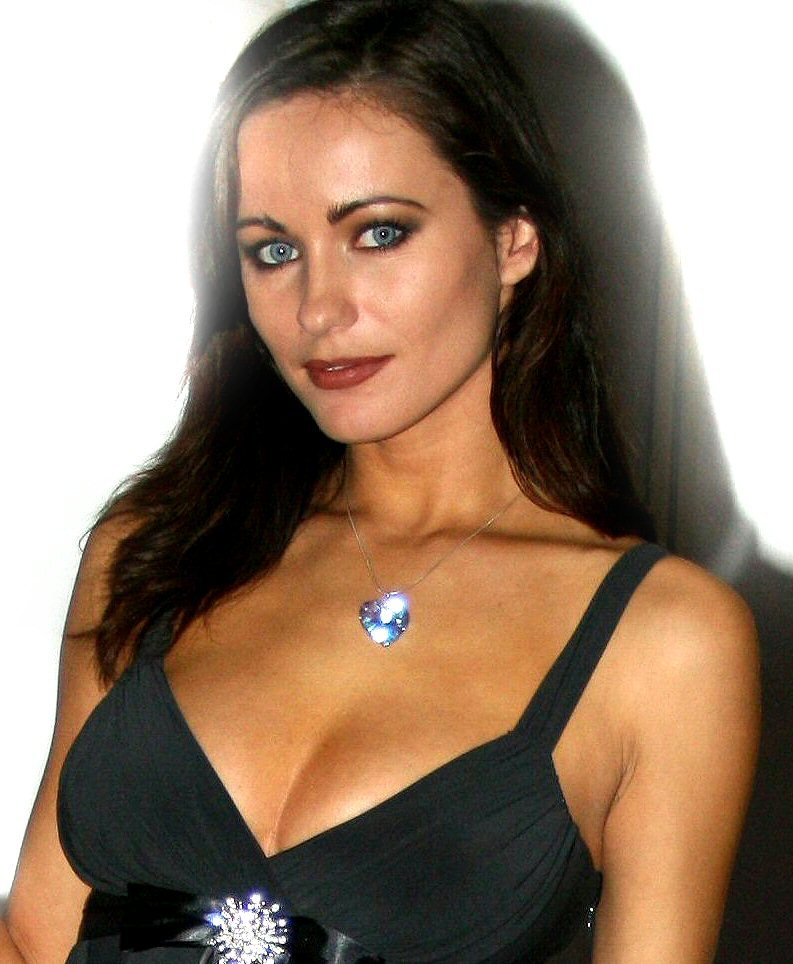
Kyla Cole (* 1978)
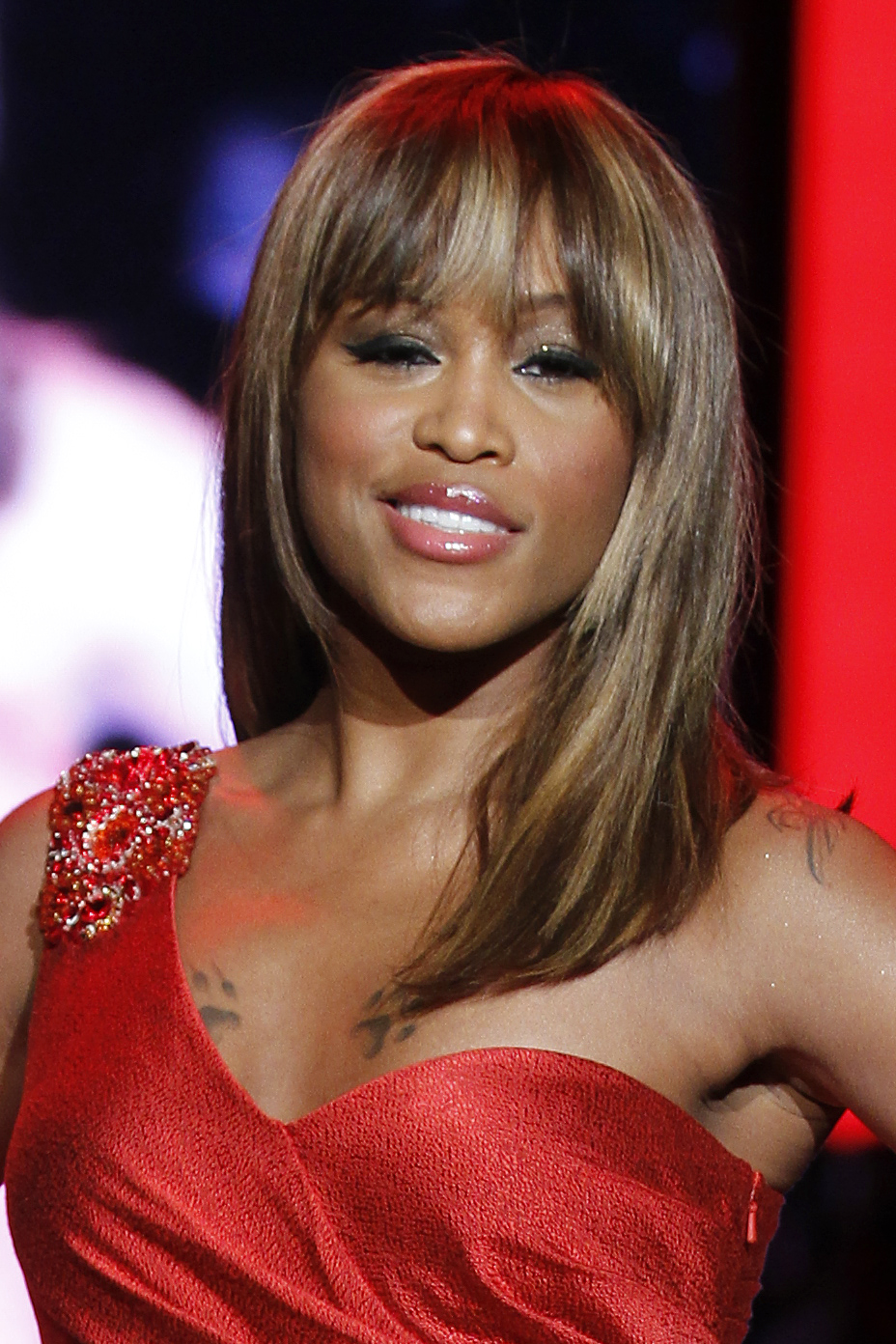
Eve (* 1978)
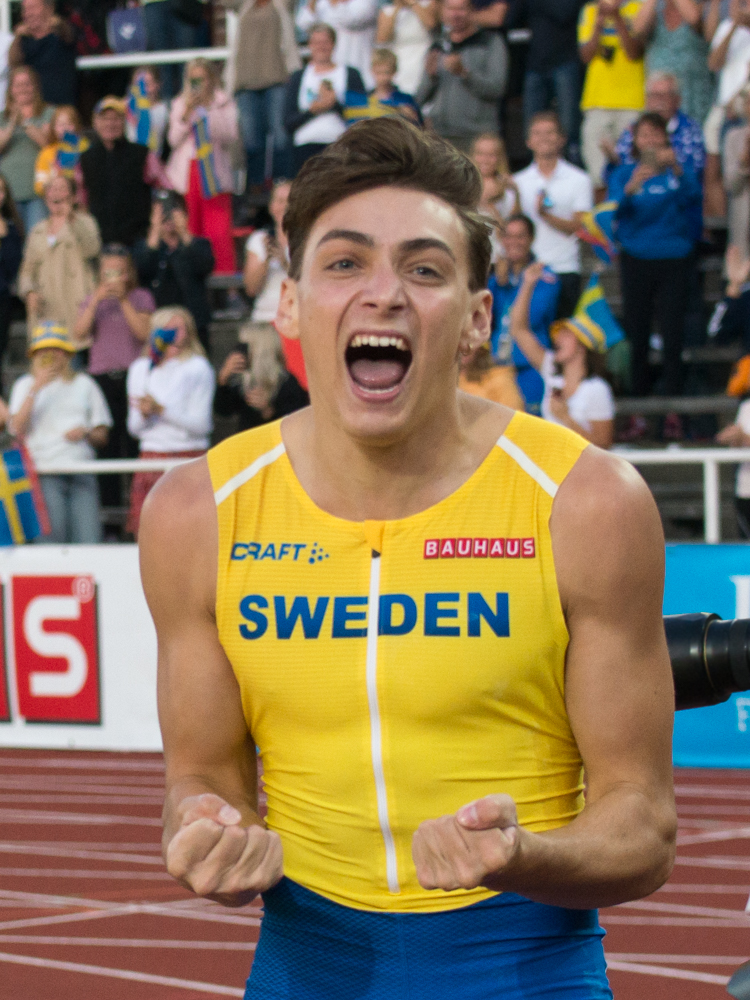
Armand Duplantis (* 1999)
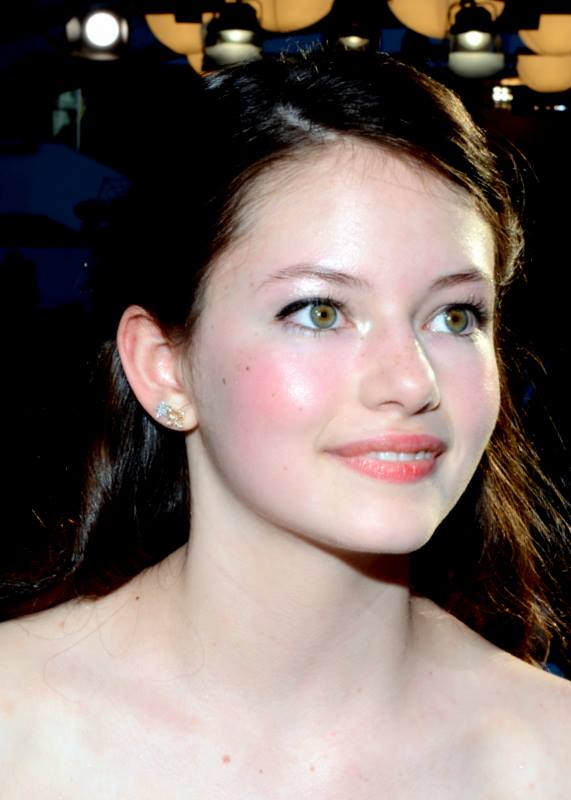
Mackenzie Foy (* 2000)

- 1981: Alexander Eisenfeld, deutscher Schauspieler
- 1981: Constantin Luger, österreichischer Musiker
- 1982: Heather Matarazzo, US-amerikanische Schauspielerin
- 1982: Sebastian Naglatzki, deutscher Opernsänger
- 1982: Arne Stephan, deutscher Schauspieler und Synchronsprecher
- 1983: Ole Christen Enger, norwegischer Skispringer
- 1984: Kenny De Haes, belgischer Radrennfahrer
- 1984: Ludovic Obraniak, polnischer Fußballspieler
- 1985: Marco Barba, spanischer Automobilrennfahrer
- 1985: Benjamin Gutsche, deutscher Regisseur und Drehbuchautor
- 1985: Aleksandar Kolarov, serbischer Fußballspieler
- 1985: Sophie Melbinger, deutsch-österreichische Schauspielerin
- 1986: Chhunly Pagenburg, deutscher Fußballspieler
- 1986: Josh Peck, US-amerikanischer Filmschauspieler
- 1987: Darryl Jerard Augustin, US-amerikanischer Basketballspieler
- 1987: Linda Fäh, Schweizer Sängerin, Miss Schweiz 2009
- 1987: Andrew Koji, britischer Schauspieler und Kampfsportler
- 1989: Daniel Adjei, ghanaischer Fußballspieler
- 1989: Brendon Hartley, neuseeländischer Automobilrennfahrer
- 1990: Julia Arnold, deutsche Fußballspielerin
- 1990: Sylvia Arnold, deutsche Fußballerin
- 1990: Vanessa Ferrari, italienische Turnerin
- 1990: Donna Henry, jamaikanische Fußballspielerin
- 1991: Ilja Baumeier, deutsch-schweizerischer Schauspieler
- 1991: Tony Snell, US-amerikanischer Basketballspieler
- 1992: Andressa Alves, brasilianische Fußballspielerin
- 1992: Philipp Amthor, deutscher Politiker  (CDU)
- 1992: Maksim Waladsko, belarussischer Fußballspieler
- 1993: Jannick Boldt, deutscher Handballspieler
- 1994: Takuma Asano, japanischer Fußballspieler
- 1994: Kaan Ayhan, deutsch-türkischer Fußballspieler
- 1994: Luca Grünwald, deutscher Motorradrennfahrer
- 1994: Joshua Huppertz, deutscher Radrennfahrer
- 1995: Lewis Irving, kanadischer Freestyle-Skier
- 1997: Federico Dimarco, italienischer Fußballspieler
- 1997: Margie Freed, US-amerikanische Skilangläuferin und Biathletin
- 1999: Armand Duplantis, US-amerikanisch-schwedischer Leichtathlet
- 1999: Michael J. Keplinger, österreichischer Musiker und Filmemacher
- 1999: Kiernan Shipka, US-amerikanische Schauspielerin
- 2000: Mackenzie Foy, US-amerikanische Schauspielerin
- 2000: Max Kulke, deutscher Fußballspieler

### 21. Jahrhundert
- 2001: Krisztián Rabb, ungarischer Fechter
- 2002: Eduardo Camavinga, französisch-kongolesischer Fußballspieler
- 2004: Ella Øverbye, norwegische Schauspielerin
- 2009: Christian Convery, kanadischer Schauspieler

## Gestorben

### Vor dem 16. Jahrhundert

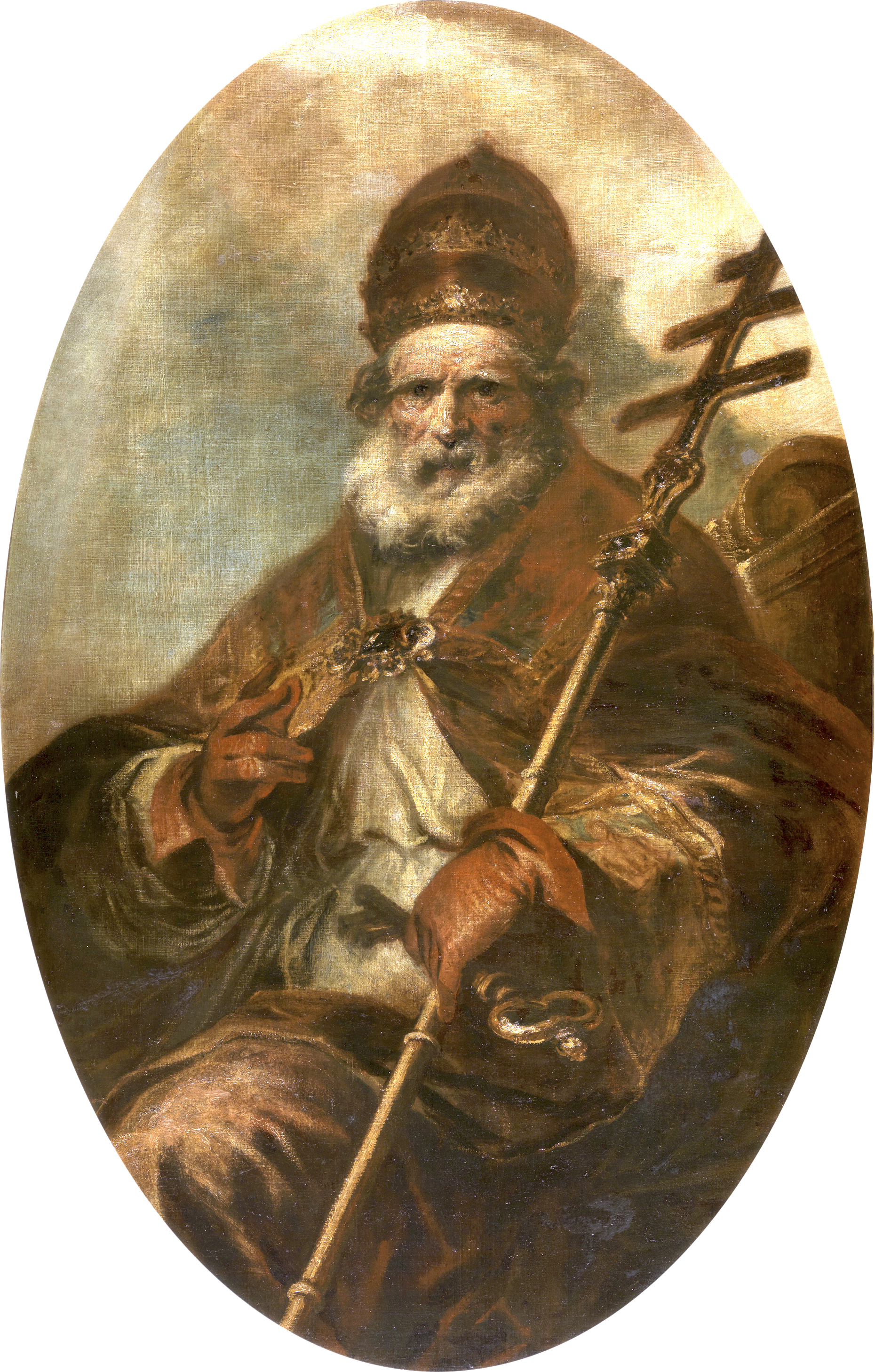
Leo der Große († 461)
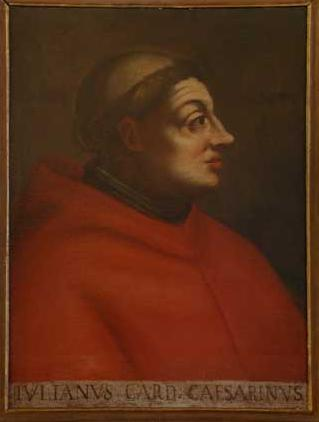
Giuliano Cesarini († 1444)
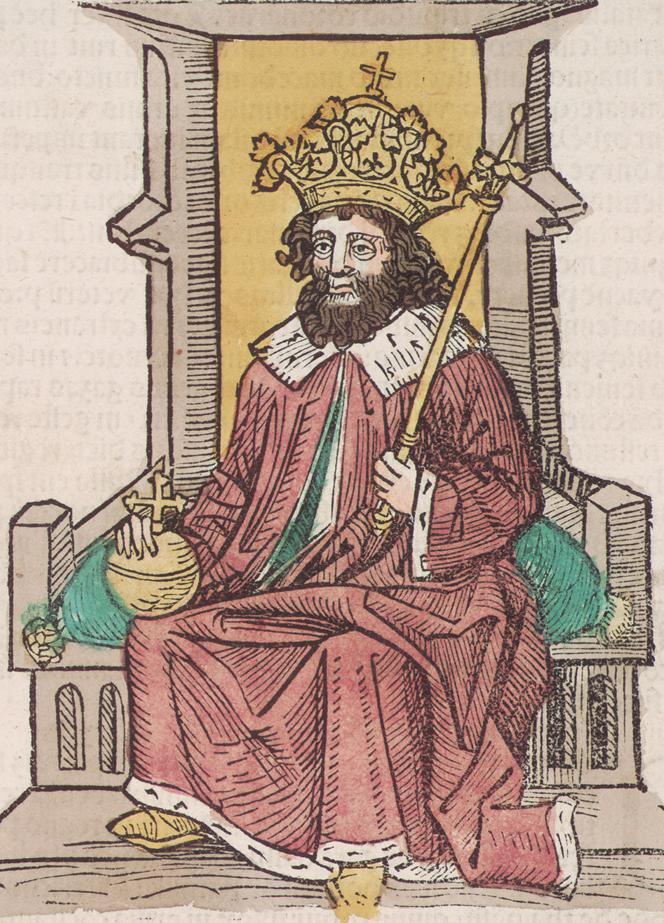
Władysław III. († 1444)

- 0461: Leo der Große, Papst und Kirchenlehrer
- 0627: Justus von Canterbury, römischer Missionar in England, Bischof von Rochester, Erzbischof von Canterbury
- 0765: Junnin, japanischer Kaiser
- 0901: Adelheid von Friaul, zweite Gemahlin des westfränkischen Königs Ludwig II.
- 1066: Johannes Scotus, irischer oder schottischer Geistlicher, Bischof von Mecklenburg, Märtyrer, Heiliger
- 1105: Sukjong, König des koreanischen Goryeo-Reiches
- 1146: Embricho von Würzburg, Bischof von Würzburg
- 1148: Reginbert von Hagenau, Bischof von Passau
- 1160: Maio von Bari, Kanzler von Sizilien
- 1187: Gottfried V., König von Man und der Inseln
- 1209: Raimund-Roger Trencavel, Vizegraf von Carcassonne
- 1241: Coelestin IV., Papst
- 1286: Heinrich von Bolanden, Mitglied des Trierer Domkapitels
- 1293: Isabel de Redvers, 8. Countess of Devon, englische Adelige
- 1299: Johann I., Graf von Holland
- 1330: Ulrich von Montpreis, Bischof von Chiemsee
- 1347: Hugh de Audley, 1. Earl of Gloucester, englischer Adeliger, Höfling und Militär
- 1359: Goswin von Herike, Landmeister von Livland des Deutschen Ordens
- 1444: Giuliano Cesarini der Ältere, italienischer Geistlicher, Kanonist und Diplomat, Kardinal
- 1444: Władysław III., König von Polen, Ungarn und Kroatien

### 16. bis 18. Jahrhundert

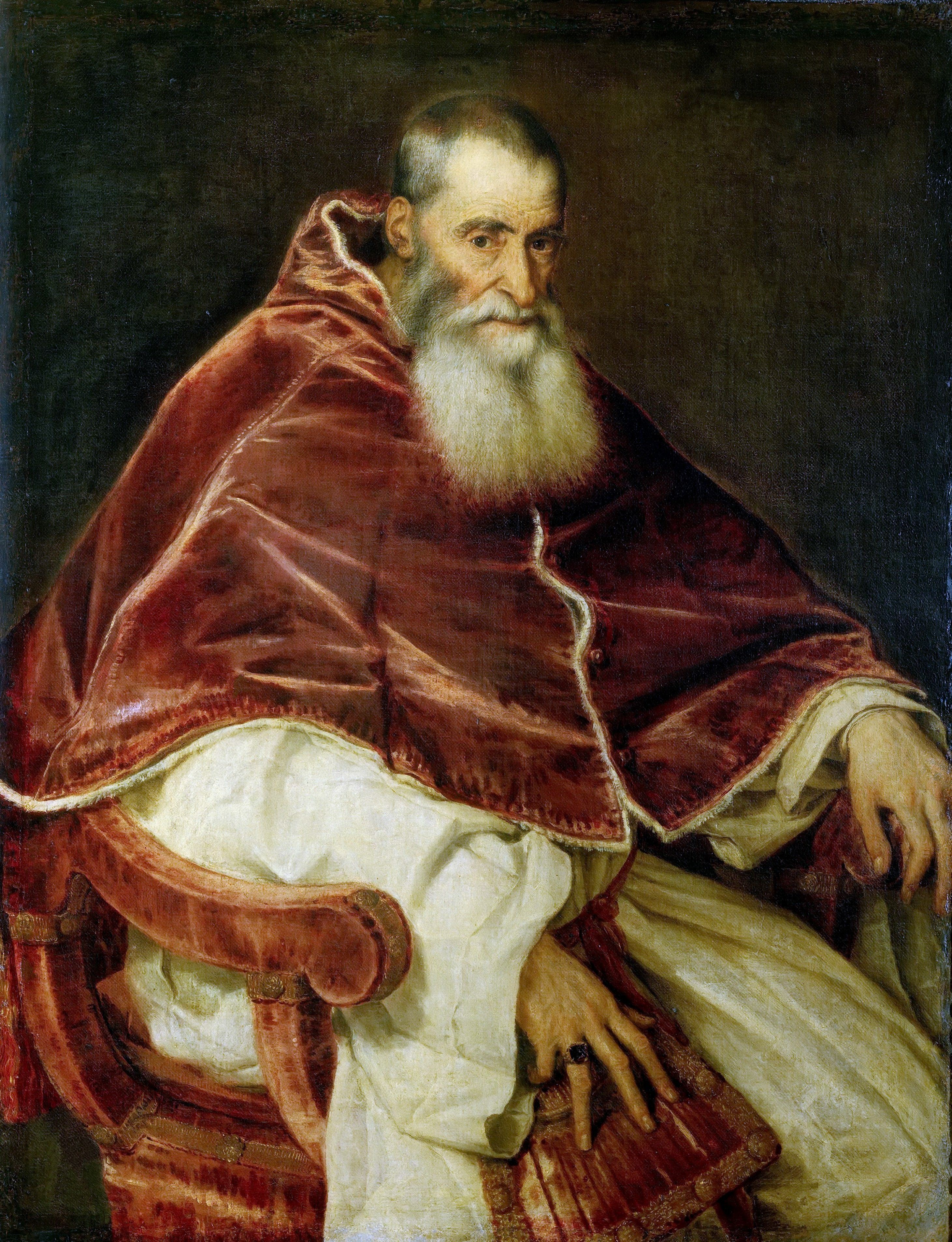
Paul III. († 1549)
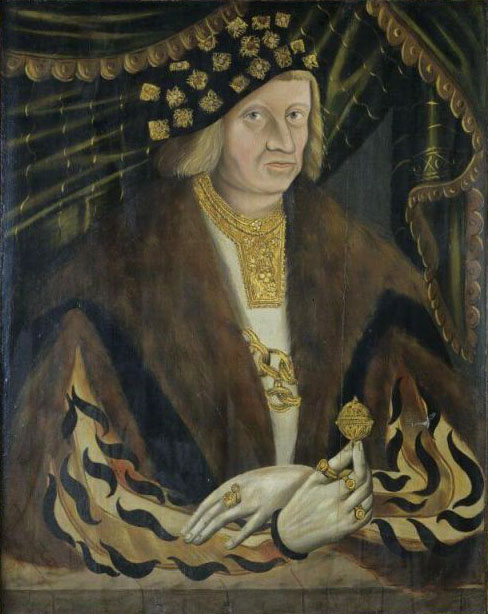
Günther XL. von Schwarzburg († 1552)
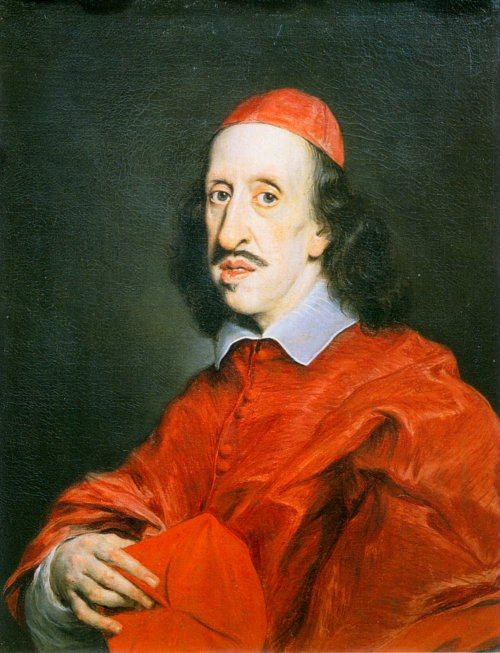
Leopoldo de’ Medici († 1675)
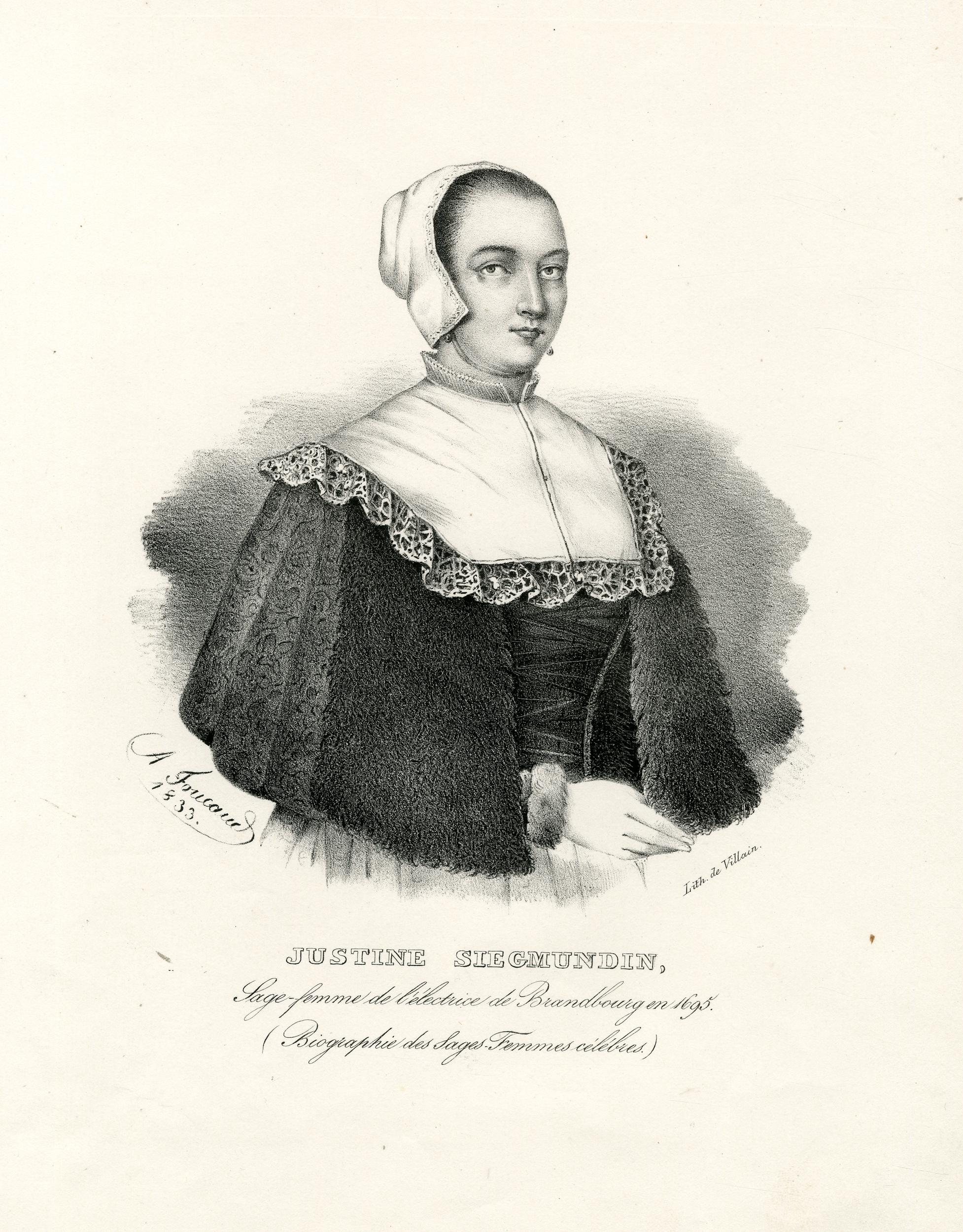
Justine Siegmundin († 1705)
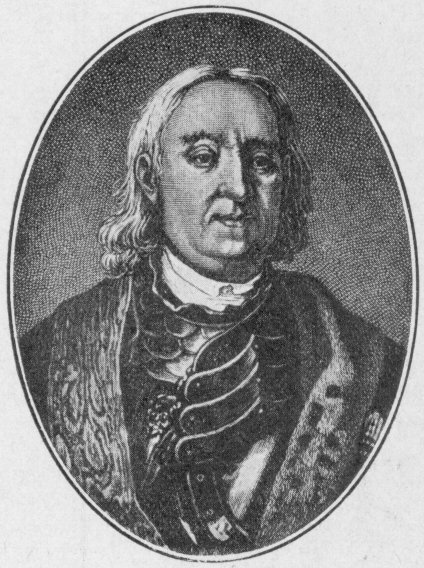
Fjodor Matwejewitsch Apraxin († 1728)

- 1502: Georg I., Herzog von Münsterberg und Oels, Graf von Glatz
- 1503: Israhel van Meckenem, deutscher Kupferstecher
- 1542: Felipe Bigarny, französisch-spanischer Bildhauer und Architekt
- 1542: Dietrich von Schönenberg, Adeliger im Dienste der Kurpfalz
- 1543: Matthäus Aurogallus, deutscher Historiker, Sprachwissenschaftler und Hebraist
- 1549: Paul III., Papst
- 1552: Günther XL., Graf von Schwarzburg
- 1556: Richard Chancellor, englischer Seefahrer
- 1559: Jakob Milich, deutscher Mathematiker und Mediziner
- 1567: Pedro de la Gasca, spanischer Jurist, Diplomat und Geistlicher, Sondergesandter in Peru, Bischof von Palencia und Sigüenza
- 1571: Anneken Hendriks, friesische Märtyrerin der Täuferbewegung
- 1580: Johann Ulmer, Schweizer Theologe
- 1586: Jacob Naffzer, deutscher Waid-Händler, Oberratsmeister und Patrizier
- 1605: Safiye, Ehefrau des osmanischen Sultans Murad III.
- 1608: Andreas Avellino, italienischer Priester, Mönch und Missionar
- 1610: Johann Wolfgang Freymann, Vizekanzler des Heiligen Römischen Reiches
- 1612: Bernardino Poccetti, italienischer Maler
- 1615: Paul Francke, deutscher Baumeister
- 1624: Henry Wriothesley, 3. Earl of Southampton, englischer Adliger, Patron von William Shakespeare, Mit-Gründer der Kolonie Virginia
- 1641: Asaf Khan, indischer Politiker
- 1673: Michael I., König von Polen und Großfürst von Litauen
- 1675: Leopoldo de’ Medici, italienischer Kardinal und Kunstförderer
- 1692: Gédéon Tallemant des Réaux, französischer Schriftsteller
- 1698: Johann Georg II., Herzog von Sachsen-Eisenach
- 1705: Augustin Lippi, französischer Arzt und Botaniker
- 1705: Justine Siegemundin, deutsche Hebamme, Verfasserin des ersten deutschen Lehrbuchs für Hebammen
- 1707: Joseph I., Patriarch der Chaldäisch-Katholischen Kirche
- 1710: Karl Theodor Otto zu Salm, Reichsfürst, kaiserlicher Feldmarschall, Obersthofmeister, Erzieher Josephs I.
- 1728: Fjodor Matwejewitsch Apraxin, russischer Admiral und Gouverneur
- 1728: Rupert von Bodman, Fürstabt von Kempten
- 1731: Ferdinand Joseph von Hörwarth, Hofmarksherr in Hohenburg
- 1747: Philipp Schwartz, Tabakhändler und Bürgermeister der Pfälzer Kolonie in Magdeburg
- 1763: Joseph François Dupleix, französischer Kolonialpolitiker
- 1768: Johann Jacob Leu, Schweizer Enzyklopädist und Bankier, Bürgermeister von Zürich
- 1773: Philipp Friedrich Krutisch, königlicher Hofgärtner in Sanssouci
- 1779: Joseph Hewes, britisch-amerikanischer Geschäftsmann und Politiker, Mitglied des Kontinentalkongresses, Minister
- 1789: Richard Caswell, US-amerikanischer Politiker, Mitglied des Kontinentalkongresses, Gouverneur von North Carolina
- 1793: Jean-Marie Roland de La Platière, französischer Wirtschaftsfachmann und Politiker, Minister

### 19. Jahrhundert

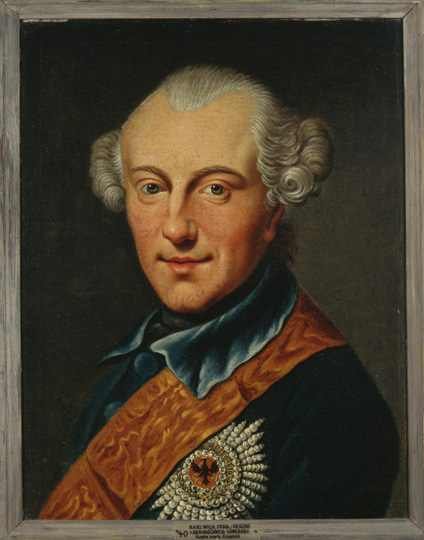
Karl Wilhelm Ferdinand von Braunschweig († 1806)
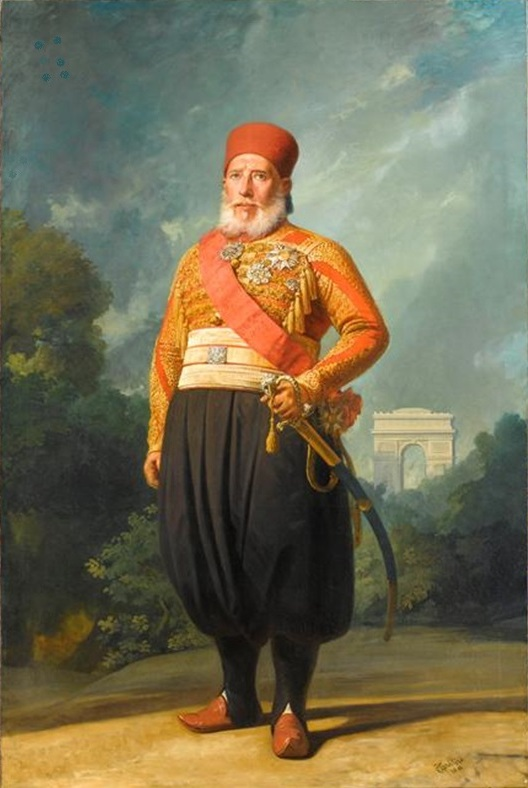
Ibrahim Pascha († 1848)
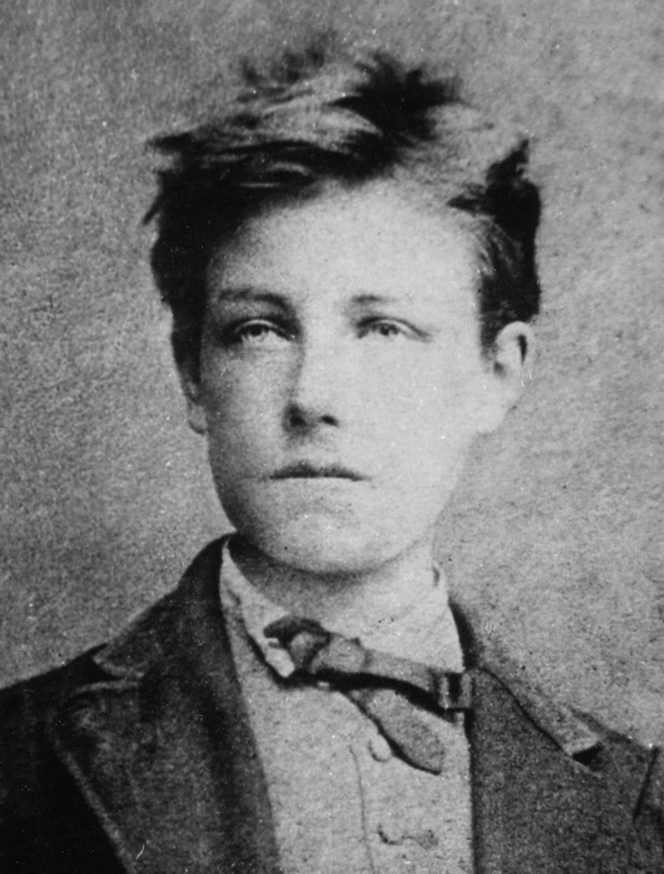
Arthur Rimbaud († 1891)
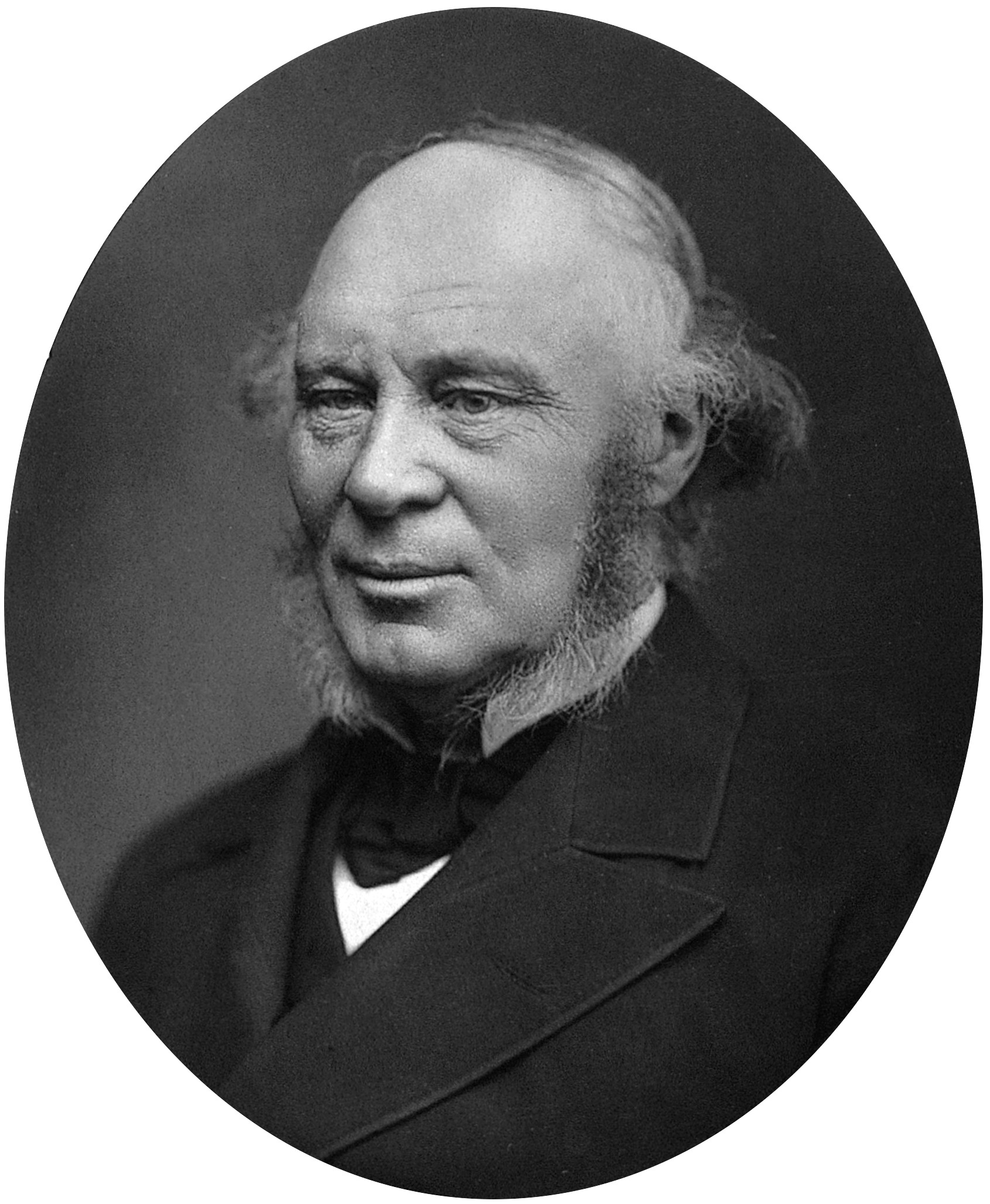
John Fowler († 1898)

- 1801: Friedrich Zacharias Saltzmann, königlicher Hofgärtner in Sanssouci
- 1806: Karl Wilhelm Ferdinand von Braunschweig, deutscher Adliger und Feldmarschall
- 1807: Alexander Martin, US-amerikanischer Politiker
- 1814: Jean-Louis Aubert, französischer Weltgeistlicher, Fabeldichter, Journalist und Literaturkritiker
- 1827: St. George Tucker, US-amerikanischer Jurist und Dichter
- 1828: Christian Krohg, norwegischer Jurist und Politiker
- 1836: Johannes Schulthess, Schweizer evangelischer Geistlicher und Hochschullehrer
- 1845: Carolus Magnus Hutschenreuther, deutscher Porzellanunternehmer
- 1848: Ibrahim Pascha, ägyptischer General und Gouverneur
- 1848: Franz Bernhard Meyer von Schauensee, Schweizer Staatsmann
- 1850: Phineas Riall, britischer General
- 1856: Johann Kaspar Zeuß, deutscher Philologe
- 1864: Charles de Graimberg, französischer Kupferstecher und Landschaftsmaler
- 1875: Carl Fraas, deutscher Agrarwissenschaftler
- 1886: Filipina Brzezińska, polnische Komponistin
- 1886: Friedrich Traugott Helbig, deutscher Bildhauer
- 1887: Gibson Atherton, US-amerikanischer Politiker
- 1887: August Reifferscheid, deutscher Altphilologe
- 1887: Per Arvid Säve, schwedisch-gotländischer Lehrer, Volkskundler und Maler
- 1888: George Bingham, 3. Earl of Lucan, britischer Feldmarschall
- 1891: Arthur Rimbaud, französischer Dichter
- 1898: John Fowler, britischer Eisenbahningenieur und Brückenbauer

### 20. Jahrhundert

#### 1901–1950

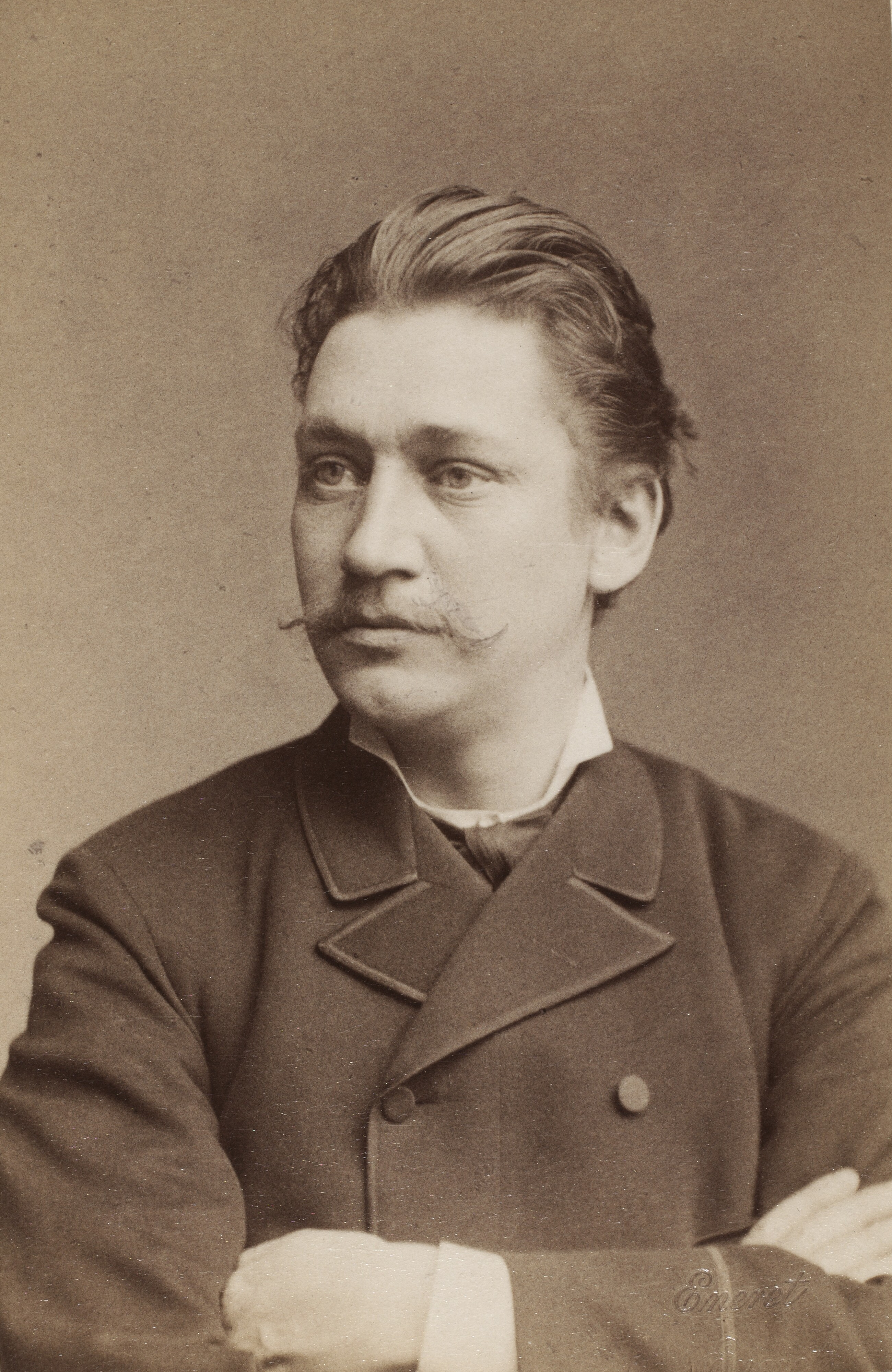
Ludvig Schytte († 1909)
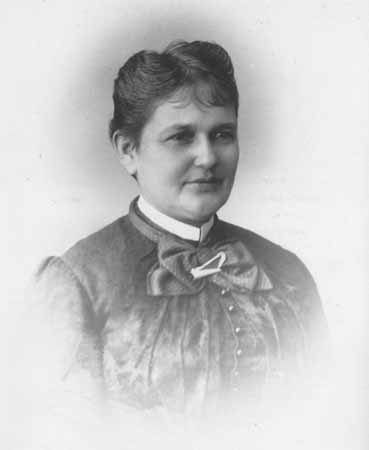
Lola Rodríguez de Tió († 1924)
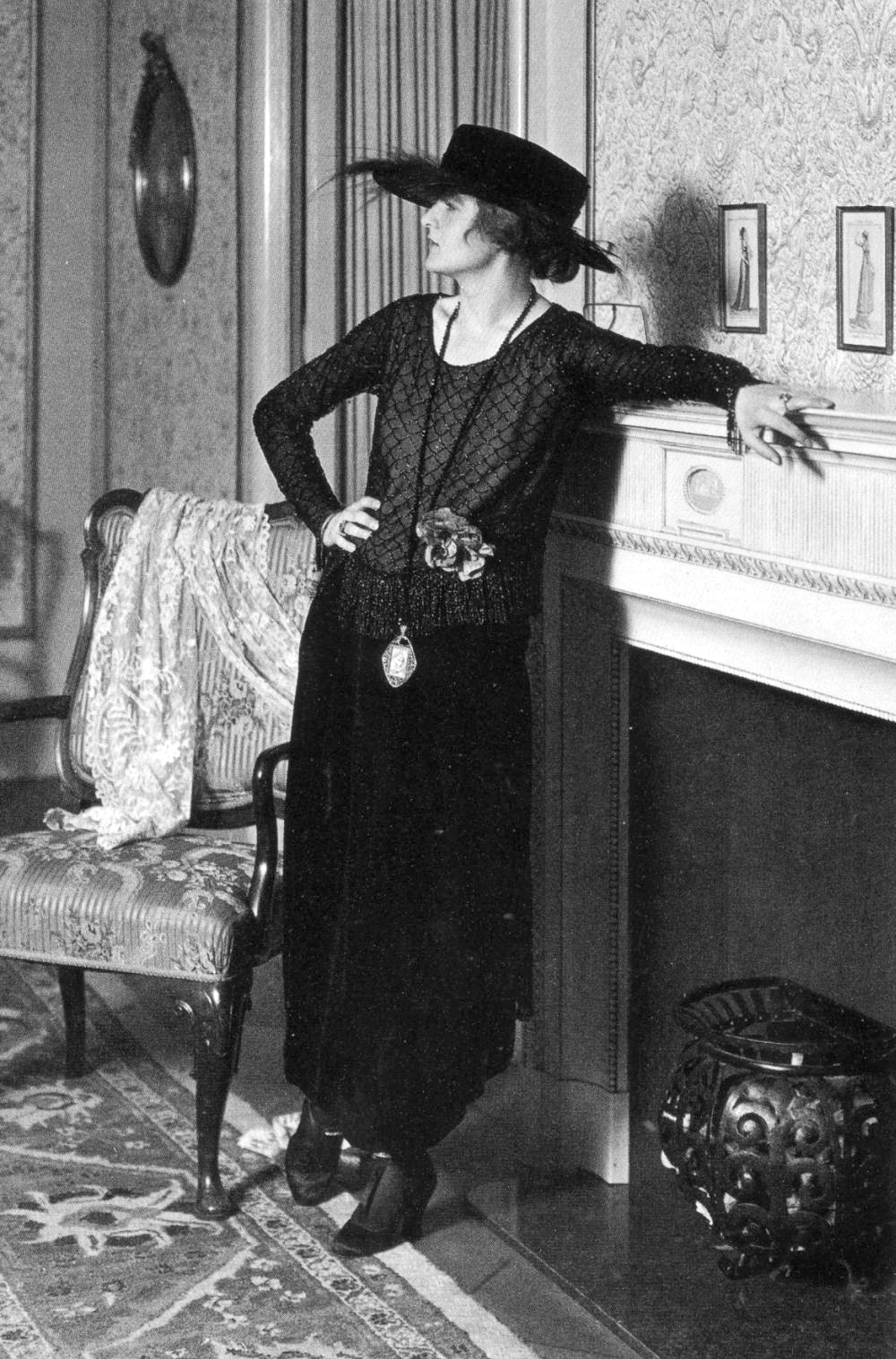
Anita Berber († 1928)
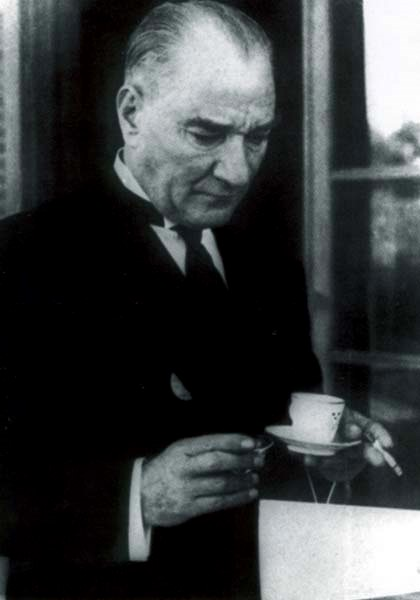
Kemal Atatürk († 1938)
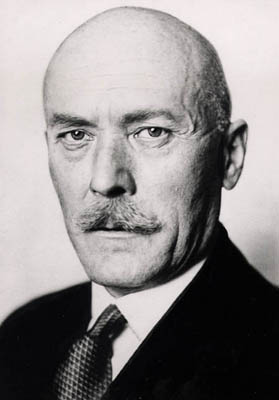
Friedrich Werner von der Schulenburg († 1944)

- 1904: Rose Montmasson, italienische Freiheitskämpferin
- 1904: Moritz Alphons Stübel, deutscher Naturforscher
- 1909: Ludvig Schytte, dänischer Pianist, Komponist, Musikpädagoge und Musikschriftsteller
- 1910: Charles Gilibert, französischer Sänger
- 1912: Ramón Corral, mexikanischer Vizepräsident
- 1914: Max L. Strack, deutscher Althistoriker
- 1915: Anton Opfergelt, deutscher Politiker und Jurist
- 1915: James Richardson Spensley, englischer Arzt, Fußballspieler und -trainer, einer der Gründerväter des italienischen Fußballs
- 1924ː Lola Rodríguez de Tió, puerto-ricanische Dichterin
- 1926: Ernst Julius Arnold, deutscher Politiker
- 1926: Wilhelm Braune, deutscher Germanist
- 1928: Anita Berber, deutsche Tänzerin
- 1931: Charlotte Angas Scott, britische Mathematikerin
- 1937: Lew Schubnikow, russischer Physiker
- 1938: Mustafa Kemal Atatürk, türkischer Staatspräsident, Begründer der modernen Türkei
- 1939: Charlotte Despard, britische Schriftstellerin, Suffragette und Frauenrechtlerin

Julius Curtius († 1948)
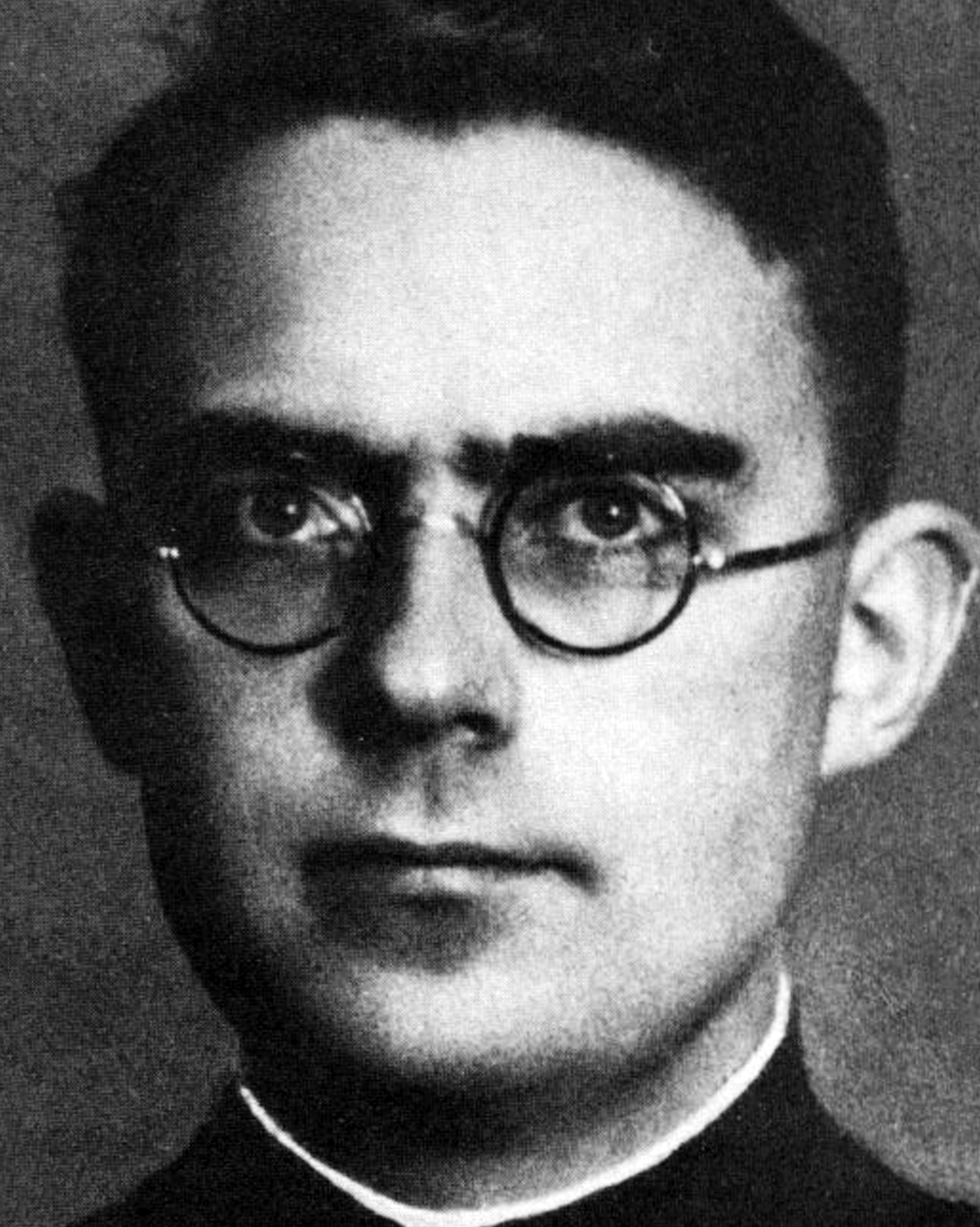
Hermann Lange († 1943)
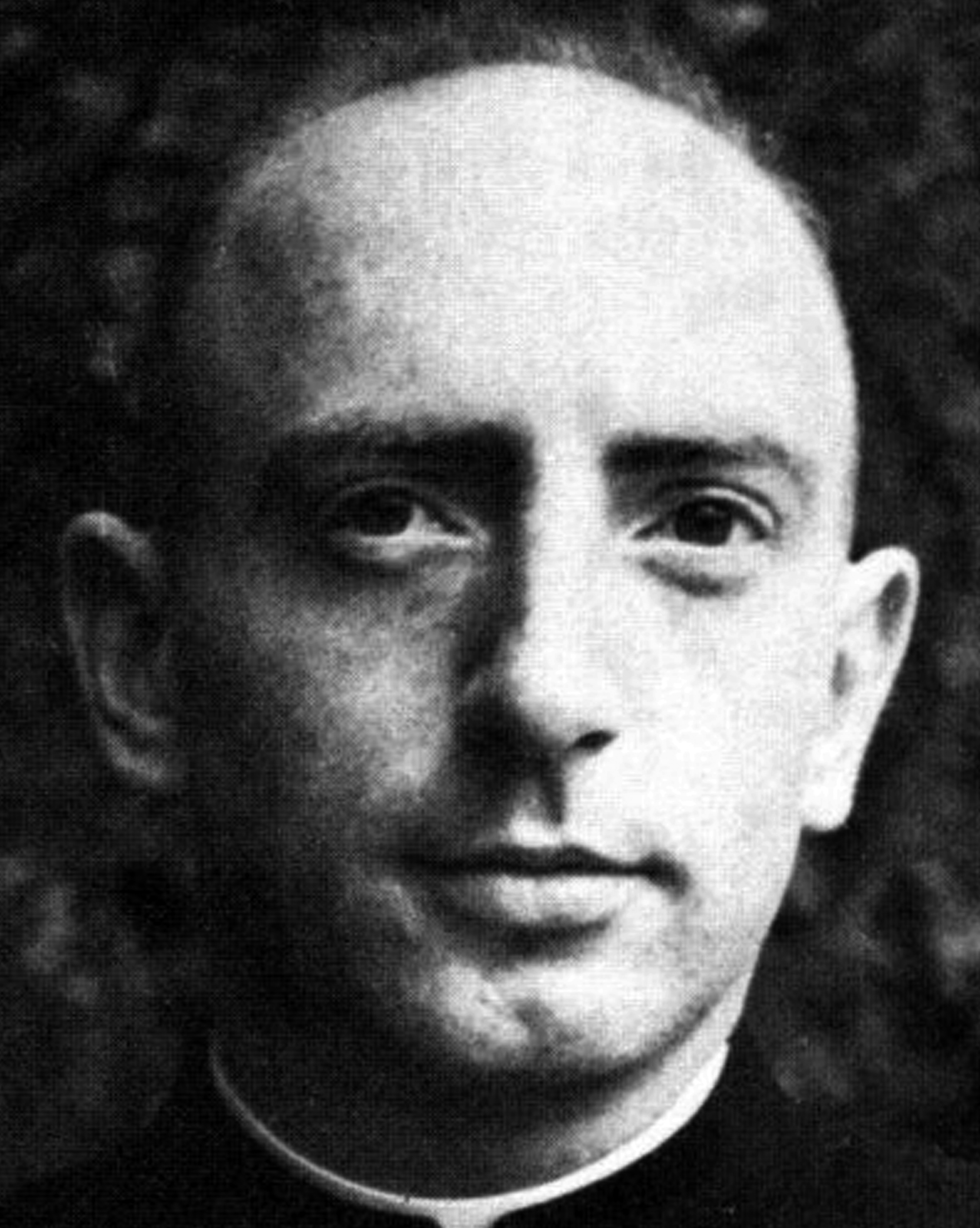
Eduard Müller († 1943)
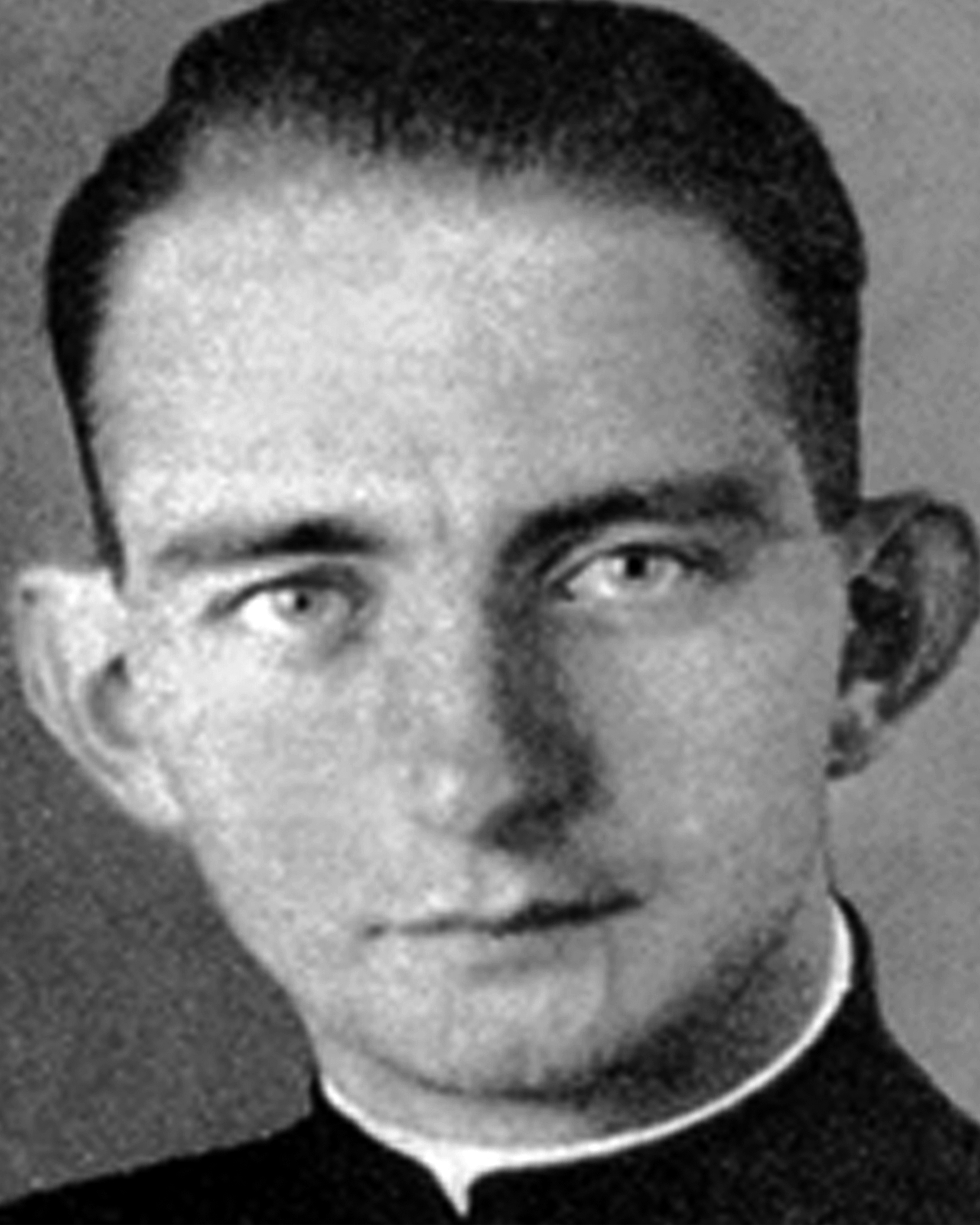
Johannes Prassek († 1943)
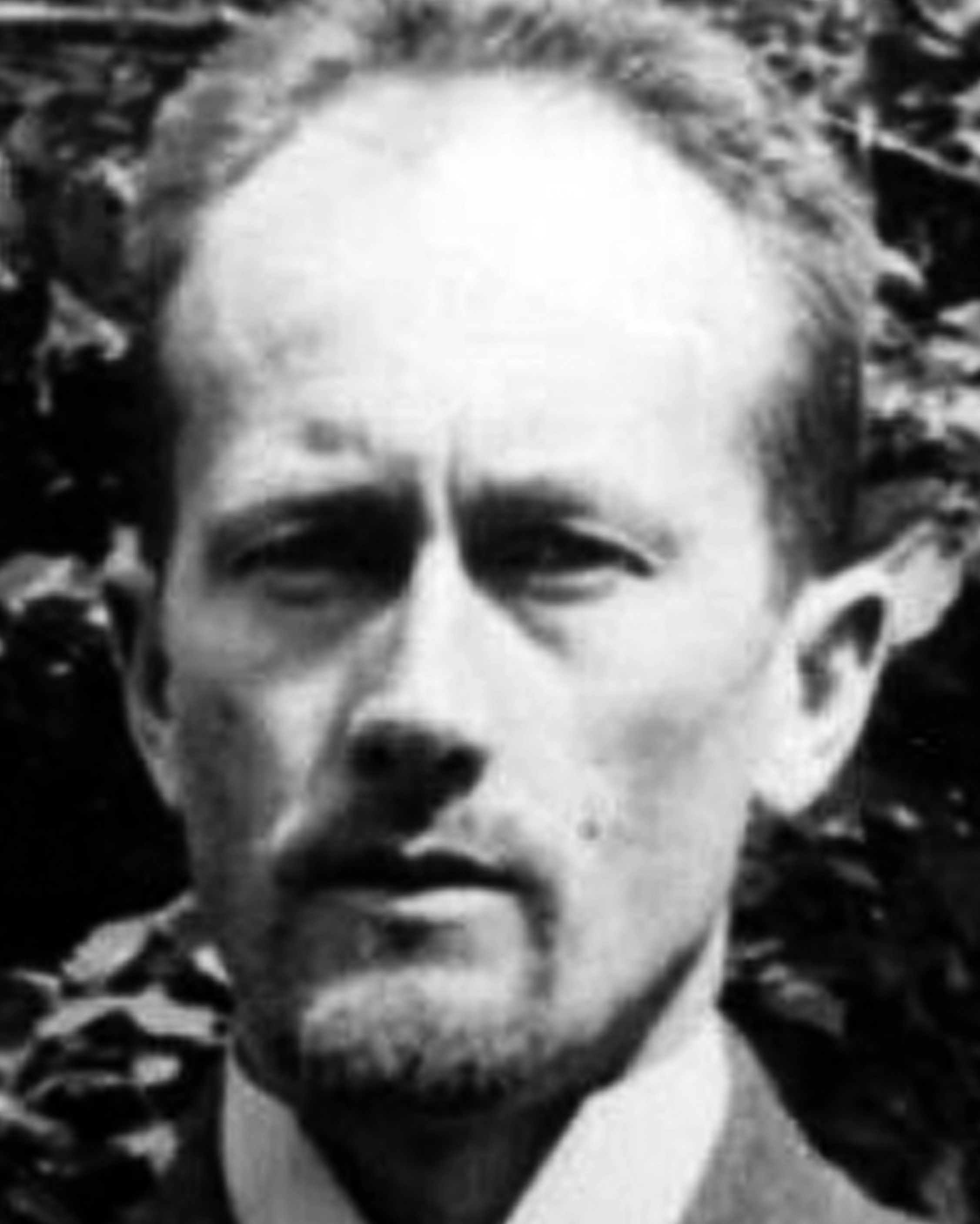
Karl Friedrich Stellbrink († 1943)

- 1943: Hermann Lange, deutscher katholischer Priester (Lübecker Märtyrer)
- 1943: Eduard Müller, deutscher katholischer Priester (Lübecker Märtyrer)
- 1943: Johannes Prassek, deutscher katholischer Priester (Lübecker Märtyrer)
- 1943: Karl Friedrich Stellbrink, deutscher Pfarrer und Märtyrer (Lübecker Märtyrer)
- 1944: Barthel Schink, deutscher Widerstandskämpfer
- 1944: Friedrich Werner von der Schulenburg, deutscher Diplomat und Widerstandskämpfer
- 1948: Julius Curtius, deutscher Jurist und Politiker, MdR, Reichsminister
- 1948: Georgi Schagunow, bulgarischer Komponist

#### 1951–2000
- 1952: Otto Appel, deutscher Phytomediziner
- 1953: Karl Föderl, österreichischer Komponist
- 1954: Giuseppe Bruno, italienischer Geistlicher, Kurienkardinal
- 1956: Victor Young, US-amerikanischer Komponist, Violinist und Dirigent
- 1958: Karl Assmann, österreichischer Jurist und Fußballspieler, Mitgründer des SK Sturm Graz
- 1959: Julius Keyl, deutscher Leichtathlet, Fußballspieler und -funktionär
- 1960: Isadore Freed, US-amerikanischer Komponist
- 1962: Heinrich Jenny-Fehr, Schweizer Autor, Gründer der Glarner Lichtspiele AG
- 1963: Otto Flake, deutscher Schriftsteller
- 1963: Klara Dan von Neumann, ungarisch-amerikanische Informatikerin
- 1965: Robert Cottrell-Hill, britischer Offizier
- 1970: Ada Haseloff-Preyer, deutsche Malerin
- 1970: Hellmuth Heye, deutscher Admiral und Politiker, MdB, Wehrbeauftragter des Deutschen Bundestages
- 1973: Francesco Mattea, italienischer Fußballschiedsrichter
- 1973: August Schirmer, Schweizer Wirtschafts- und Rechtskonsulent und Politiker
- 1974: Günter von Drenkmann, deutscher Richter, Attentatsopfer
- 1974: Wolfgang Schadewaldt, deutscher Altphilologe und Literaturwissenschaftler, Autor und Übersetzer
- 1976: Wout Buitenweg, niederländischer Fußballspieler
- 1976: Gustave Roud, schweizerischer Dichter, Übersetzer und Kritiker
- 1978: Theo Lingen, deutscher Schauspieler
- 1979: Pedro Geoffroy Rivas, salvadorianischer Journalist, Lyriker, Anthropologe und Linguist
- 1979: Friedrich Torberg, österreichischer Schriftsteller
- 1980: Rudolf Jubelt, deutscher Mineraloge, Petrograph und Hochschullehrer
- 1980: Hans Reiffenstuel, deutscher Maler

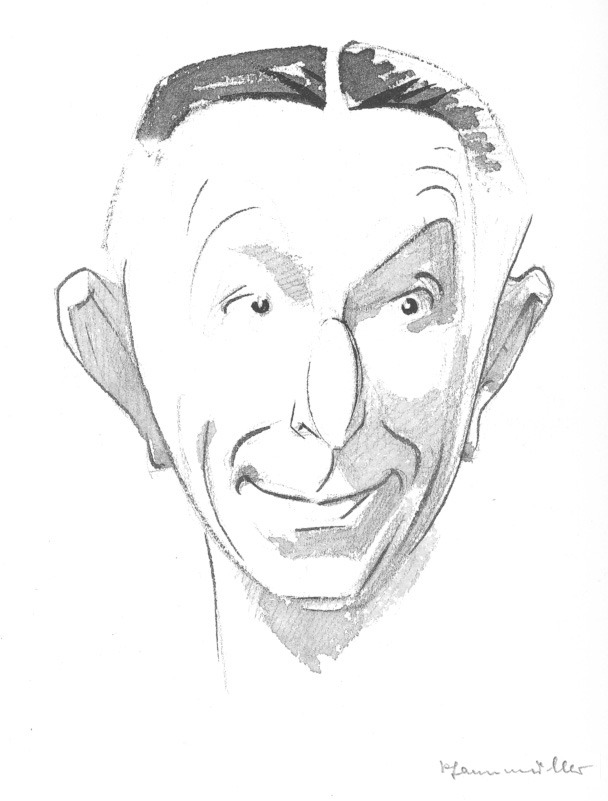
Theo Lingen († 1978)
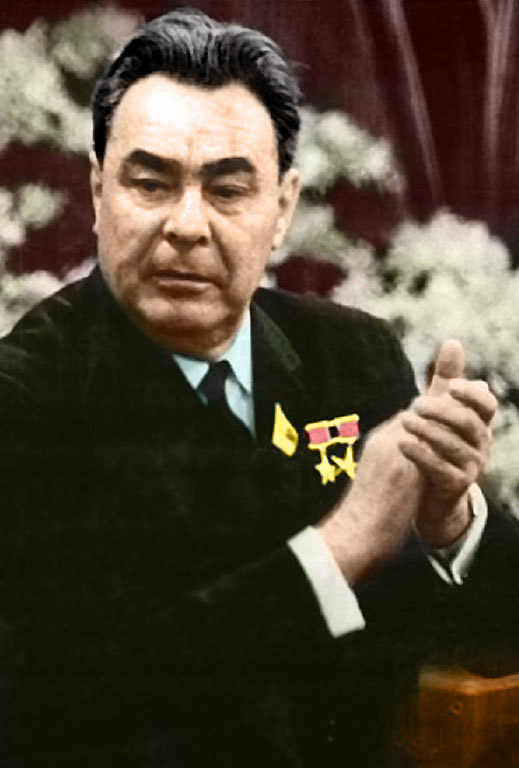
Leonid Iljitsch Breschnew († 1982)
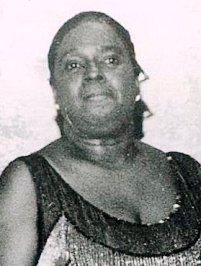
Carmen McRae († 1994)

- 1981: Abel Gance, französischer Filmregisseur
- 1982: Leonid Iljitsch Breschnew, sowjetisches Staatsoberhaupt, Generalsekretär der KPdSU
- 1986: Ljubomir Magaš, jugoslawischer Bandenführer
- 1988: Ildefonso Aroztegui, uruguayischer Architekt
- 1989: Hans Sommer, Schweizer Lehrer, Heimatforscher und Kulturhistoriker
- 1990: Valdemar Söderholm, schwedischer Komponist
- 1991: Gunnar Gren, schwedischer Fußballspieler
- 1991: Erwin Levy, deutscher Psychoanalytiker
- 1992: Chuck Connors, US-amerikanischer Filmschauspieler
- 1993: Paul Oßwald, deutscher Fußballtrainer
- 1994: William Higinbotham, US-amerikanischer Physiker
- 1994: Carmen McRae, US-amerikanische Jazzmusikerin
- 1995: Kenule Beeson Saro-Wiwa, nigerianischer Bürgerrechtler
- 1996: Peter Beier, deutscher Theologe, Präses der Evangelischen Kirche im Rheinland
- 1996: Yaki Kadafi, US-amerikanischer Rapper
- 1998: Hal Newhouser, US-amerikanischer Baseballspieler
- 1999: Robert Kramer, US-amerikanischer Filmemacher
- 2000: Adamantios Androutsopoulos, griechischer Politiker
- 2000: Jacques Chaban-Delmas, französischer Politiker

### 21. Jahrhundert
- 2001: Carl-Gustav Esseen, schwedischer Mathematiker
- 2002: Gert Westphal, deutscher Schauspieler
- 2003: Margarete Arnhold, deutsche Pädagogin und Politikerin
- 2005: Rolf Butenschön, deutscher Unternehmer und Erfinder
- 2005: Richard Edlinger, österreichischer Dirigent und Komponist
- 2005: Severin Johansen, grönländischer Landesrat
- 2006: Willy Knupp, deutscher Sportjournalist
- 2006: Jack Palance, US-amerikanischer Schauspieler
- 2007: Norman Mailer, US-amerikanischer Schriftsteller
- 2007: Edith Mill, österreichische Schauspielerin
- 2008: Horst Jüssen, deutscher Schauspieler
- 2008: Miriam Makeba, südafrikanische Sängerin
- 2008: Ljerko Spiller, argentinischer Geiger, Dirigent und Musikpädagoge
- 2008: Dorothy Vaughan, US-amerikanische Mathematikerin

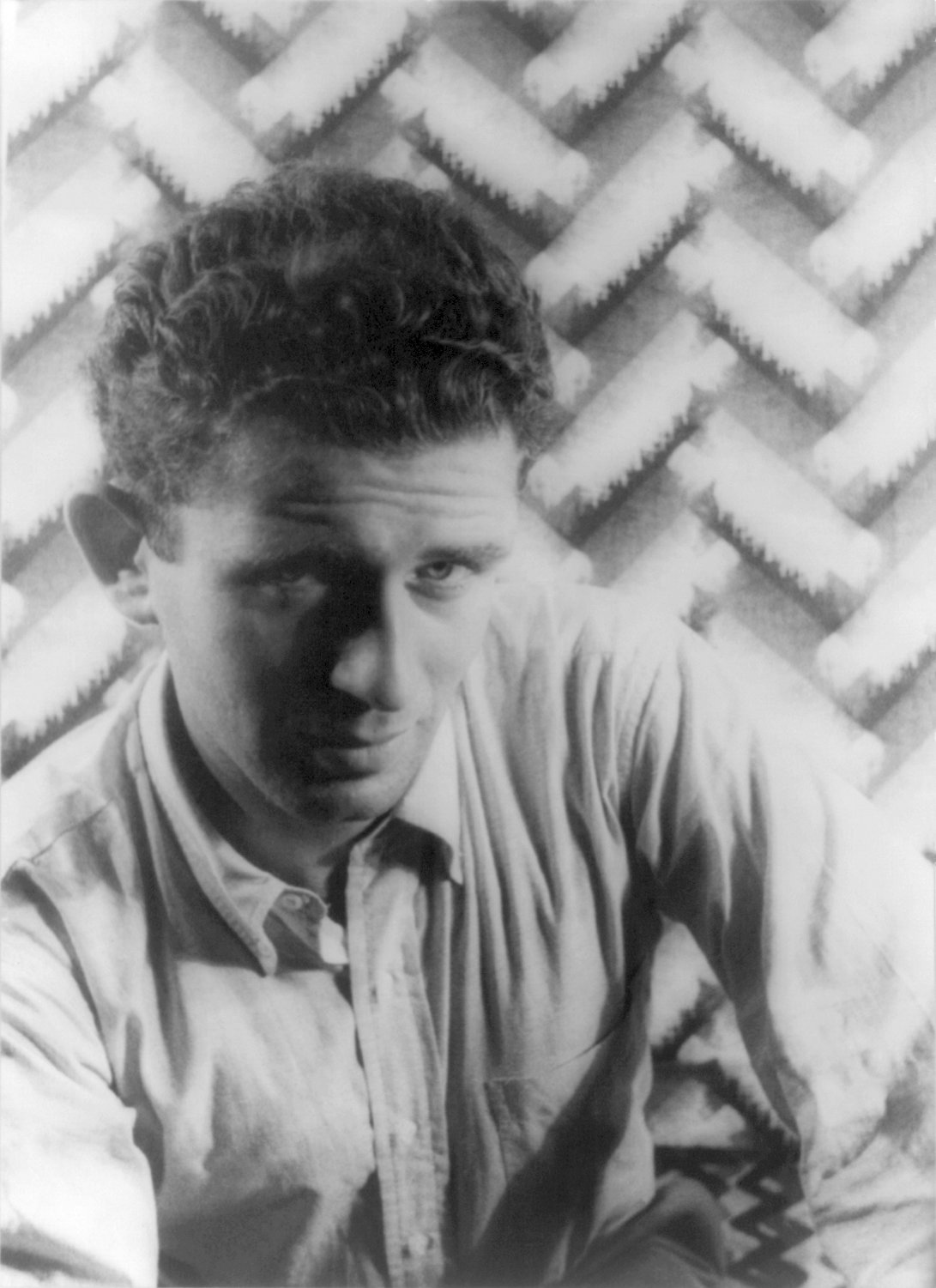
Norman Mailer († 2007)
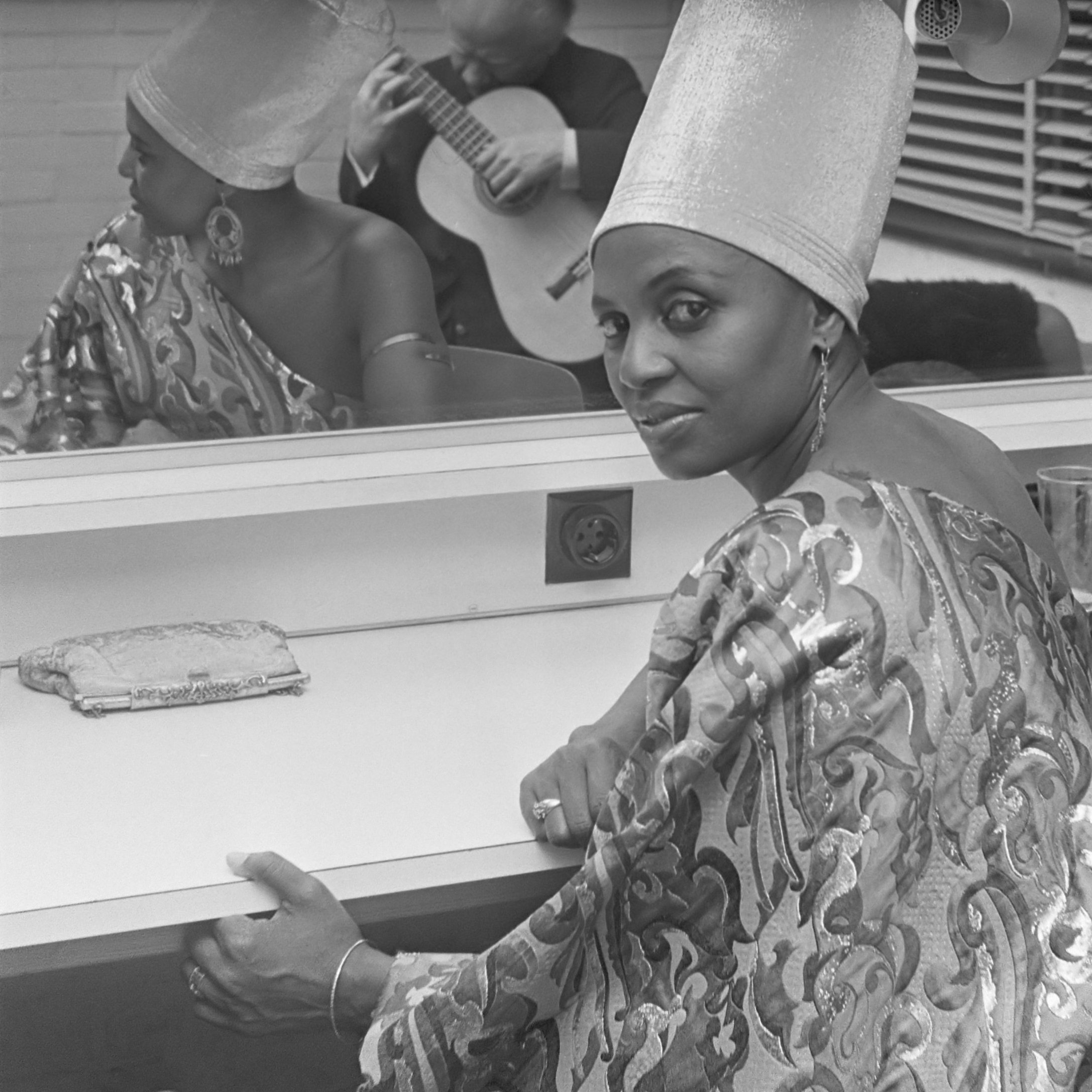
Miriam Makeba († 2008)
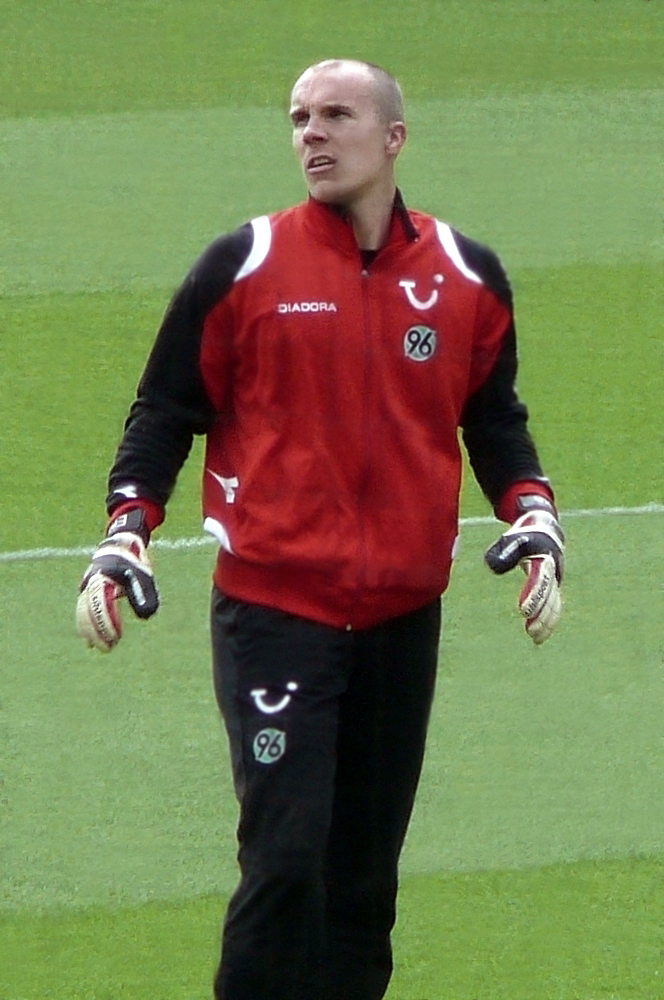
Robert Enke († 2009)
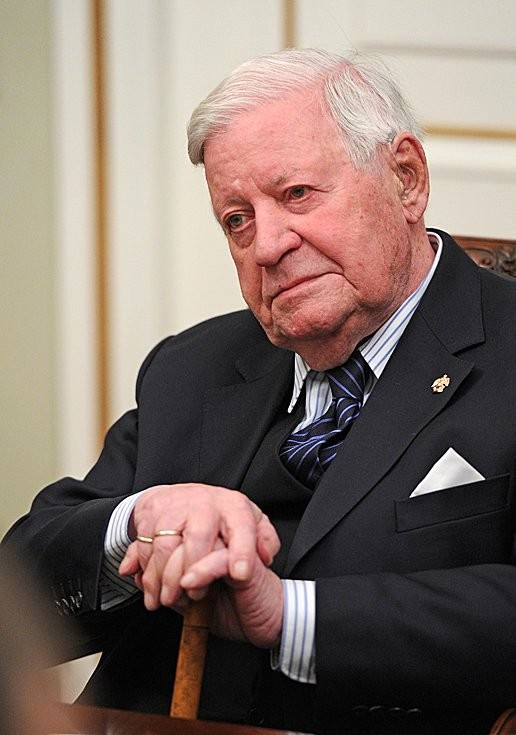
Helmut Schmidt († 2015)
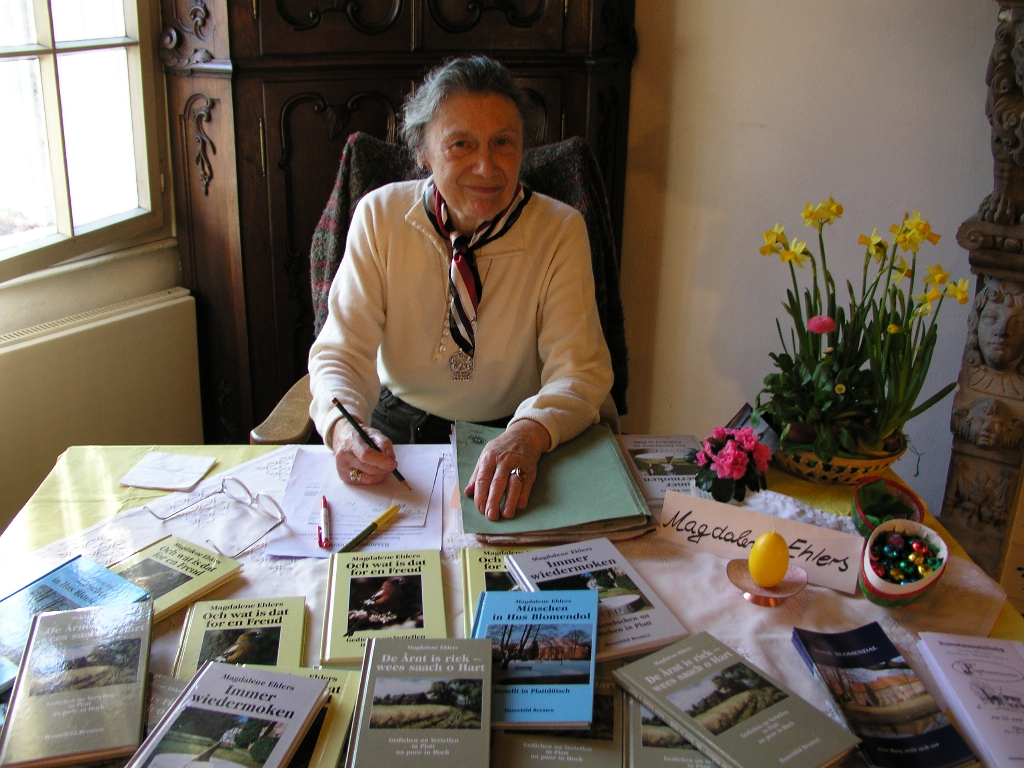
Magdalene Ehlers († 2016)

- 2009: Robert Enke, deutscher Fußballtorwart
- 2010: Dino De Laurentiis, italienischer Filmproduzent
- 2010: Andreas Kirchner, deutscher Bobsportler
- 2012: Rolf Scheffbuch, deutscher evangelischer Theologe
- 2012: Li Shijun, chinesischer Esperantist
- 2012: Jochen Ulrich, deutscher Choreograf
- 2013: Giorgio Orelli, schweizerischer Dichter, Übersetzer und Literaturkritiker
- 2014: Ken Takakura, japanischer Schauspieler
- 2015: Gene Amdahl, US-amerikanischer Informatiker und Unternehmer
- 2015: David Atlas, US-amerikanischer Meteorologe
- 2015: André Glucksmann, französischer Philosoph und Essayist
- 2015: Klaus Friedrich Roth, britischer Mathematiker
- 2015: Helmut Schmidt, deutscher Politiker und Altbundeskanzler
- 2016ː Magdalene Ehlers, deutsche Autorin
- 2017: Bernhard Eckstein, deutscher Radrennfahrer, Weltmeister
- 2018: Bert Onnes, niederländische Tischtennisspieler
- 2020: Saeb Erekat, palästinensischer Politiker und Diplomat
- 2020: Norbert Linke, deutscher Komponist, Musikwissenschaftler und Musikpädagoge
- 2020: Debra White Plume, US-amerikanische (lakota) Aktivistin
- 2021: Clyde Emrich, US-amerikanischer Gewichtheber
- 2021: Håkon Øverby, norwegischer Ringer
- 2022: Luigi Bartesaghi, kanadischer Radrennfahrer
- 2022: Frank Prihoda, australischer Skirennläufer
- 2022: Manuel Gil Teixeira Lopes, portugiesischer Maler und Hochschullehrer
- 2023ː Kerstin Jüttemann, deutsche Juristin und Landessozialgerichtspräsidentin
- 2023ː Margaret Raspé, deutsche Künstlerin und Fotografin
- 2024ː Barbara Aland, deutsche evangelische Theologin

## Feier- und Gedenktage
- Kirchliche Gedenktage
  - Hl. Papst Leo der Große, Bischof von Rom und Schutzpatron (anglikanisch, evangelisch, katholisch)
  - Karl Friedrich Stellbrink, Pfarrer und Märtyrer (evangelisch)
  - Hermann Lange, Eduard Müller und Johannes Prassek, Priester und Märtyrer (katholisch)

- Gedenktage internationaler Organisationen
  - Welttag der Wissenschaft (UNESCO)

- Brauchtum
  - Deutschland: Martinisingen

Weitere Einträge enthält die Liste von Gedenk- und Aktionstagen.